# Église Saint-Clair d'Hérouville
L'église Saint-Clair est une église catholique paroissiale située à Hérouville-en-Vexin, en France. De première vue, il semble s'agir d'un édifice homogène du XVe siècle. Effectivement, les élévations latérales, le mur du chevet, le clocher et la charpente de la toiture ont été construits pendant une seule campagne de 1443 à 1468 environ. Mais à l'intérieur, le chœur est encore presque roman, et la nef en grande partie gothique primitif. L'on y trouve quelques intéressants chapiteaux du XVe siècle qui remplacent des pièces manquantes, mais aussi les témoignages de nombreux compromis qui résultent des contraintes économiques, et qui paraissent souvent maladroits. La cohabitation d'éléments de différentes époques dans une même partie de l'édifice est caractéristique de nombreuses églises rurales du Vexin, et l'église Saint-Clair en est un bon exemple. Elle montre surtout comment la reconstruction d'une église se faisait au milieu du XVe siècle, avant la fin définitive de la guerre de Cent Ans et pendant les années encore difficiles qui suivent, quand les conditions d'une reconstruction ne sont pas encore réunies dans la plupart des villages. À l'extérieur, le portail occidental a servi d'exemple à plusieurs autres églises du Vexin, et l'ancien portail de la chapelle baptismale est un chef-d'œuvre de l'art gothique flamboyant dans le Vexin français. En plus de ces détails, c'est le clocher qui fait l'attrait de l'église. Considéré souvent comme le plus ancien clocher flamboyant du Vexin, il ne reflète que très peu le style de son époque, et constitue probablement une reproduction du clocher primitif, achevé après le milieu du XIIe siècle et détruit par les Anglais en 1435. Cette reconstitution approximative, en faisant appel à un langage architectural d'une époque tout à fait différente, est un cas rare dans l'histoire de l'architecture avant le XIXe siècle. L'église est classée monument historique depuis 1915.

## Localisation
L'église est située dans le département français du Val-d'Oise, dans le parc naturel régional du Vexin français, au centre de la commune d'Hérouville-en-Vexin, place de l'Église. L'on accède à l'église par le portail occidental, dont l'on s'approche par le nord : une enfilade de maisons sépare l'exigu parvis de l'église de la rue Bourgeoise et du carrefour central du village près de la mairie et de l'école. Au sud, le vaste jardin de l'ancien presbytère s'approche de près du mur de l'église, et des bâtiments agricoles ainsi que l'ancienne remise de la pompe à incendie de la commune prennent le relais à l'est, si bien que seule l'élévation nord de l'église peut être contemplée avec suffisamment de recul. C'est au nord que se situe la place de l'Église proprement dite, qui est une pelouse bordée d'arbres aménagée à l'emplacement de l'ancien cimetière. S'y trouve toujours l'ancienne croix de cimetière, ainsi que le monument aux morts.

## Historique

### La première église d'Hérouville

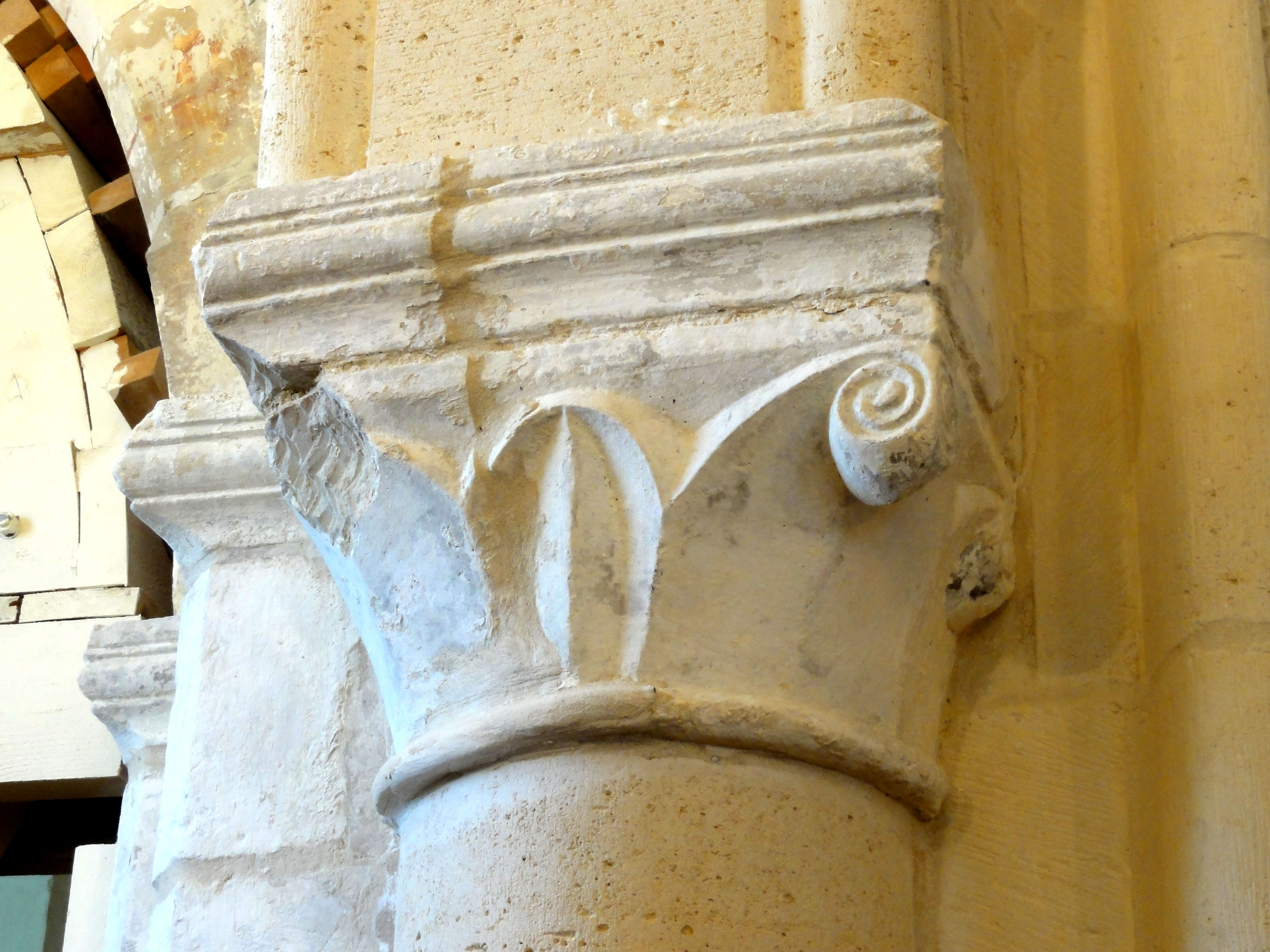
Chapiteau roman à droite de l'arcade nord de la base du clocher.

L'église primitive d'Hérouville est construite pendant la première moitié du XIIe siècle, probablement à l'emplacement d'une chapelle ou d'un ermitage, où Clair du Beauvaisis logea avant de devoir s'enfuir vers Saint-Clair-sur-Epte, en 884. En effet, le saint est habituellement désigné comme Saint-Clair d'Hérouville au Moyen Âge. De la précédente église, subsistent l'abside voûtée en d'ogives de la période de transition, dissimulée extérieurement derrière des murs sans caractère ; une tourelle d'escalier au sud du chevet ; et les quatre énormes massifs de maçonnerie flanqués de colonnes supportant le clocher, aux angles de l'ancienne croisée du transept. La nef romane est jetée bas pendant la seconde moitié du XIIe siècle et remplacée par une nef gothique primitif accompagnée de ses bas-côtés. Cet ensemble est d'une grande simplicité et reflète les moyens modestes de la paroisse. Les piliers de la nef sont d'une grande envergure et auraient permis de supporter des voûtes sur croisées d'ogives, finalement non réalisées. Au moins les deux travées au nord du chœur sont voûtées à l'époque gothique, car servant de chapelle seigneuriale. La construction s'achève avec la façade occidentale au début du XIIIe siècle. Tout comme la nef, sa partie inférieure subsiste toujours.
Pendant plus de deux siècles, jusqu'au second quart du XVe siècle, l'église Saint-Clair reste inchangée, puis subit des dégâts sous la guerre de Cent Ans. Mais elle souffre aussi du poids des ans, les parties les plus anciennes accusant déjà trois cent cinquante ans à la fin de la guerre. De surcroît, les Anglais détruisent le clocher en 1435, car servant de tour de guet aux troupes françaises.

### La reconstruction de 1443 à 1468

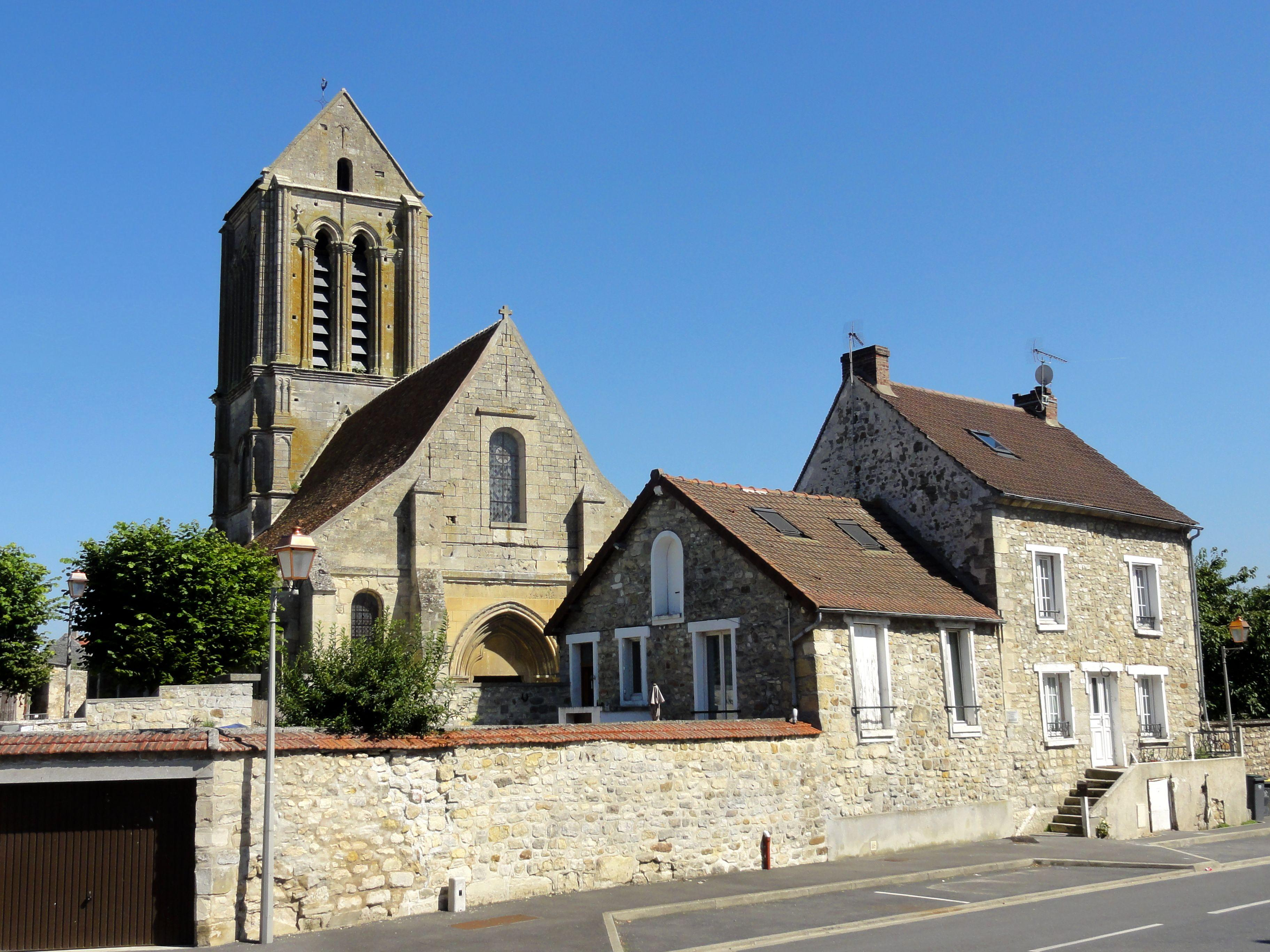
Vue depuis l'ouest.

En 1443, Jeanne de Laval, descendante des Montmorency, ancêtre de Henri IV et également dame d'Hérouville car possédant le fief de la Haute-Butte sur le périmètre de la paroisse, fait don aux habitants de la « terre de Monsieur Saint-Clair d'Hérouville » et d'une importante somme d'argent destinée à la reconstruction de l'église. Les travaux commencent aussitôt et sont menés à un rythme soutenu, car l'église est achevée au moins sommairement à la mort de Jeanne de Laval en 1468. La base du clocher n'est voûtée que pendant la première moitié du XVIe siècle au plus tôt, et les bas-côtés de la nef sont peut-être provisoirement réalisés en bois dans un premier temps, ce qui peut expliquer le portail latéral en anse de panier dans la première travée du nord et les fenêtres en plein cintre, alors que les arcs brisés sont de rigueur au XVe siècle,.
En dépit de ces détails, l'édifice est d'une grande homogénéité, à un tel point que Louis Régnier prête foi à une inscription qui se trouvait jadis dans l'église, reproduisant le texte d'un parchemin dans les archives du conseil de fabrique et transcrit par le moine bénédictin dom Racine. Dans son Histoire de l'abbaye Saint-Martin de Pontoise conservée dans la bibliothèque Mazarine, le moine reprend cette inscription qui disait que l'église était située à l'écart des habitations de sorte que l'on n'envisagea même pas de la rebâtir sur le même lieu. Bien entendu, Louis Régnier constate aussi que l'église comporte des éléments antérieurs au XVe siècle, mais explique ce fait par le réemploi de certains vestiges de l'édifice précédent,. En 2003, des fouilles dans les parties orientales de l'église ont mis au jour les fondations d'une église vraisemblablement préromane, et il est maintenant acquis que les églises successives d'Hérouville ont toutes occupé le même emplacement.
Les murs extérieurs du XVe siècle ou XVIe siècle dissimulent beaucoup de substance de l'ancienne église, notamment les supports qui portent plus que les autres éléments les marques de leur période artistique. Bernard Duhamel suppose que le chœur roman est encore complet et que seul le parement extérieur du mur de l'abside aurait été refait : le chœur était toujours la partie la mieux entretenue d'une église et a plus de chance de survivre aux ravages d'une guerre. Personne ne remet en question non plus que les grosses piles du clocher et les piliers cylindriques isolés de la nef sont également conservés de la précédente église. Extérieurement, la façade occidentale reste l'unique élément ancien visible. L'envergure des contreforts neufs et des pierres de réserve à l'intersection entre la chapelle latérale sud et le bas-côté voisin permettent de déduire que la nef devait initialement aussi être remplacée, ou tout au moins voûtée, tout comme il fut déjà prévu pour la nef gothique,.

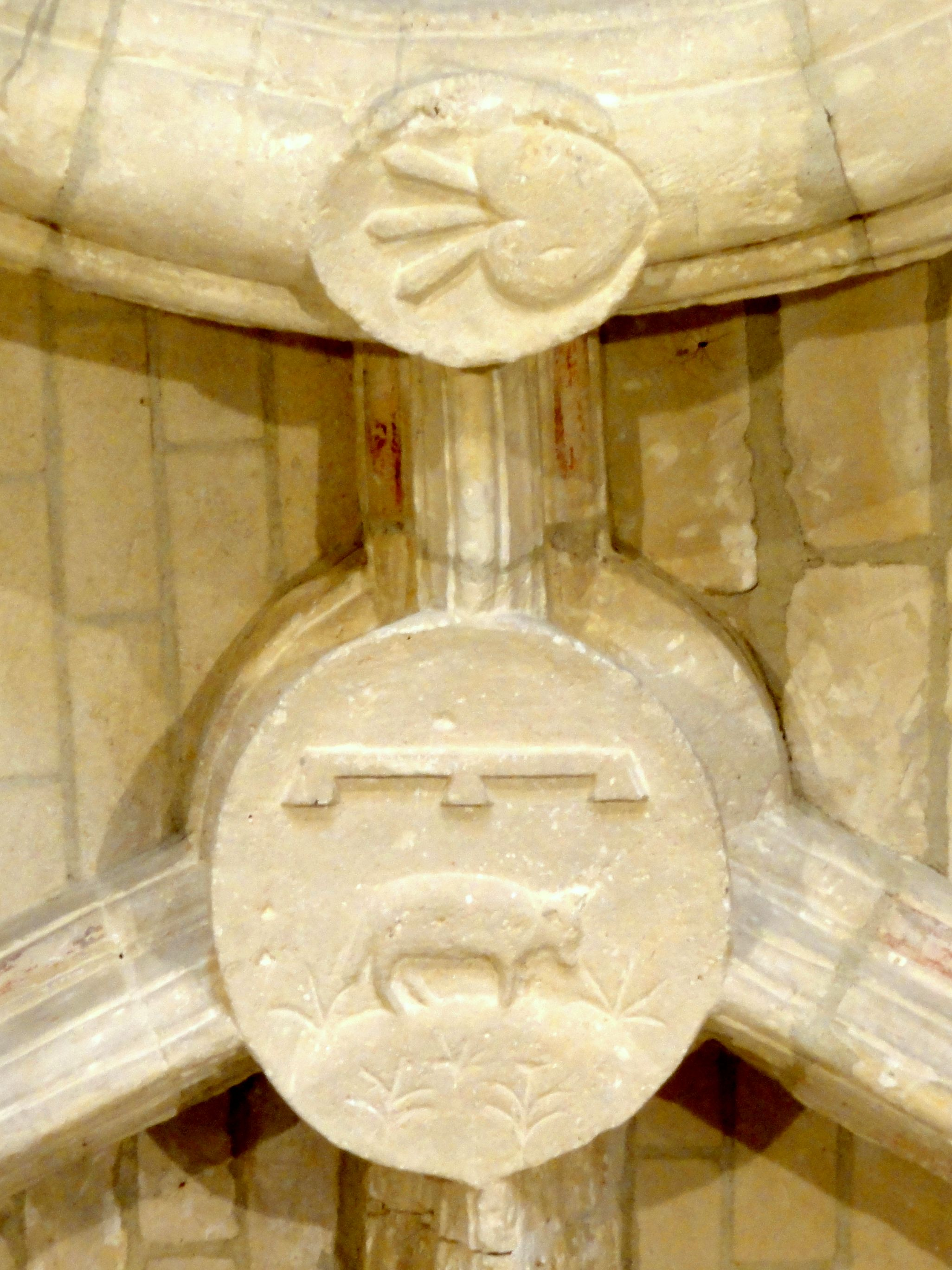
Emblème des Berbisy.

### Travaux postérieurs à la reconstruction
Certaines retouches sont encore apportées à l'église au XVIe siècle, avec notamment l'aménagement du portail latéral dans le bas-côté nord déjà mentionné, de style gothique flamboyant. C'est l'un des meilleurs exemples de décoration flamboyante dans le Vexin français. La voûte du carré du transept est également de style flamboyant, mais trahit une exécution peu soignée. Sur l'une des clés de voûte secondaires, figure un emblème librement inspiré du blason des Berbisy, seigneurs d'Hérouville. Il représente un mouton passant figuré à l'envers (comme le sont très souvent les motifs des clés de voûte) et un lambel en brisure, alors que le blasonnement est en réalité D'azur, à la brebis paissante d'argent, sur une motte ou terrasse de sinople, brisé d'un lambel d'argent. Les clés de voûte armoriées sont très fréquentes à partir de la Renaissance, et l'on peut s'interroger pourquoi le tailleur de pierre ne respecta pas le blasonnement et choisit un disque ovale et non un écu comme support. Il n'y a pas non plus de trace de polychromie,,.
Les voûtes des deux travées du bas-côté sud datent de la seconde moitié du XVIe siècle et sont déjà inspirées par la Renaissance. La chapelle seigneuriale au nord du chœur conserve ses voûtes gothiques, mais est redécorée par les Berbisy, qui laissent leur monogramme sur une clé de voûte. Une baie Renaissance est percée dans le chevet, ce qui ne détonne pas trop dans la façade orientale du XVe siècle, mais beaucoup plus dans le contexte roman à l'intérieur. Le pignon de la façade occidentale est rebâti au XVIIe siècle ou XVIIIe siècle. Le portail occidental, qui avait perdu son tympan et les bases de ses colonnettes, et dont la sculpture des chapiteaux était devenue presque illisible, a été refaite à neuf pendant les années 1940 d'une façon beaucoup trop sèche, lui faisant perdre tout intérêt archéologique,. L'édifice est classé au titre des monuments historiques depuis l'arrêté du 2 avril 1915.

## Description

### Aperçu général

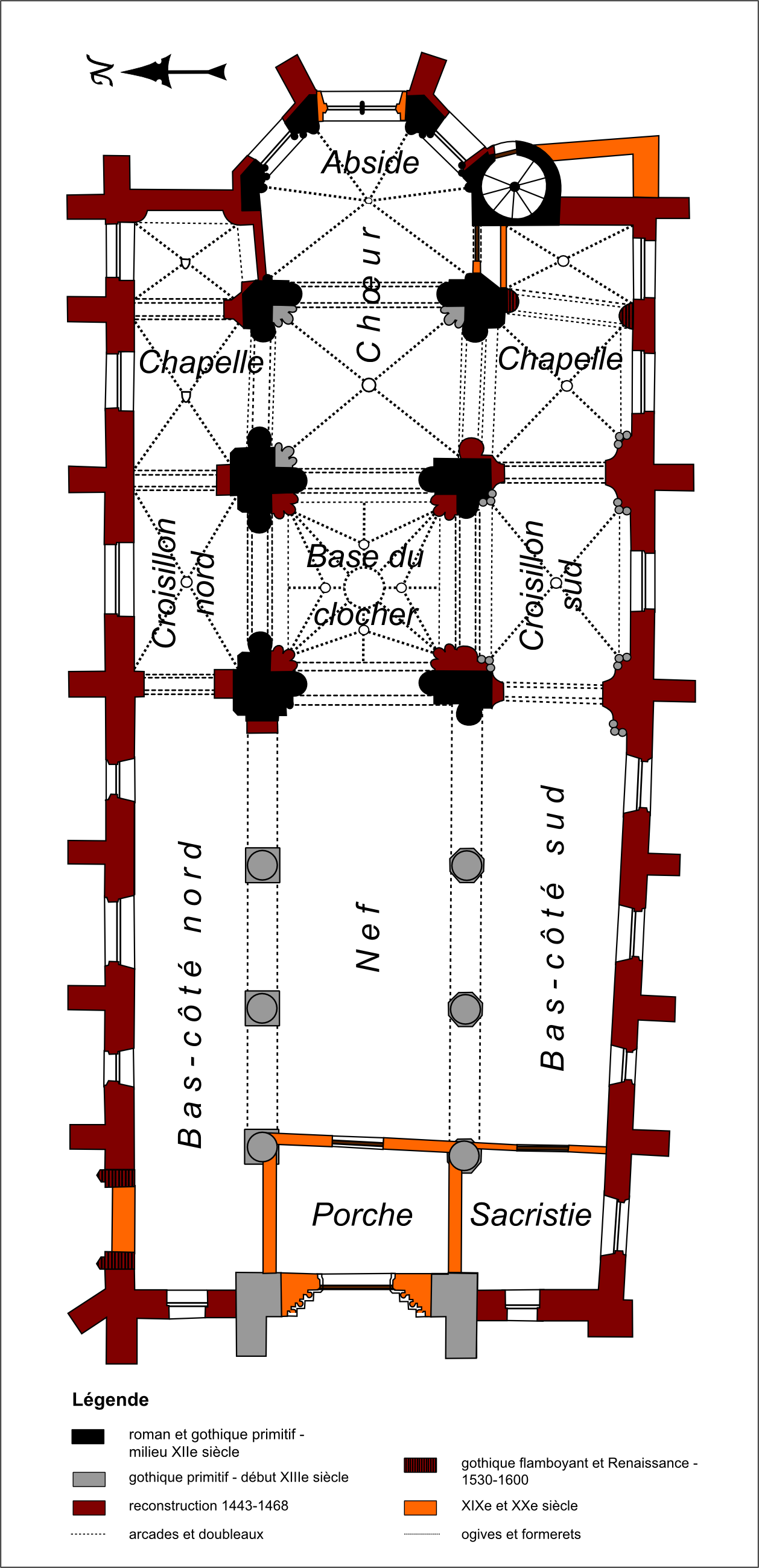
Plan de l'église.

Régulièrement orientée, l'édifice observe un plan cruciforme mais occupe une surface rectangulaire au sol, exception faite du chevet à pans coupés faisant légèrement saillie sur la façade orientale. Le vaisseau central s'accompagne de collatéraux au nord et au sud et compte sept travées au total. La première travée est un porche, car délimitée par des murs, et il faut franchir un seconde porte succédant au portail occidental pour pénétrer dans l'église. La nef aveugle compte trois travées barlongues et ne mesure que 5,43 m de large d'axe en axe des piliers. Cette faible largeur s'explique par la présence du clocher au-dessus de la travée suivante, qui devait être contrebuté par les murs gouttereaux de la nef. La présence de piliers aux angles du porche indique par ailleurs que ce dernier a été soustrait à la nef ; une tribune le recouvre. La base du clocher est la cinquième travée du vaisseau central et correspond en même temps à l'ancienne croisée du transept. Il n'y a pas de transept saillant et les croisillons ne dépassent pas en hauteur les bas-côtés de la nef, ce qui fait dire à Louis Régnier qu'il n'y a pas de transept, alors que Bernard Duhamel emploie ce terme pour faciliter l'orientation : il serait approprié de parler d'un faux transept et de faux croisillons. La sixième et la septième travée forment le chœur, qui se compose d'une travée carrée et d'une travée avec une partie droite et une abside à pans coupés. Les collatéraux du chœur s'arrêtent à la fin de la partie droite de la dernière travée du vaisseau central et comportent donc une travée et demi. Ce sont des chapelles, dont celle du nord était la chapelle seigneuriale. La sacristie est dans la première travée du bas-côté sud de la nef, qui est donc soustrait à l'espace intérieur à l'instar du porche. Seule la première travée du bas-côté nord communique encore directement avec le reste et sert toujours de chapelle baptismale. Il est à noter que nef et chœur se situent parfaitement dans le même axe, ce qui est assez rare. Il y a toutefois des irrégularités : le mur du bas-côté sud n'est pas parallèle à l'axe du vaisseau central et sa largeur diminue successivement vers la façade occidentale, et le doubleau entre les deux travées de la chapelle latérale sud du chœur est placé légèrement en biais. Le bas-côté sud mesure 3,72 m de large en moyenne entre le mur et l'axe des piliers, alors que celui du nord n'atteint qu'une largeur de 3,00 m. Les bas-côtés de la nef sont simplement plafonnés avec des poutres apparentes côté nord, et la nef est recouverte par une fausse voûte en berceau en bois et plâtre. La base du clocher possède une voûte à liernes et tiercerons d'inspiration flamboyante. La première travée du chœur et les chapelles latérales sont voûtées sur des croisées d'ogives simples, et la dernière travée présente une voûte sexpartite comme l'exigent ses pans coupés. L'ensemble de l'église est recouvert d'une immense toiture unique à deux rampants, présentant une déclivité moins important au-dessus des bas-côtés. Il n'y a que deux pignons, une pour la façade occidentale et une pour la façade du chevet. Au sud du clocher, des pignons intermédiaires interrompent le toit et délimitent ainsi le faux croisillon sud. Le clocher se dresse au-dessus de la cinquième travée du vaisseau central qui est l'ancienne croisée du transept,.

### Extérieur

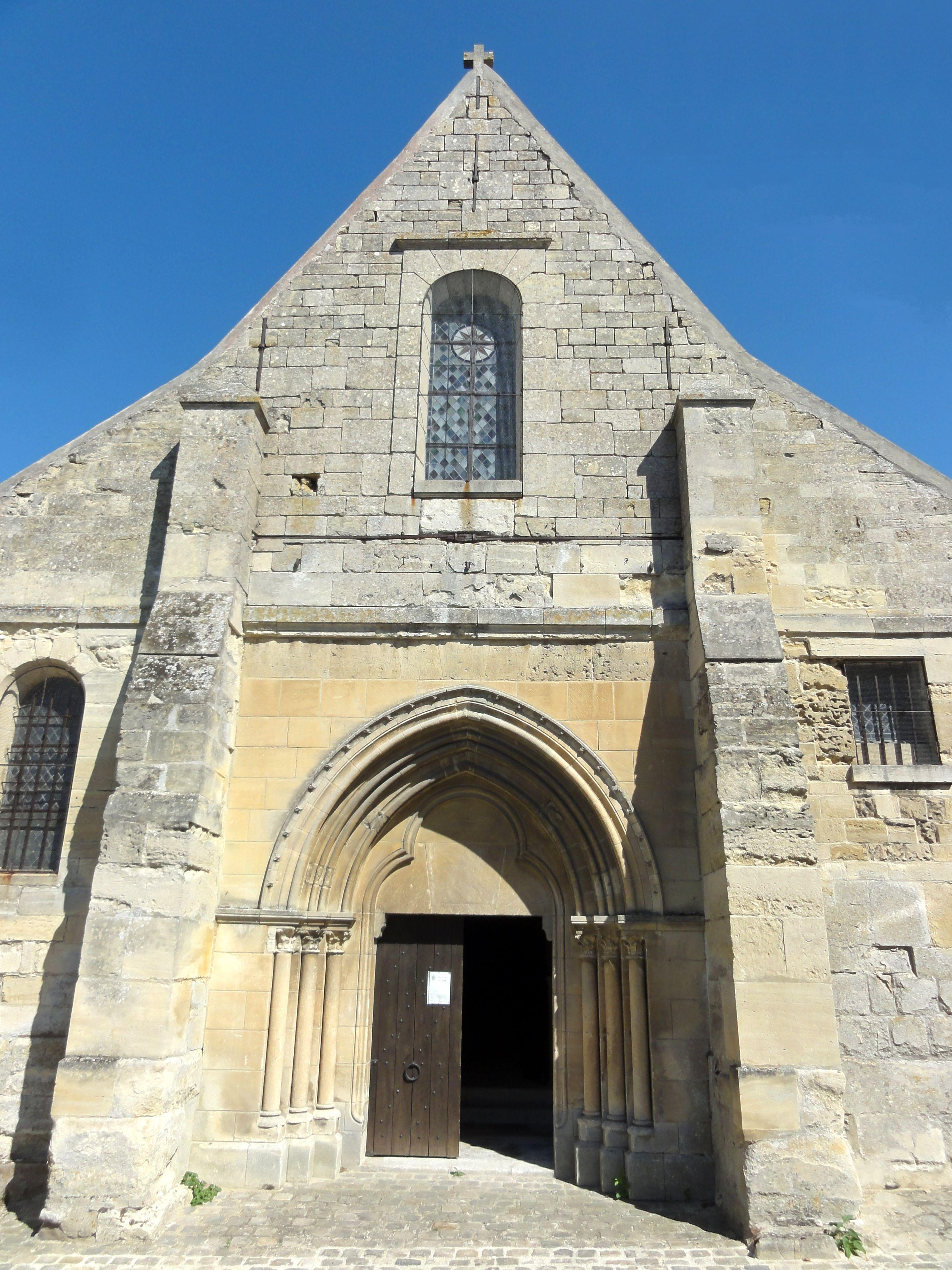
Façade occidentale.

#### Façade occidentale
La façade occidentale est structurée par les contreforts occidentaux de la nef, qui au niveau du rez-de-chaussée conservent la physionomie des contreforts à ressauts de la période gothique primitive, et se retraitent à deux reprises moyennant des glacis faiblement inclinés. Un bandeau délimite la partie inférieure de la façade du pignon, dont l'appareil est constitué de pierres de taille de dimensions non homogènes. La fenêtre en plein cintre est soigneusement encadrée par des chaînages, ce qui n'est pas le cas sur les murs plus anciens, et ses claveaux sont alignés en haut sur une ligne horizontale qui est accentuée par un bandeau. Il s'agit ici d'un reflet de l'architecture classique du XVIIe siècle ou XVIIe siècle. Une petite croix en antéfixe somme le pignon. — Toute la partie basse avec le portail en tiers-point a été entièrement refait pendant les années 1940. Louis Régnier a pu analyser les restes de la décoration de l'ancien portail qu'il date du règne de Philippe Auguste. La disposition des six colonnettes en délit qui cantonnent le portail et le profil des tailloirs lui ont permis un rapprochement avec les églises Notre-Dame-de-l'Assomption d'Auvers-sur-Oise et Notre-Dame-de-la-Nativité-et-Saint-Fiacre de Livilliers (il n'est pas question de son célèbre portail Renaissance côté nord !), auxquelles Bernard Duhamel ajoute l'église Saint-Martin de Vallangoujard. Le caractère plus archaïque des petits fleurons qui ornent l'archivolte extérieure justifie l'hypothèse qu'Hérouville est le plus ancien portail du groupe et a servi de modèle aux autres. Il paraît que le portail des années 1940 soit une reconstitution plus ou moins fidèle de l'original, mais la décoration du tympan par une arcature trilobée en bas-relief est une simple hypothèse de l'architecte. Rien n'est à signaler sur les murs occidentaux des bas-côtés : à gauche, c'est-à-dire au nord, la chapelle baptismale est éclairée par une fenêtre plein cintre sans caractère, et à droite, une petite baie rectangulaire grillagée suffit à la sacristie,.

#### Élévations latérales et chevet

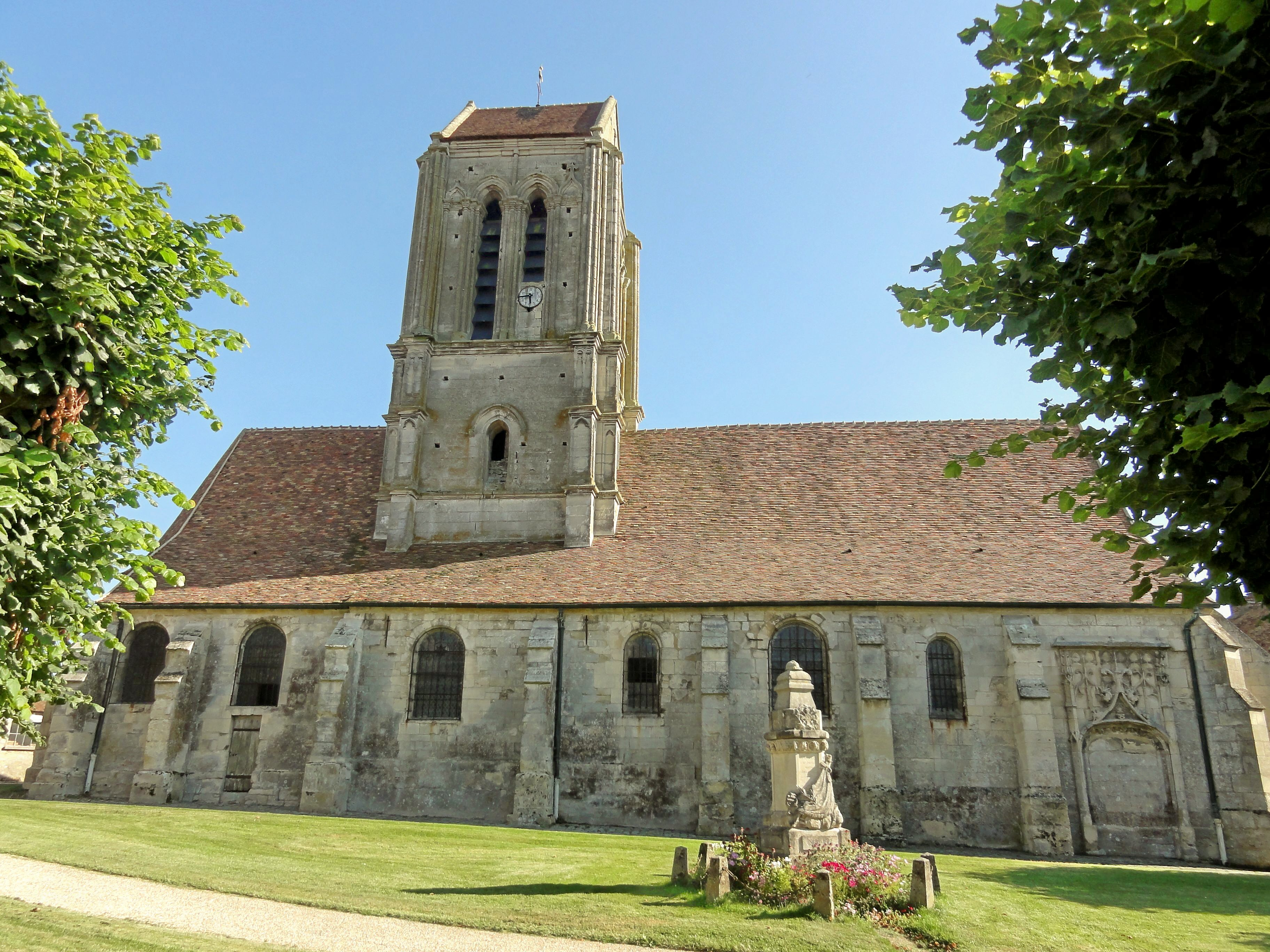
Élévation nord.

Les façades sobres entièrement bâties en pierre de taille sont relativement homogènes car provenant apparemment d'une unique campagne de construction, exception faite de la façade occidentale et de la première travée du bas-côté nord. Des contreforts à deux glacis marquent les angles et les limites entre les travées. Le faux croisillon sud fait exception avec ses demi-pignons presque entièrement dissimulés sous les toitures, et les contreforts sont ici coiffés de pyramidons garnis de crochets. On pourrait les qualifier de pinacles, mais il leur manque le galbe, le raffinement et la fantaisie qui caractérisent habituellement le style flamboyant. Toutes les baies, excepté pour le clocher et le chevet, sont en plein cintre et dépourvues de remplage, mais l'on peut distinguer une version plus grande et une autre plus petite. Ces dernières sont simplement encadrées de deux cavets, un grand et un petit. Pour Louis Régnier, cette différence provient d'un remaniement, mais il n'explique pas non plus pourquoi le plein cintre règne même sur les faux croisillons et les chapelles latérales, dont les murs datent du XVe siècle, alors que l'existence de bas-côtés provisoires en bois peut expliquer l'emploi du plein cintre sur ces parties, qui ne dateraient donc que de la seconde moitié du XVe siècle. Le chevet conserve latéralement deux baies romanes comme vestiges de l'église primitive, mais extérieurement, rien ne les distingue des autres fenêtres. La baie d'axe du chevet a été dotée d'un remplage gothique rayonnant, style qui n'est sinon pas présent à Hérouville, et non d'un remplage Renaissance comme le prétend Bernard Duhamel. Il s'agit d'un remaniement moderne, sans doute du XIXe siècle, qui aujourd'hui paraît critiquable. La fenêtre est subdivisée en deux lancettes dans lesquelles s'inscrivent des têtes trilobées, et les lancettes sont surmontées d'un oculus rond dans lequel s'inscrit un quatre-feuilles,.
La première travée du bas-côté nord, sans fenêtre côté nord, conserve le souvenir du portail flamboyant de la chapelle baptismale, ménagé pas avant le second quart du XVIe siècle et bouché depuis une époque indéterminé. Il est en anse de panier et flanqué par deux petits contreforts s'amortissant par des pinacles. Au-dessus de la porte, l'espace entre les deux pinacles est rempli d'un réseau flamboyant, avec au centre une accolades se terminant par un fleuron. Les feuillages sur l'archivolte inférieure, les crochets des pinacles et du fleuron et les quatre oiseaux et animaux fantastiques qui peuplent l'archivolte extérieure ont assez souffert des intempéries, et les oiseaux et chimères ont stupidement été décapités à la Révolution française,, alors que ce ne sont pas des insignes des institutions.

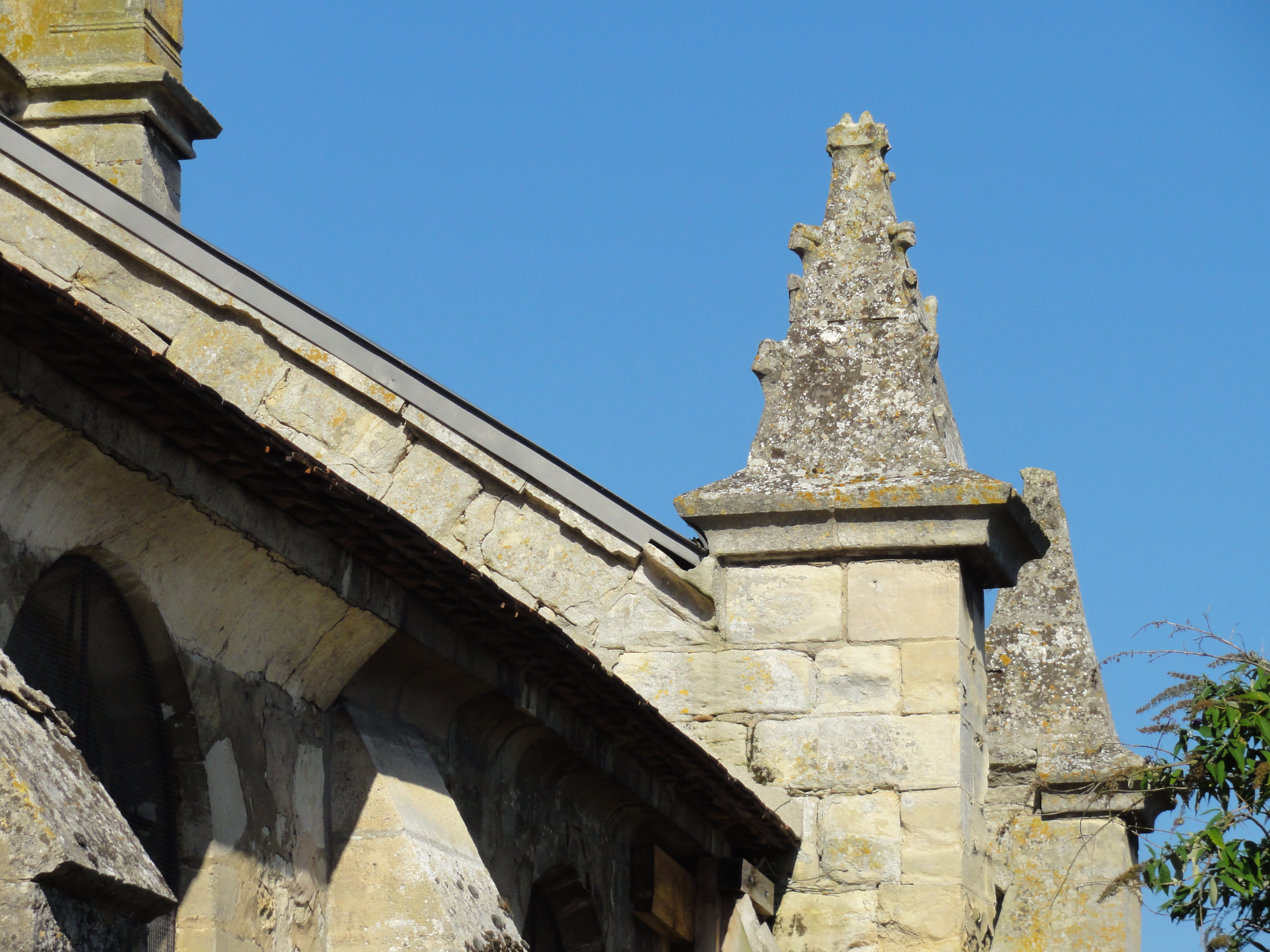
Pyramidons du croisillon sud.
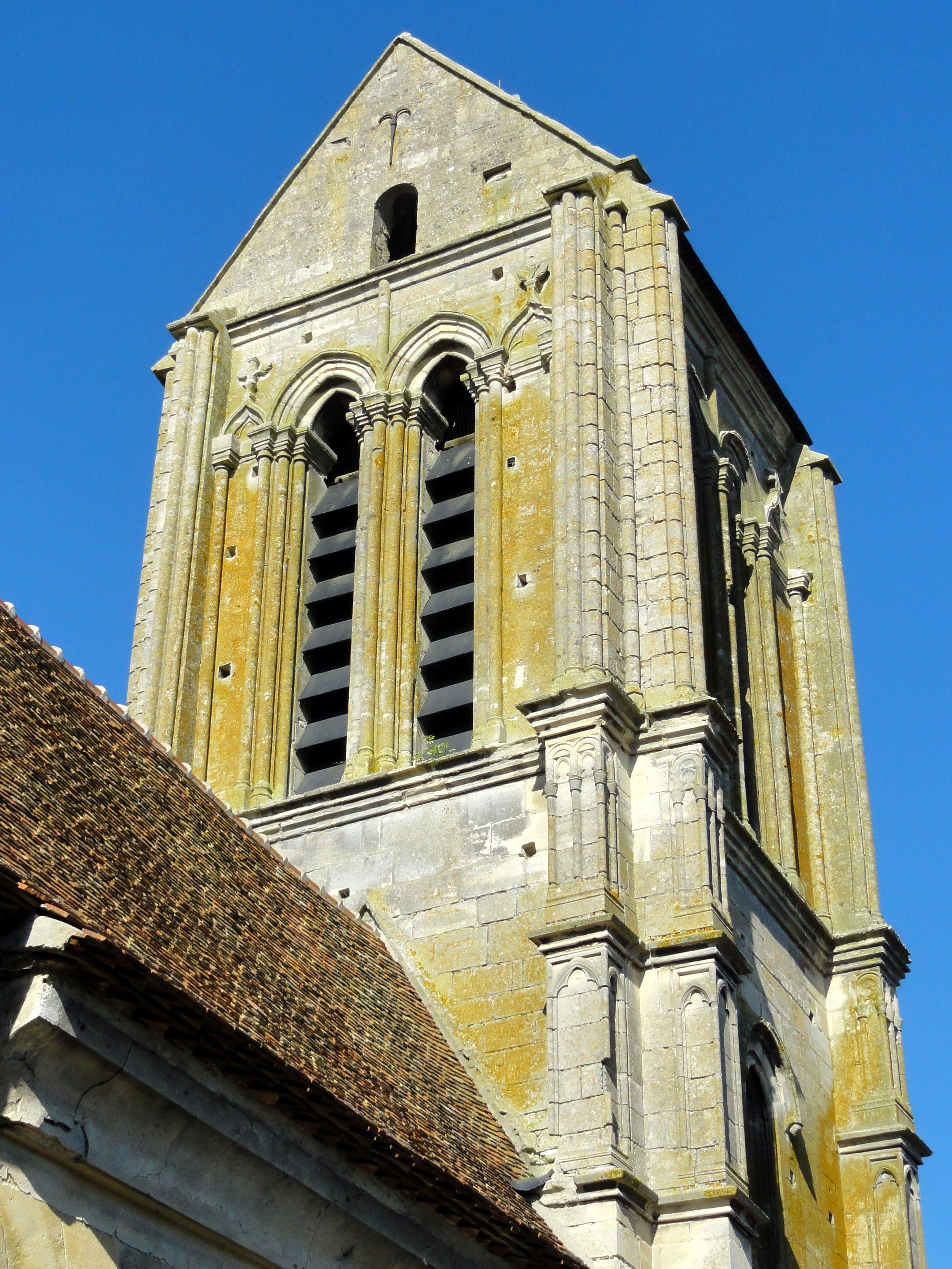
Clocher.
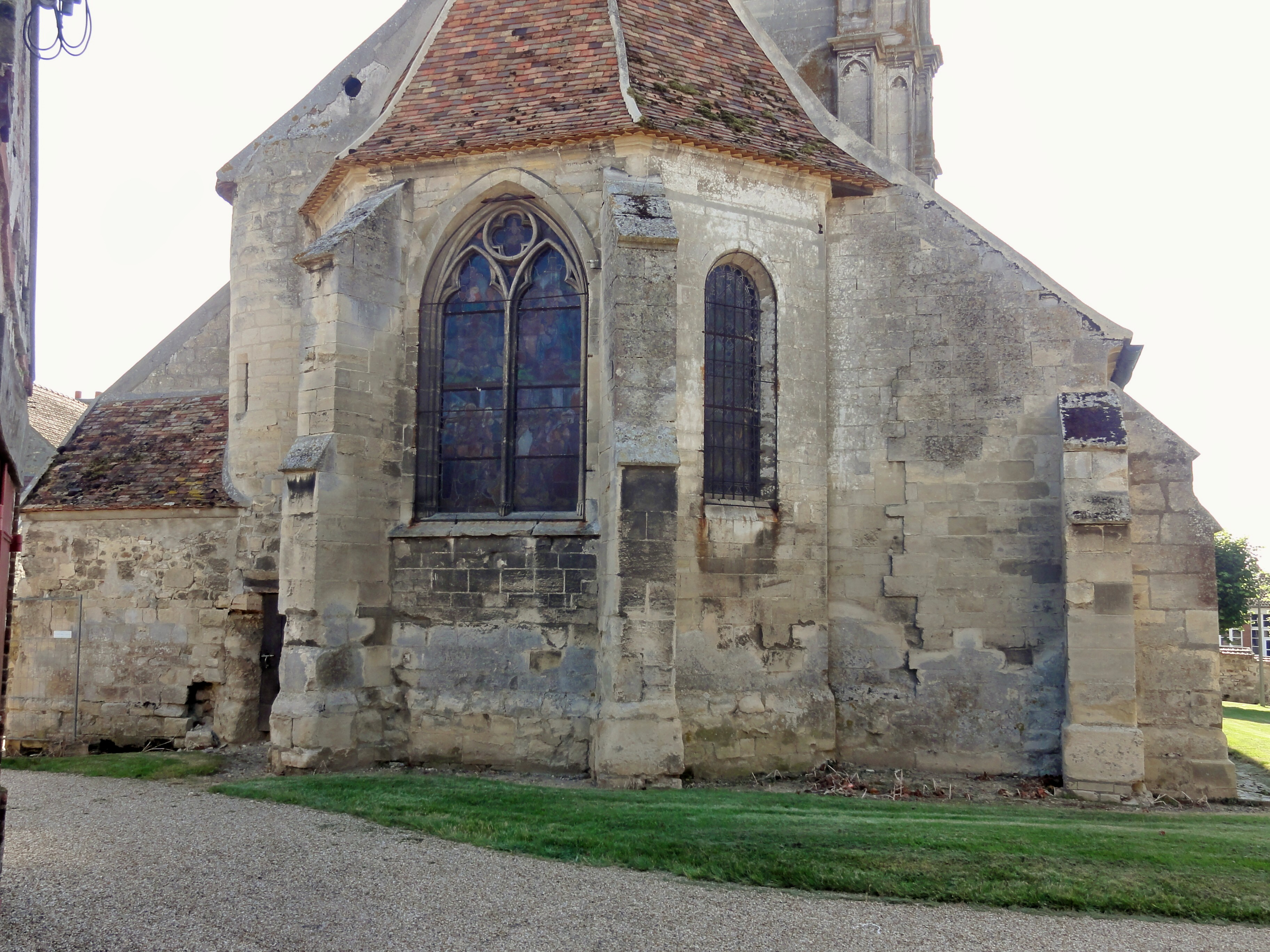
Chevet.
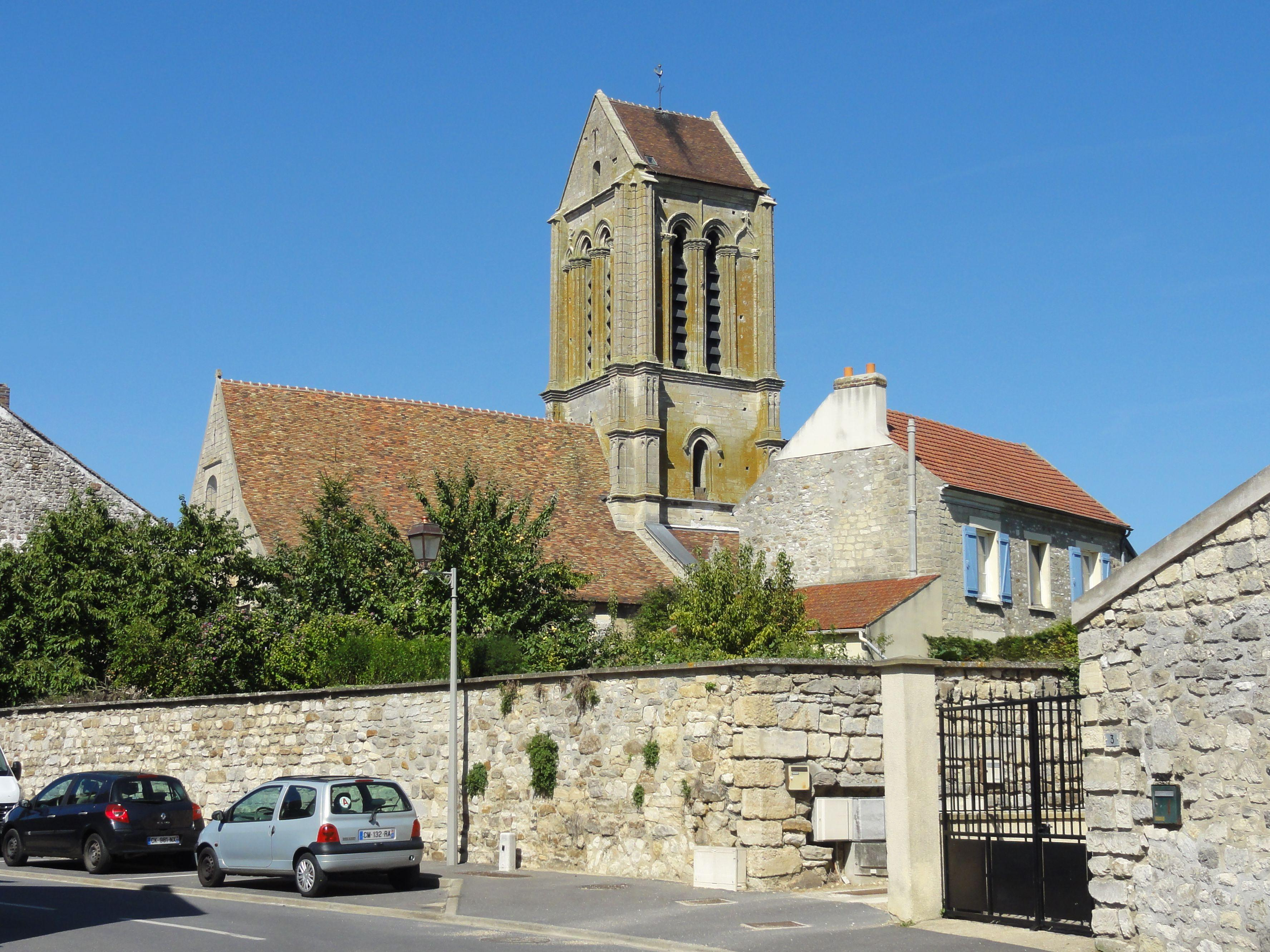
Vue depuis le sud.
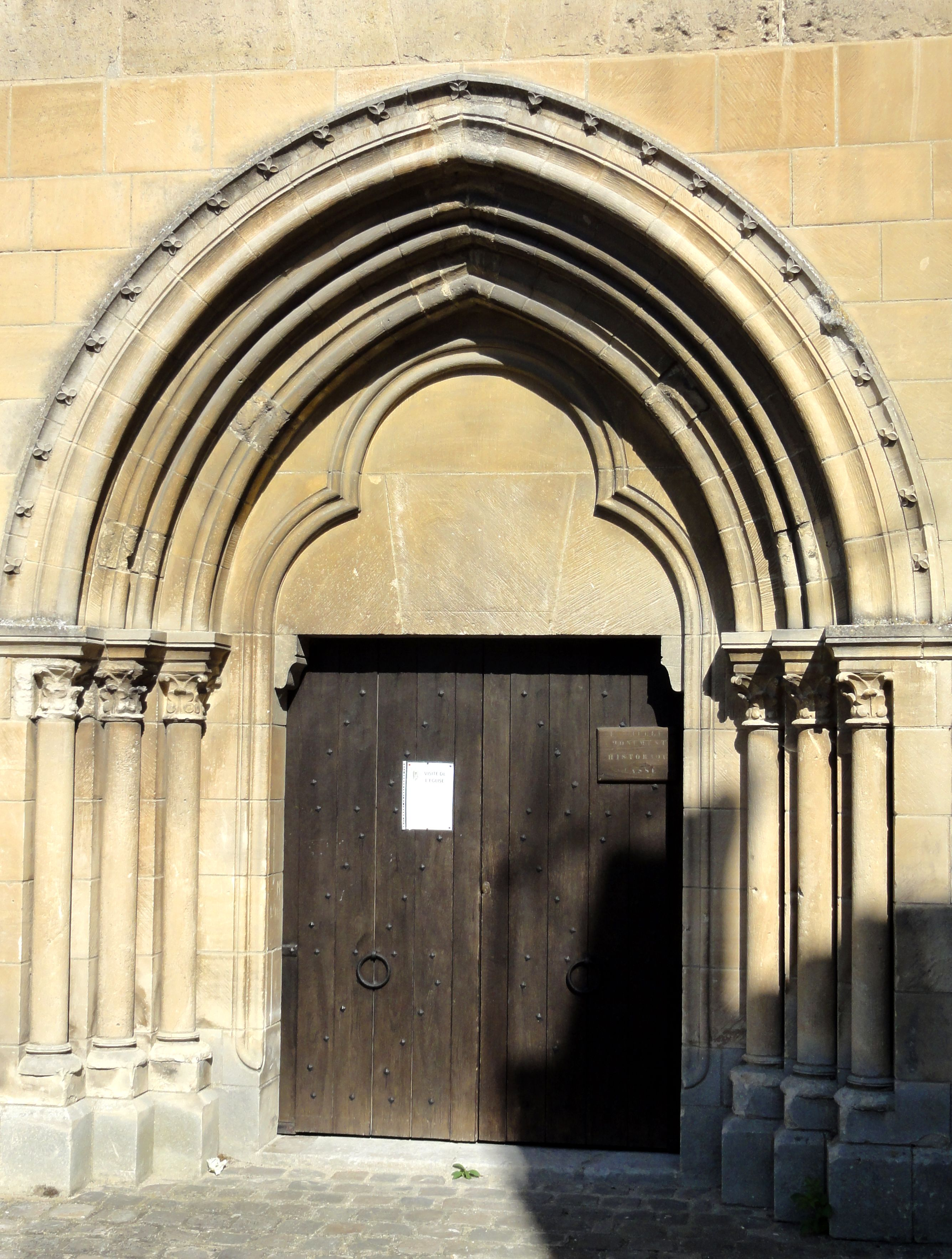
Portail occidental.
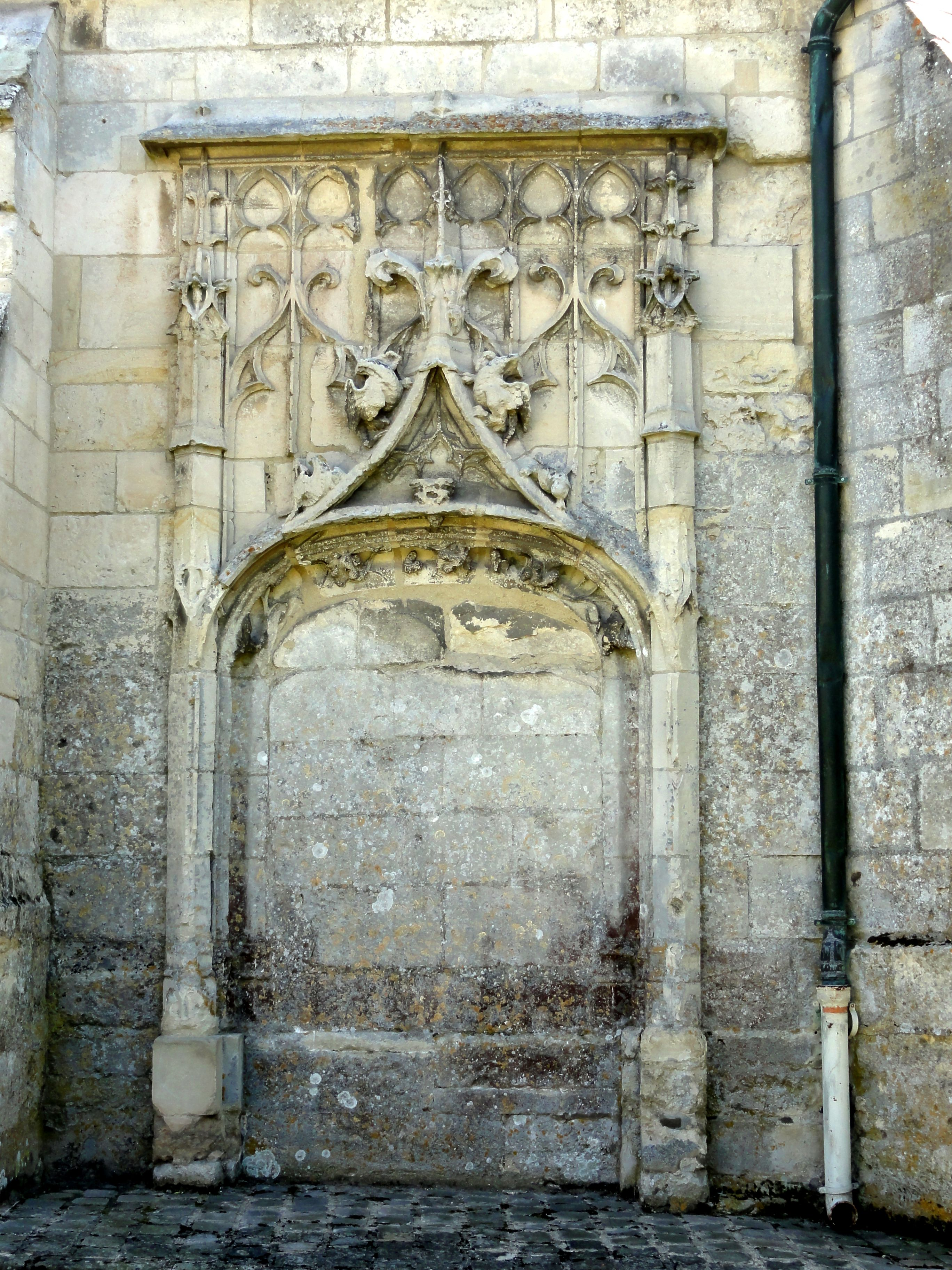
Portail latéral nord.

### Clocher

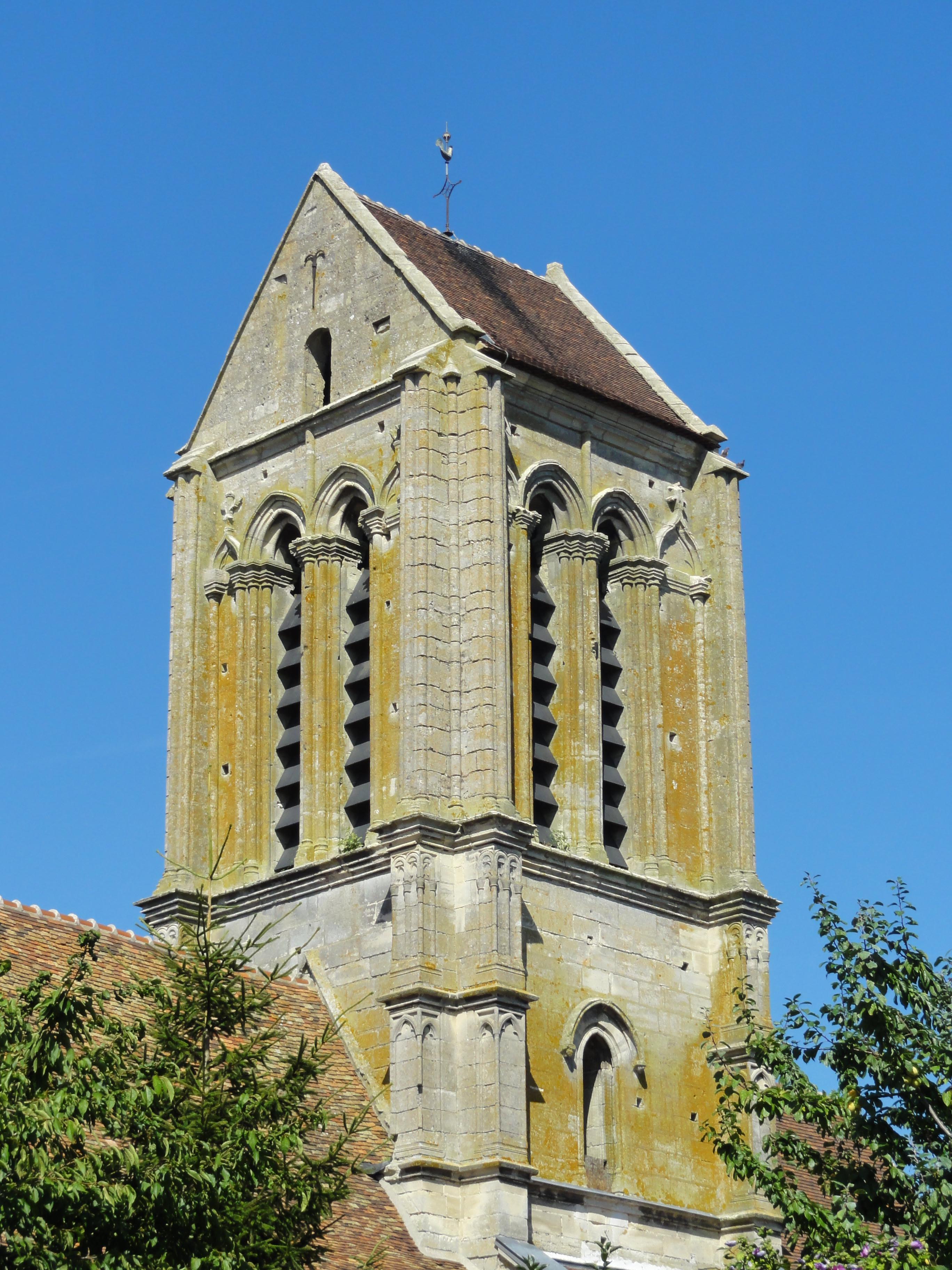
Clocher, côté sud-ouest.

L'église d'Hérouville-en-Vexin est connue pour posséder le clocher flamboyant le plus ancien du Vexin français. Malgré une sculpture restant seulement ébauchée, on peut le considérer comme le résultat le plus admirable de la reconstruction : les imperfections ne se constatent qu'en regardant de près. Sa configuration semble reproduire celle du clocher gothique primitif de la fin du XIIe siècle, ce qui est tout à fait exceptionnel pour une restauration d'église antérieure au XIXe siècle. Cet anachronisme s'explique facilement par l'emploi d'artisans locaux et par l'absence de modèles plus récents, au bout d'une longue période de crise qui avait mise en sommeil l'architecture religieuse dans le Vexin depuis le second quart du XIVe siècle. Bien entendu, des motifs décoratifs (en l'occurrence des accolades) et des moulures caractéristiques du XIVe siècle sont employés, mais globalement, la reconstruction reflète peu de caractéristiques propres à son époque : il n'y a pas de pinacles, pas de niches à statues sous des dais finement ciselés, pas de crochets ou petits animaux fantastiques,.
Le clocher comporte deux étages et est épaulé par de puissants contreforts, dont les faces sont décorées de deux niveaux d'arcatures aveugles à hauteur du premier étage, alors qu'elles sont agrémentées de trois colonnettes au niveau du second étage, une colonnette supplémentaire occupant les angles. Toutes ces colonnettes se terminent sans chapiteaux, et Louis Régnier suppose que la fabrique n'a pas jugé utile de faire appel à un sculpteur. Le premier étage est percé d'une baie plein cintre au nord et d'une autre au sud, surmontée d'un bandeau mouluré qui retombe sur des têtes grimaçantes. Le second étage est l'étage de beffroi, et chacune de ses faces est percée de deux baies gémelées en cintre brisé, dont les triples archivoltes retombent sur des chapiteaux dont les corbeilles restent nues. Chacune des baies s'ouvre entre six colonnettes, dont une est partagée avec la baie voisine. Les colonnettes extérieures ont également une double vocation, car avec des colonnettes supplémentaires près des contreforts, elles supportent des accolades amorties par des fleurons grossièrement taillés. Grâce à l'élégance de son étage de beffroi, le clocher dégage une grande harmonie, et ceci en dépit de l'absence de la flèche en pierre initialement prévue. Les contreforts sont en effet dimensionnés pour faire face à des forces plus importantes que celles exercées par les murs du clocher, et l'absence de corniche ou de frise en haut des murs indique une construction inachevée. De même, la bâtière qui somme le clocher et les pignons sont bien plus récents que le clocher lui-même et cadrent peu avec l'esthétique de ce dernier,.

### Intérieur

#### Nef et bas-côtés

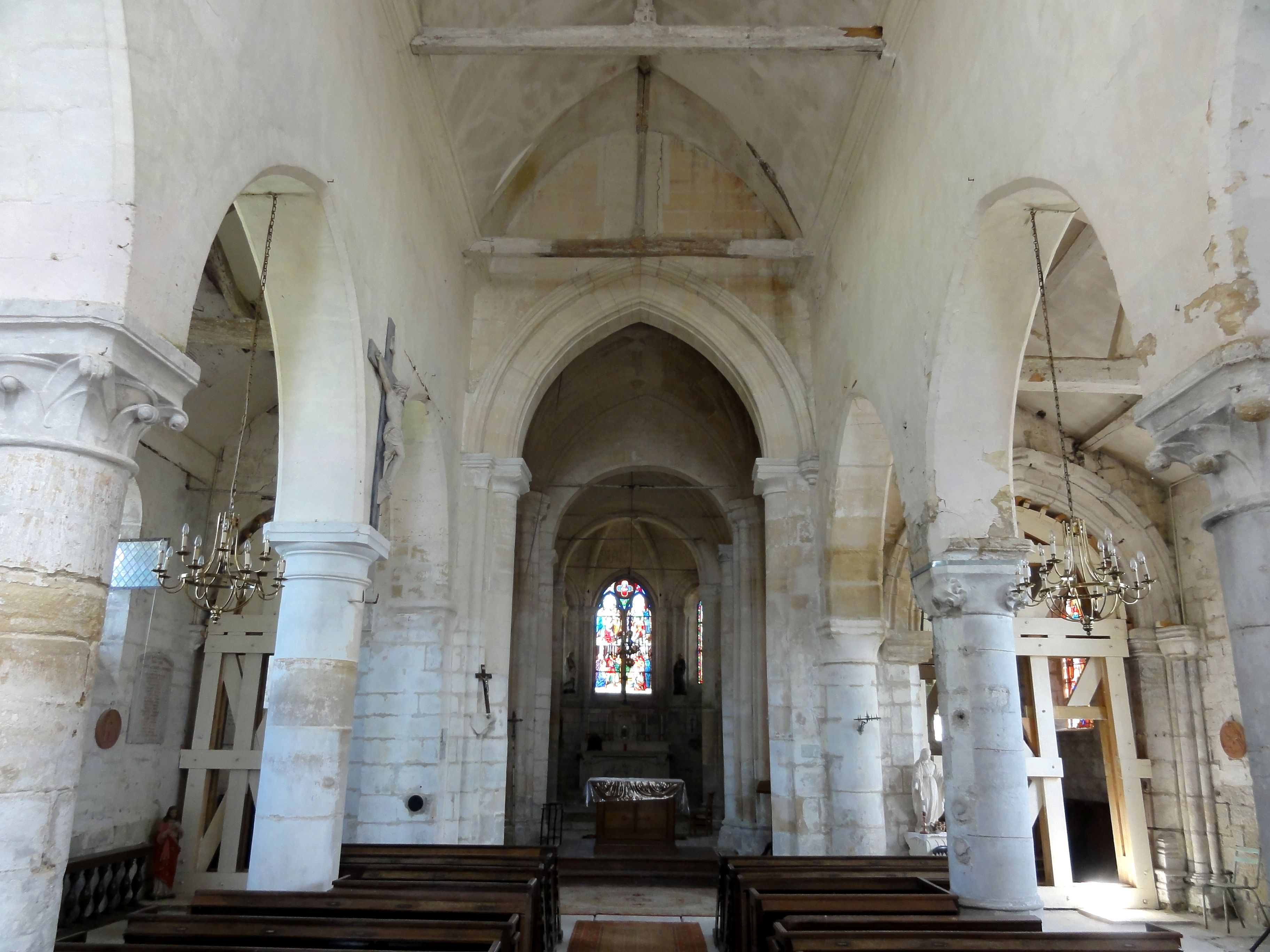
Vue générale intérieure.

La nef est d'une grande simplicité. Elle communique avec les bas-côtés par trois arcades en tiers-point de chaque côté, qui ne sont pas moulurées et simplement chanfreinées. En dessus, les murs hauts de la nef ne portent aucune trace d'anciennes fenêtres hautes bouchées, qui ont cependant pu exister avant la reconstruction. Bernard Duhamel suppose que les arcades et donc aussi les murs hauts datent du XVe siècle. Les piliers cylindriques isolés appareillés en tambour qui supportent les arcades ont un diamètre de 60 cm. La plupart des colonnes est contemporaine du portail occidental et ont gardé leurs chapiteaux de la fin du XIIe siècle ou du début du XIIIe siècle aux crochets assez sobres et élégants. Leurs tailloirs carrés aux angles abattues portent une tablette dégagée par un cavet. Sont dans ce cas, le premier et le second pilier du nord et du sud. Le troisième pilier du sud a reçu un nouveau chapiteau au XVe siècle, qui est orné de quatre feuilles de chou recourbées qui se détachent de la corbeille sous les angles du tailloir. Le troisième pilier du nord ne porte qu'un chapiteau simplifié sans aucun décor sculpté, et qui accuse le goût de la Renaissance tardive ou du Classicisme. Les chapiteaux engagés à la fin des grandes arcades semblent être des chapiteaux gothiques primitifs qui ont été mutilés, et au nord, les tambours du pilier ont été remplacés par un massif de maçonnerie qui semble former bloc avec la pile nord-ouest du clocher. Certaines bases subsistent également d'origine, reconnaissables à leurs griffes. Les autres, caractéristiques du XVe siècle, sont de hautes plinthes octogonales sur un soubassement carré, le passage du carré vers l'octogonal s'opérant par un motif pyramidal de plan triangulaire. — La charpente de la nef est toujours celle du XVe siècle, et Louis Régnier la juge assez légère. Les poutres sont taillées pour être agréables à l'œil, ce qui n'est pas bien mis en valeur du fait du badigeonnage de l'intérieur qui ne s'est pas arrêté devant la charpente. Les poinçons présentent à leur sommet trois tores superposés au-dessus d'un cavet, ce qui crée l'effet visuel d'un chapiteau. Le plâtrage du lambris est du plus mauvais effet. Dans le bas-côté nord, les éléments de la charpente ont été restaurés et retrouvés leur couleur naturel, ce qui donne un résultat beaucoup plus concluant. Les murs des bas-côtés font apparaître les pierres de taille sous les couches de badigeons, et l'on n trouve aucune colonne, aucun chapiteau et aucun doubleau intermédiaire,.

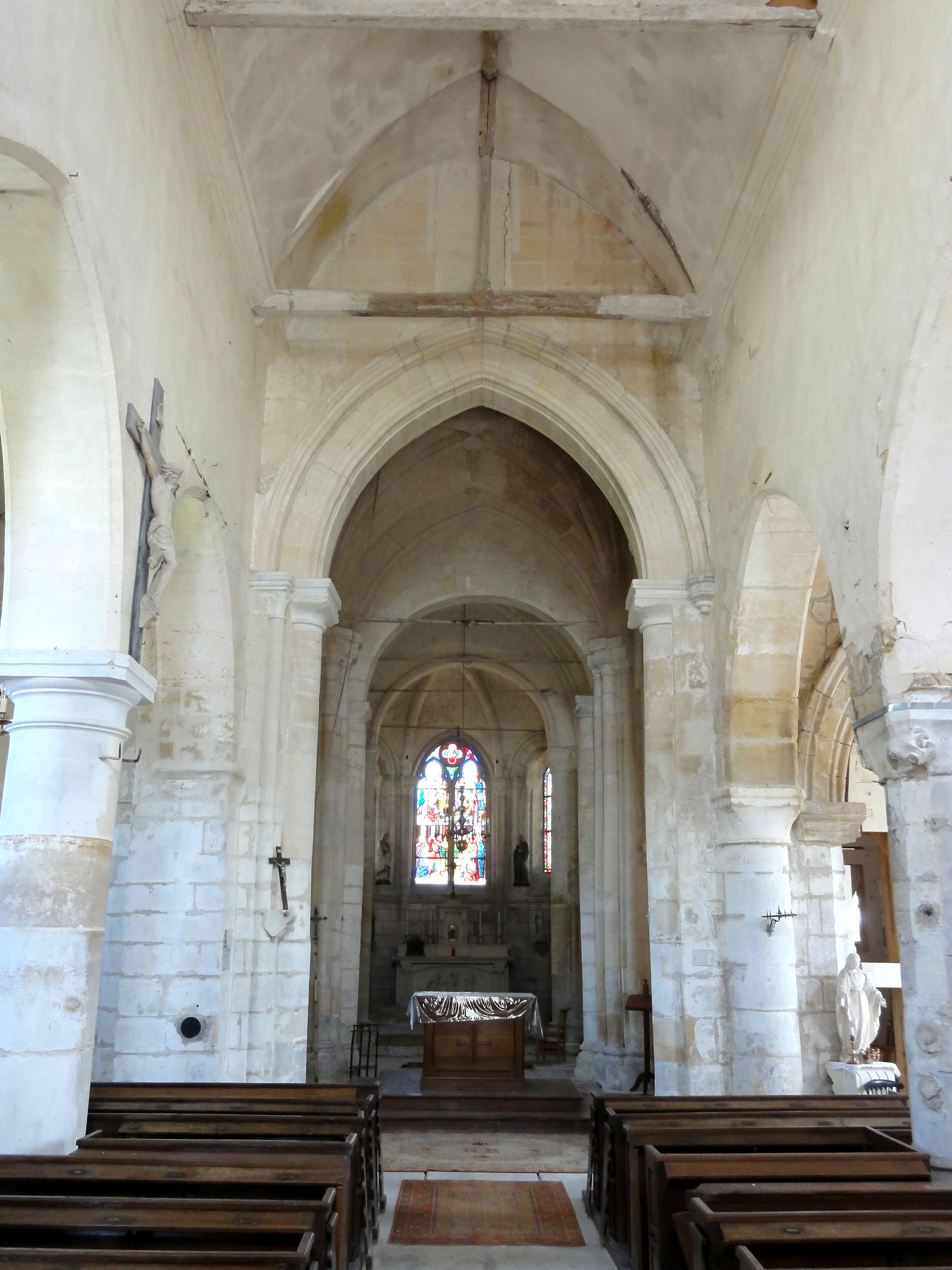
Arc triomphal.
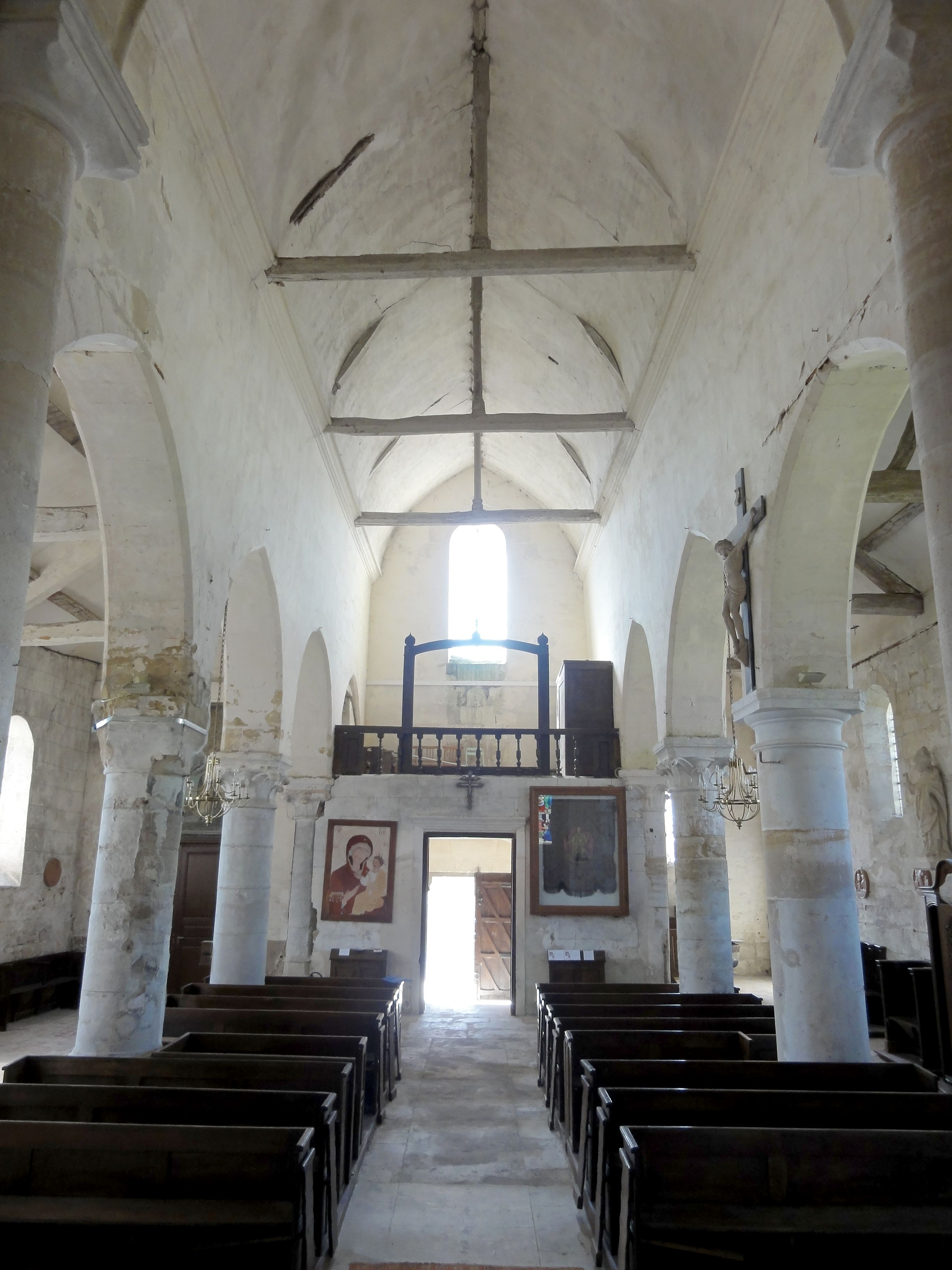
Nef, vue vers l'ouest.
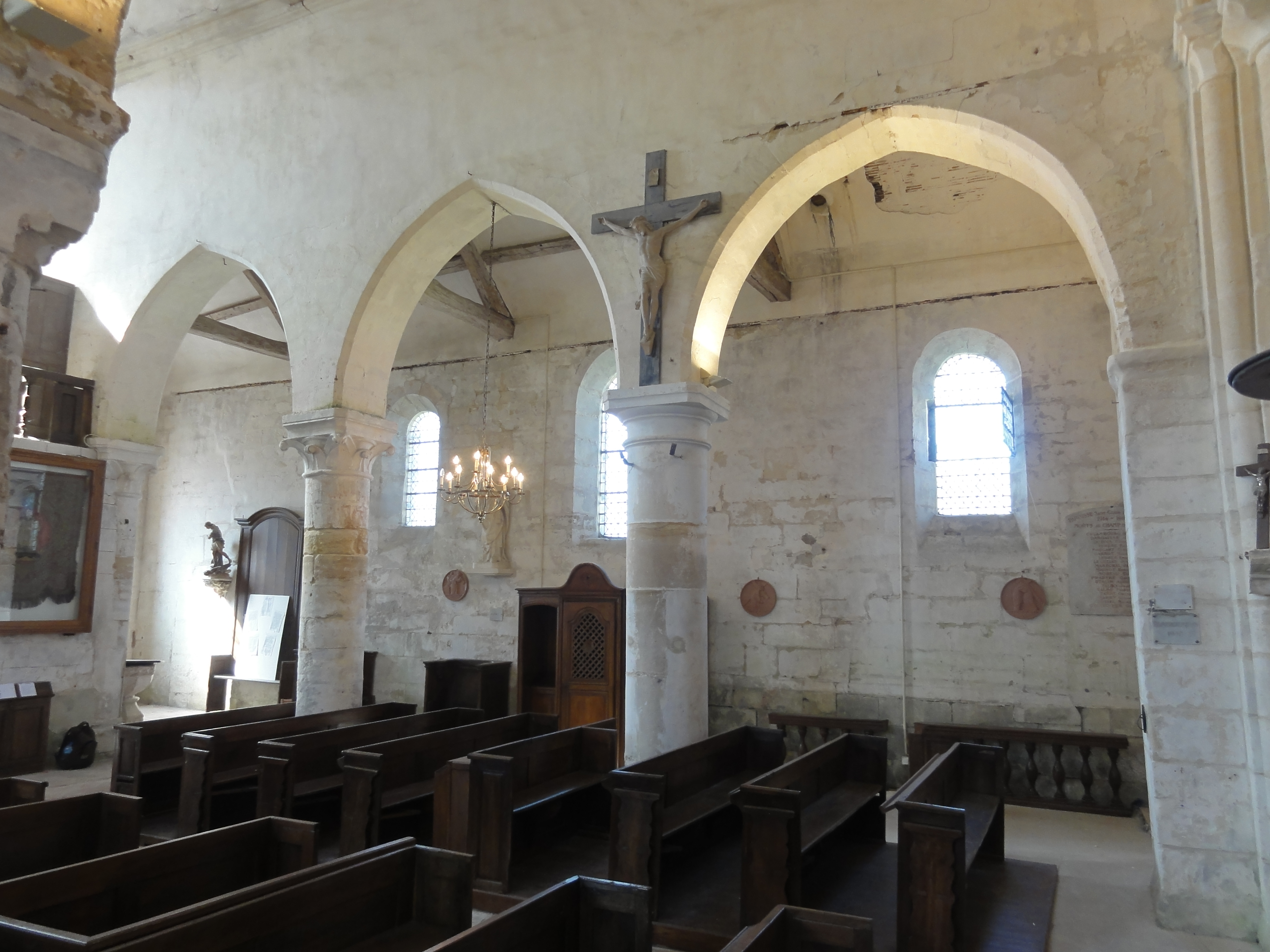
Grandes arcades du nord.
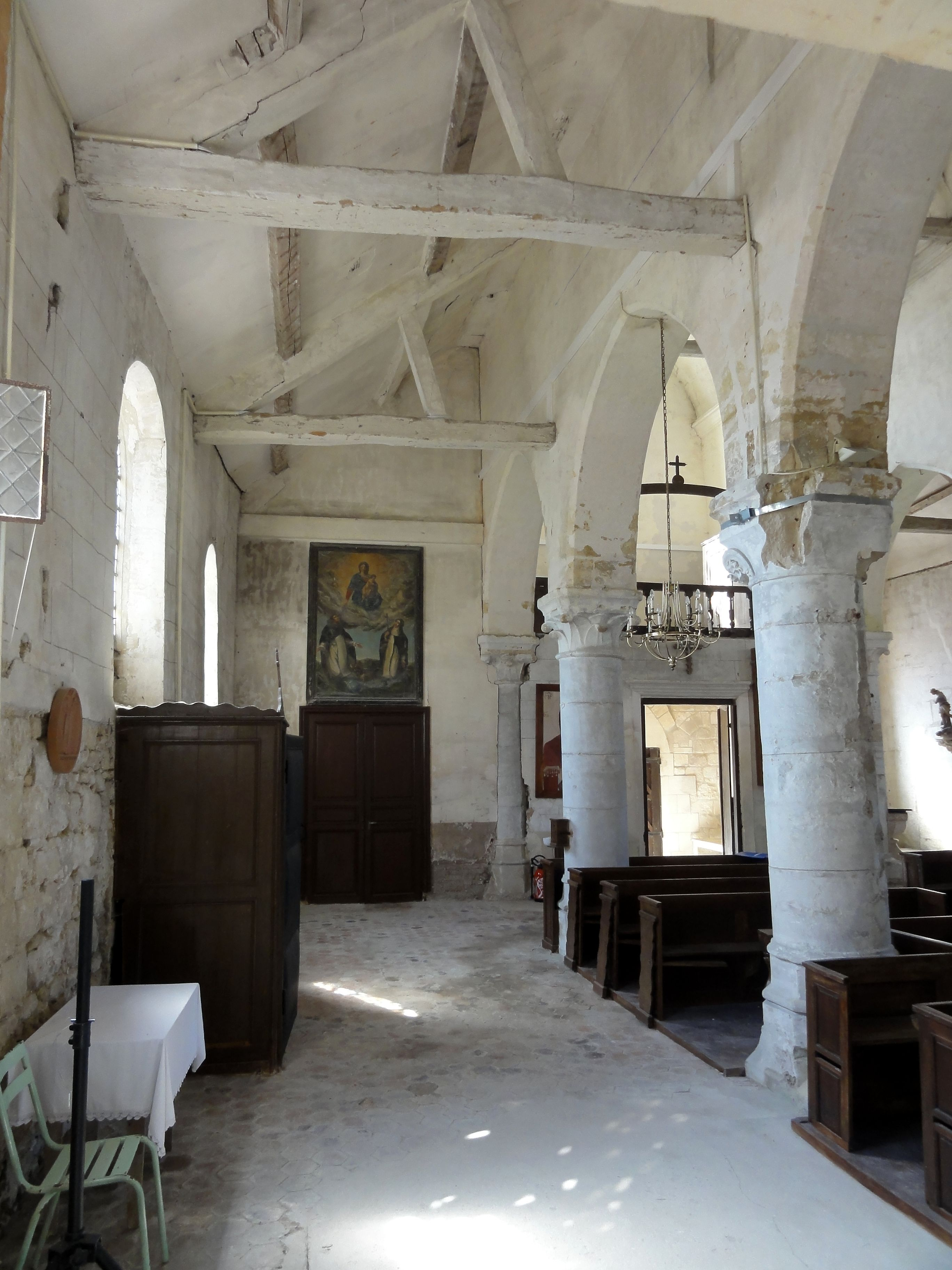
Bas-côté sud, vue vers l'ouest.
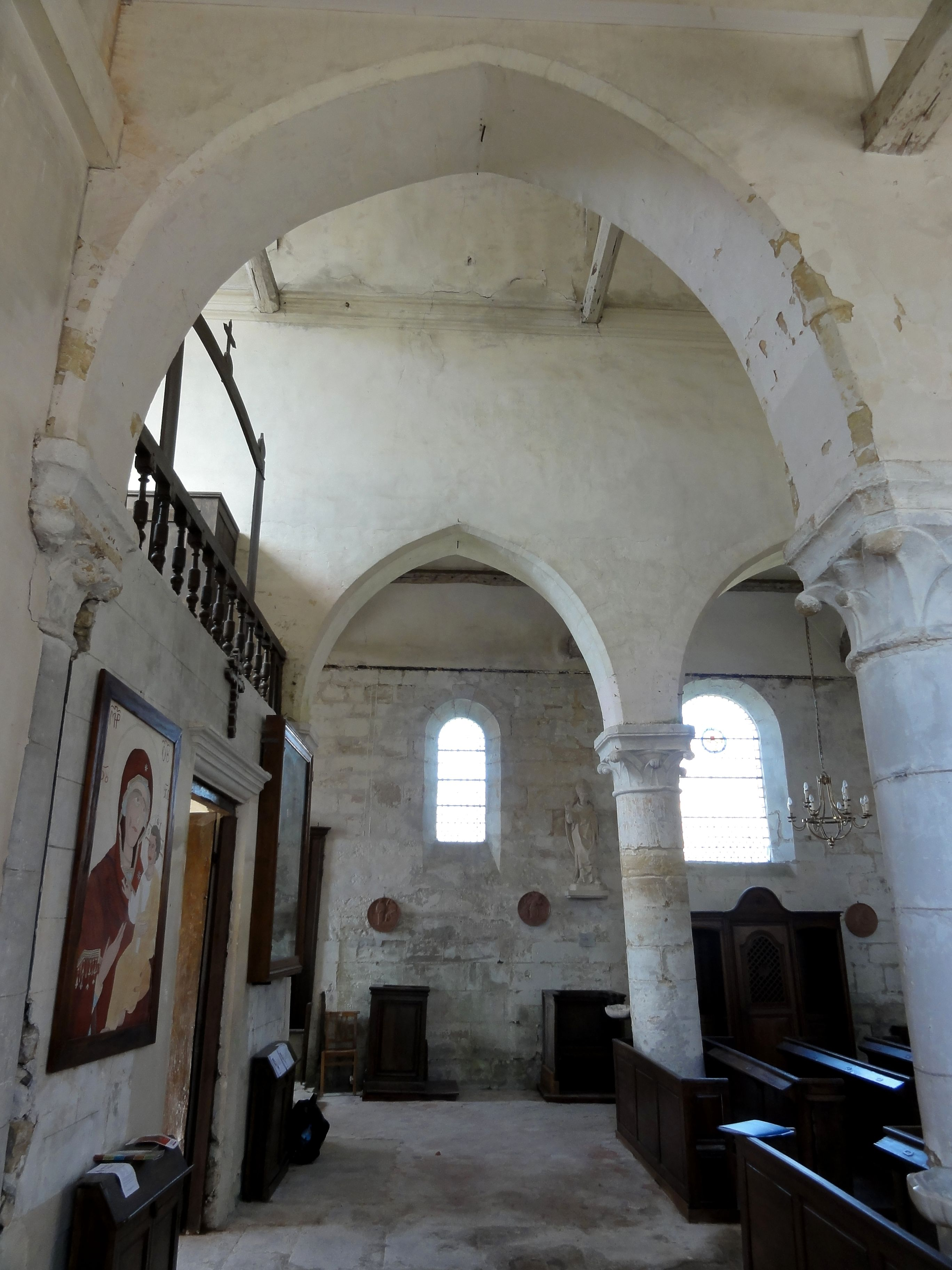
Vue par la première grande arcade du sud.
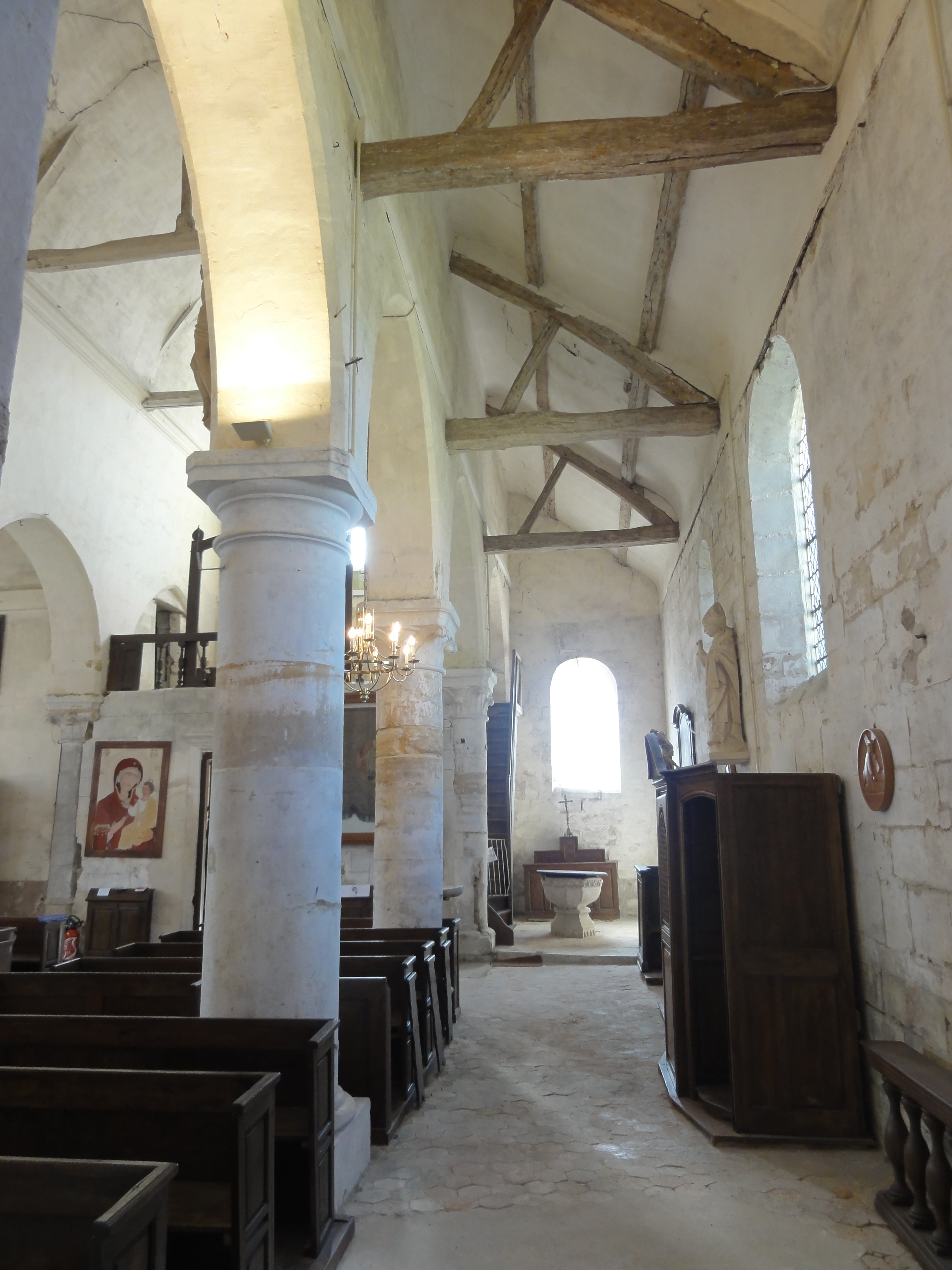
Bas-côté nord, vue vers l'ouest.

#### Base du clocher

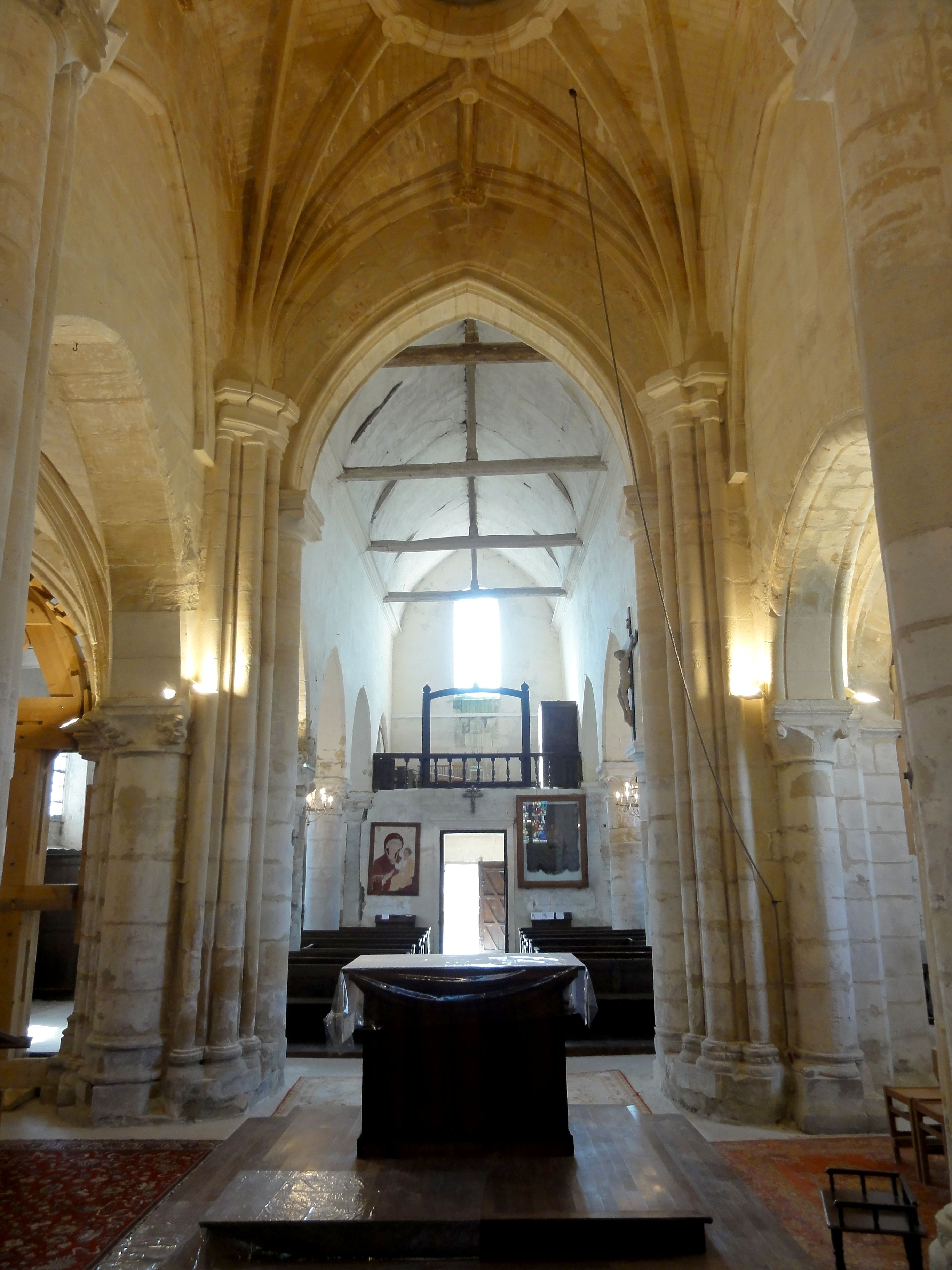
Base du clocher, vue vers l'ouest.

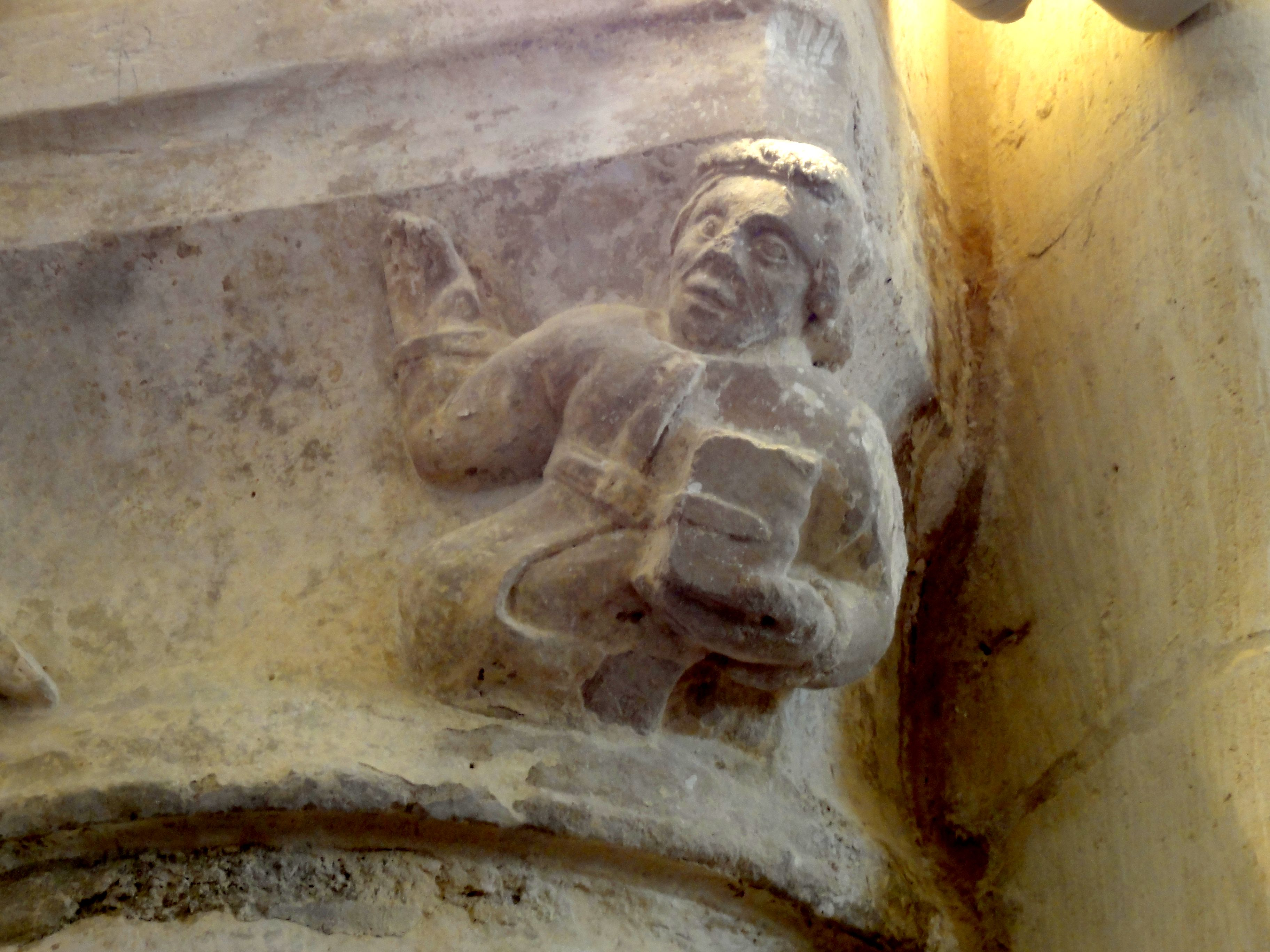
Personnage du chapiteau à droite de l'arcade sud.

La base du clocher est la partie la plus hétérogène de l'église et porte les marques d'au moins quatre campagnes de construction distinctes. De la période romane, subsiste l'arcade en cintre brisé vers le faux croisillon nord. Elle est très basse et ses angles sont moulurés de tores dégagés. Ses chapiteaux sont sculptés de volutes d'angle et de feuilles stylisées. La base du clocher a sans doute été rehaussée lors de la construction de la nef gothique primitive, car l'arc triomphal vers la nef et l'arcade vers le chœur sont beaucoup plus élevées. Elles n'atteignent toutefois pas la hauteur de la nef ni celle de la voûte de la croisée elle-même. Entre ces deux arcades, l'arc triomphal est le mieux conservé. Il est en tiers-point et à double rouleau du côté de la nef, et repose sur les chapiteaux de crochets mutilés de deux colonnes et d'une colonnette engagées dans les massifs cruciformes des piles du clocher. La colonnette côté sud a été remplacé par un culot, et la partie supérieure de celle côté nord est noyé dans un mortier. Quant à l'arcade vers le chœur, elle est en plein cintre et non moulurée. Côté sud, elle repose sur un chapiteau du XVe siècle de la même facture que le chapiteau refait de la nef, et sur une seule colonne engagée. Puisque le chœur est voûté, il faut des supports supplémentaires, mais l'ogive retombe ici sur un simple massif de maçonnerie. Côté nord, l'arcade repose sur un chapiteau du XVe siècle dont la corbeille n'a pas été sculptée, et sur une colonne engagée accompagnée d'un faisceau de trois colonnettes côté chœur. Puisqu'il n'y a plus de doubleau secondaire et que la première travée du chœur n'a pas de formerets, seulement la colonne médiane sert encore. Tout ceci parle plutôt en faveur de la reconstruction sur les décombres d'un édifice existant, étant donné le nombre des irrégularités,.
À l'intérieur de la croisée, d'autres vestiges subsistent du rehaussement de la croisée à la période gothique. Ce sont des formerets sur les murs du nord et du sud, en haut au-dessus des arcades vers les faux croisillons. Au-dessus des formerets, des rinceaux sont peints en rouge sur les murs, et ces délicates peintures murales sont remarquablement bien conservées. Chacun des angles est occupé par un faisceau de trois colonnettes, dont les chapiteaux non sculptés sont placés en biais et se situent plus hauts que les chapiteaux des arcades décrites. Tous ces chapiteaux difformes sont restés sans emploi. Il n'est pas clair pourquoi Louis Régnier hésite de les attribuer à l'église primitive ou à la reconstruction ; pour Bernard Duhamel, leur datation du XVe siècle ne fait pas de doute. Comme le montrent les formerets, les colonnettes initiales devaient être encore plus encombrants, comme c'est fréquemment le cas à la période gothique primitive, et d'autre part, l'absence de sculpture est la marque d'une phase de la campagne de reconstruction du XVe siècle comme le montre l'extérieur du clocher. Le sculpteur qui a taillé les deux chapiteaux du XVe siècle déjà cités en a toutefois fabriqué au moins deux autres, qui supportent l'arcade refaite vers le faux croisillon sud. Cette arcade a la même forme que les grandes arcades de la nef. Son chapiteau côté ouest (à droite en regardant depuis la croisée) met en scène deux personnages assez réalistes, habillés à la mode du XVe siècle. L'un tient un livre de sa main gauche et semble parler, la main droite levée. L'autre est campé de façon acrobatique sous l'angle gauche du chapiteau et devait initialement tenir un objet qui s'est perdu. Le chapiteau en face semble porter des cornes sur ses angles, et présente trois feuilles de chêne. Ces chapiteaux proviennent donc de la troisième campagne de construction qu'a connue la base du clocher. La quatrième porte uniquement sur sa voûte à liernes et tiercerons. Bernard Duhamel estime qu'elle a été bâtie assez sommairement sans raccord avec les colonnettes existants, mais en fait le maître d'œuvre du milieu du XVIe siècle n'a pas tenu compte de leur existence puisque les conceptions esthétiques de son époque exigent des nervures pénétrantes. La voûte est percée d'un grand trou de cloches qui est entouré d'une croix et de sept médaillons, qui représentent le soleil et la lune, des fleurs et des signes de main. Une seule des quatre clés de voûte est décorée et comporte la représentation inspirée du blason des Berbisy déjà mentionnée ; une autre clé porte la date de 1685 (qu'aucun auteur n'a relevée),.

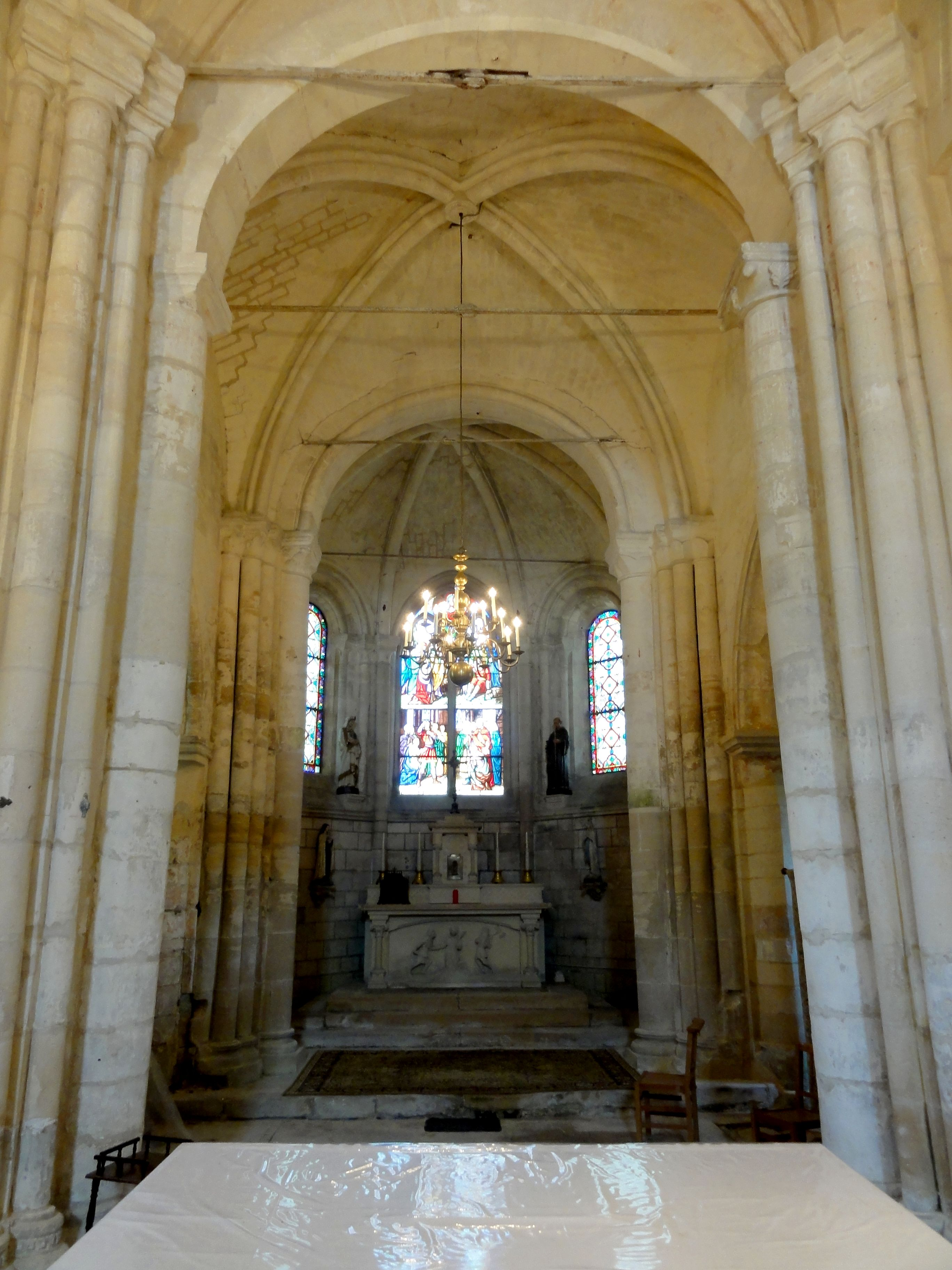
Base du clocher, vue vers l'est.
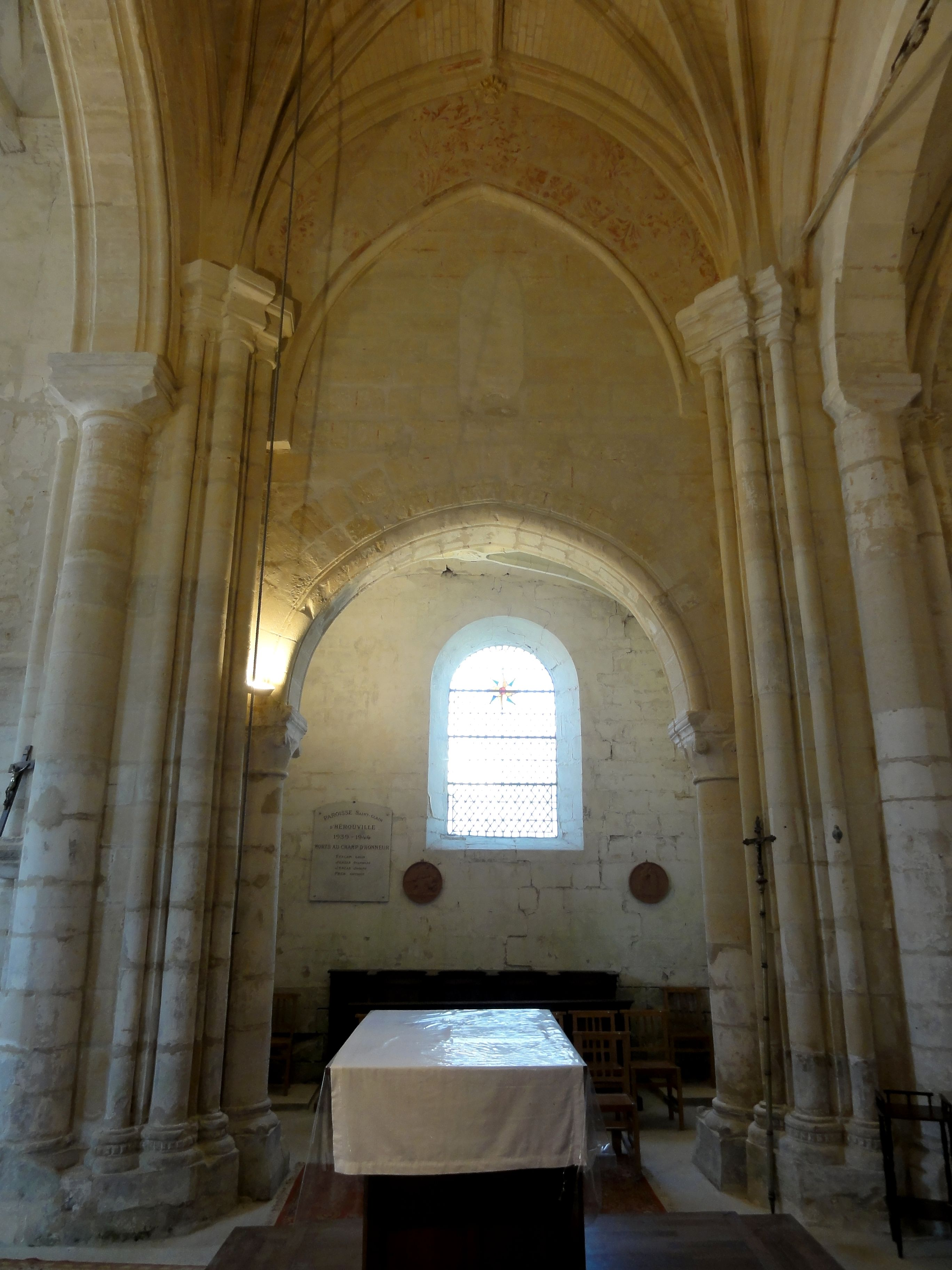
Base du clocher, vue vers le nord.
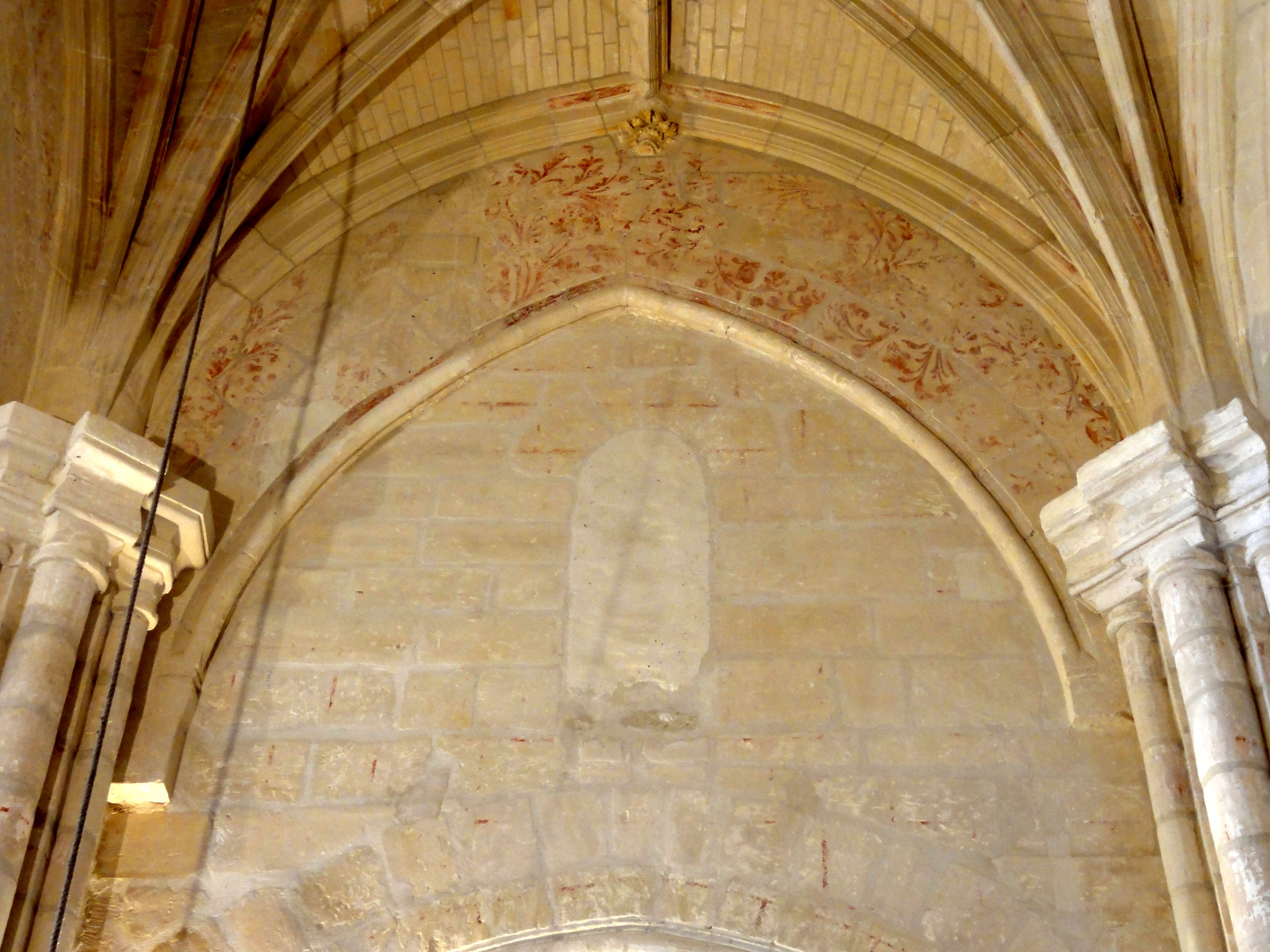
Peintures murales côté nord.
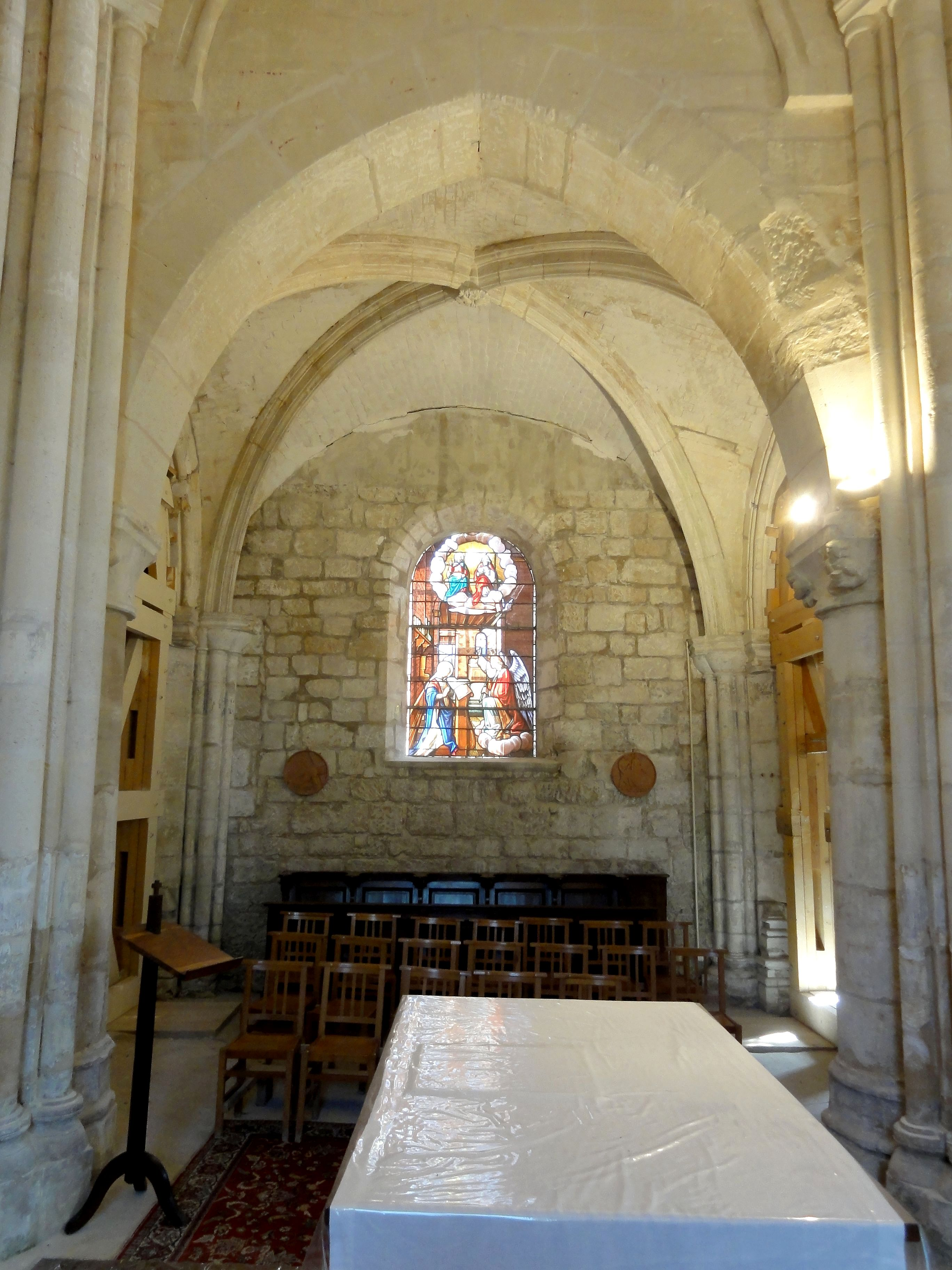
Base du clocher, vue vers le sud.
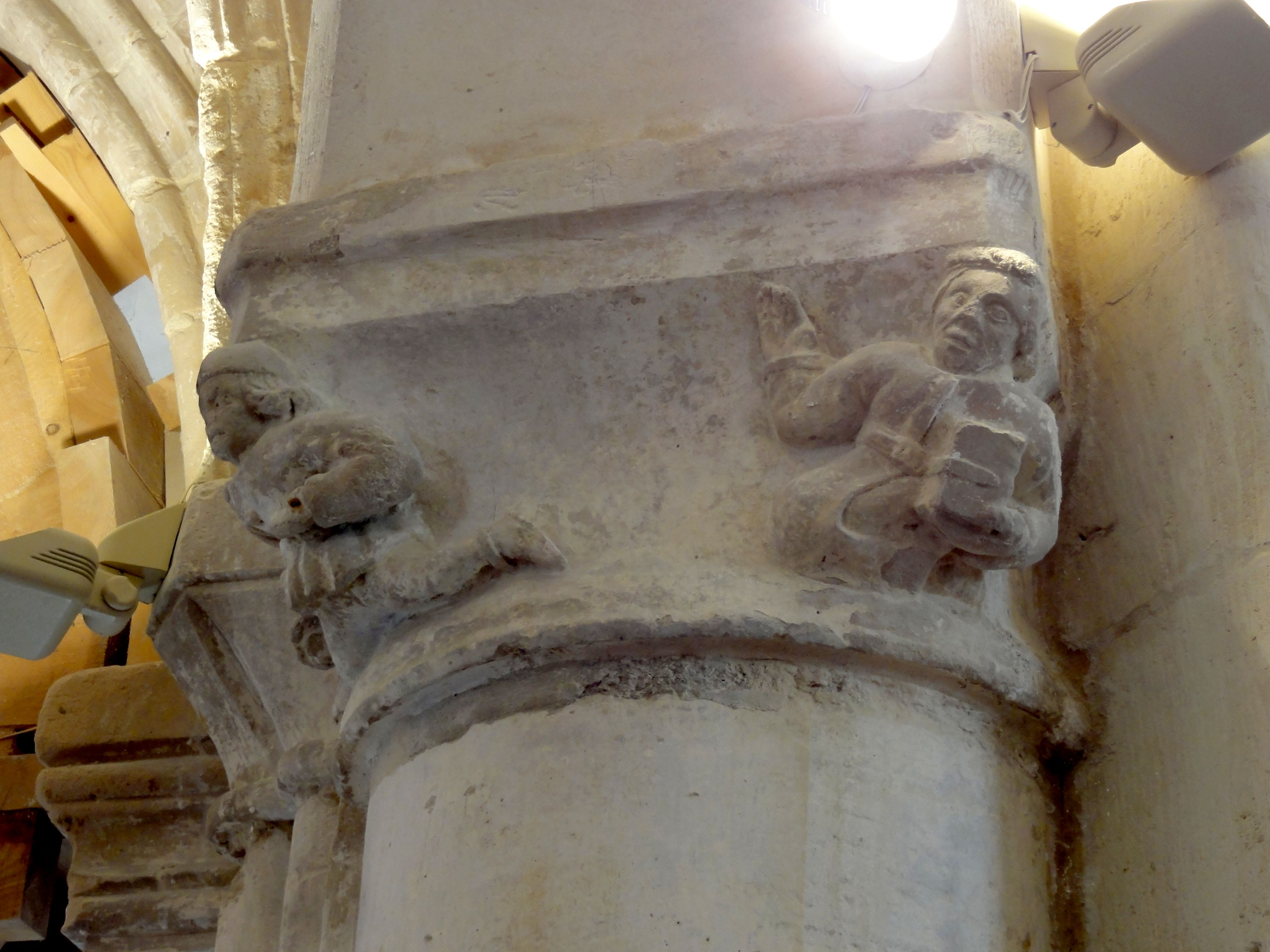
Chapiteau à droite de l'arcade sud.
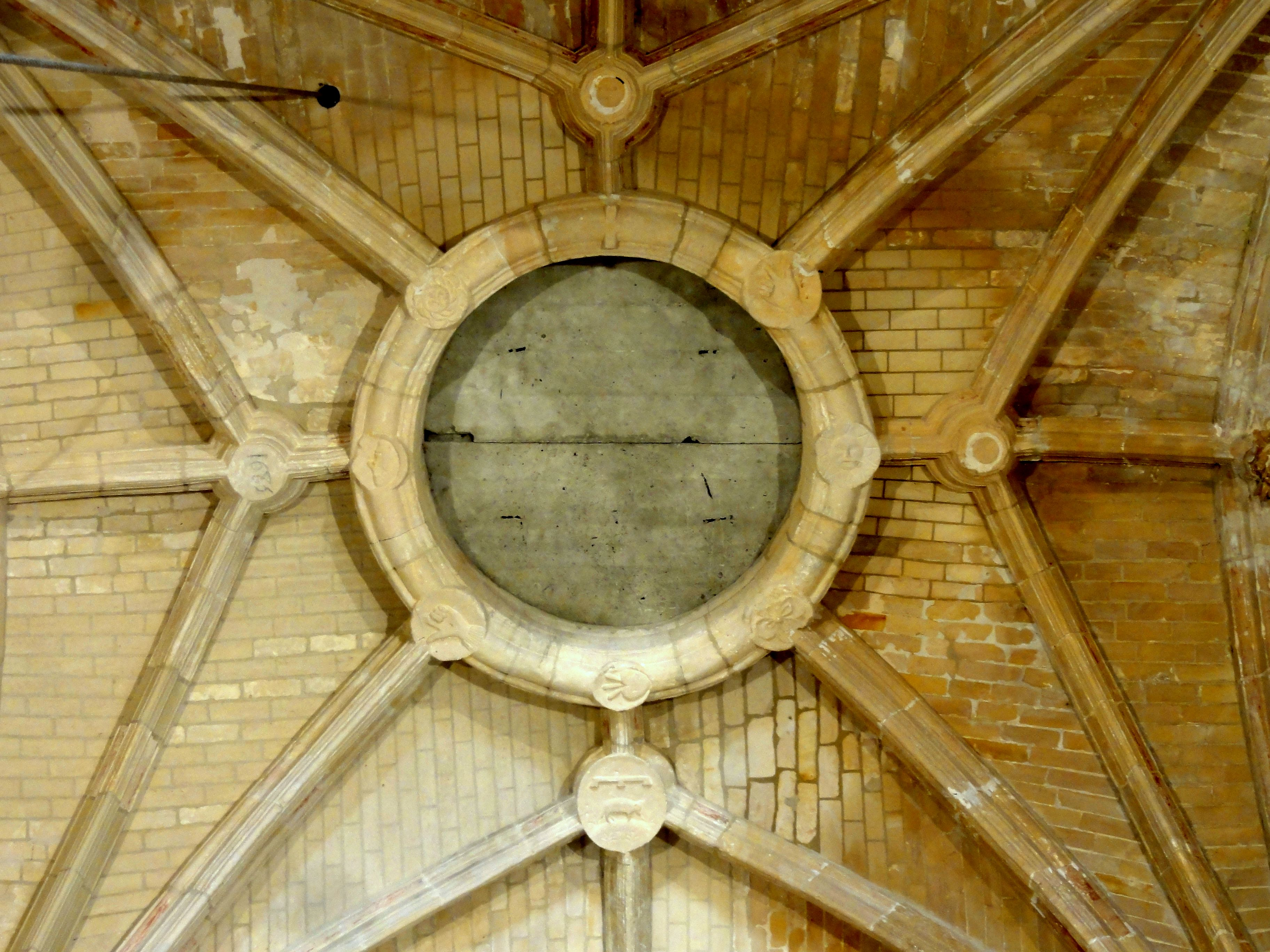
Voûte de la base du clocher, vue rapprochée.

#### Faux croisillons

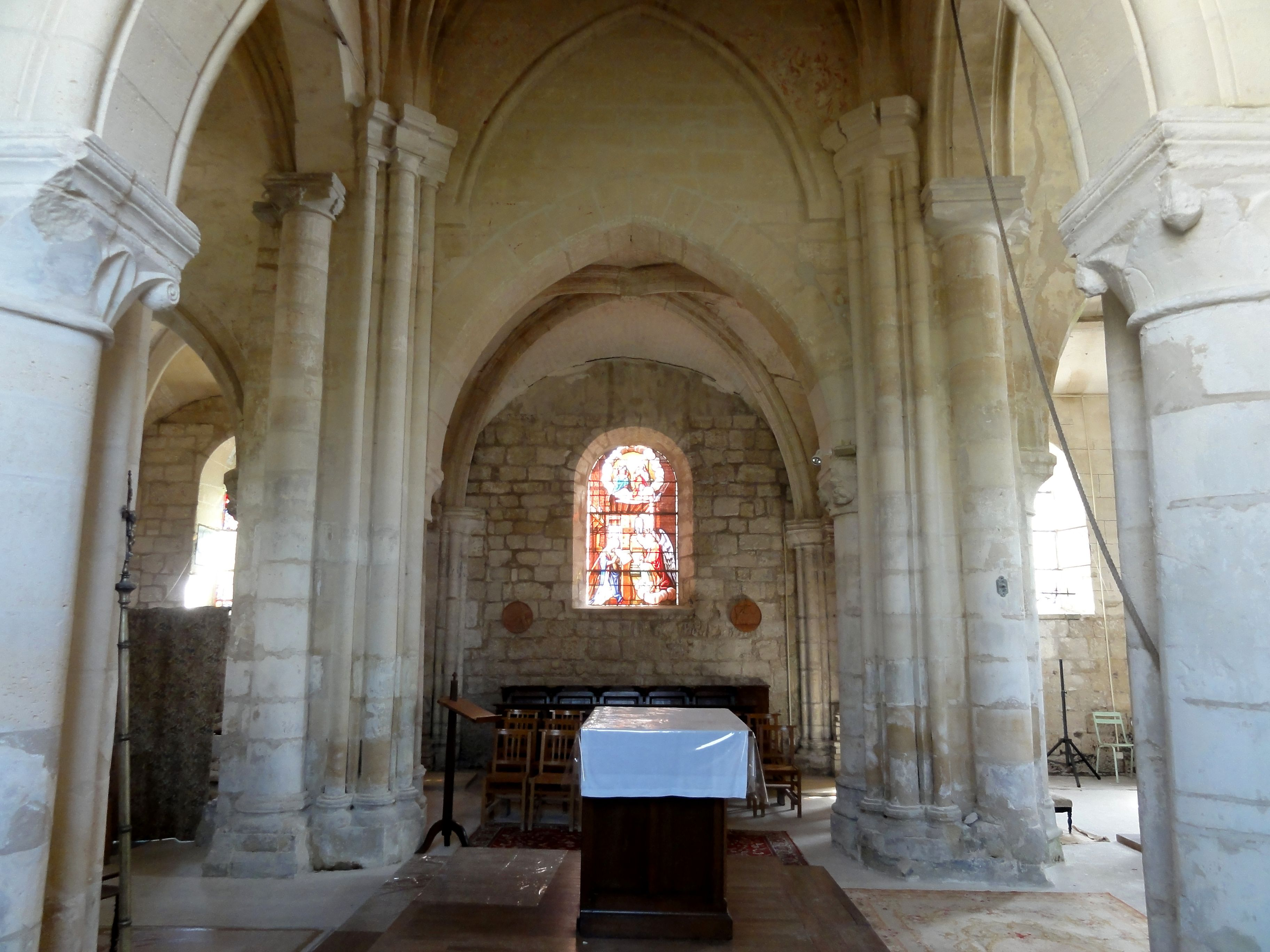
Ancien transept, vue nord-sud.

Le faux croisillon nord est très peu profond et recouvert d'une voûte d'ogives au profil prismatique en vigueur à la période flamboyante. La clé de voûte est une discrète rosace de feuilles, et les ogives retombent sur des culots. Il n'y a pas de formerets. Les deux arcades vers le bas-côté nord de la nef et la chapelle seigneuriale sont aujourd'hui étayées. Elles sont en tiers-point et non moulurées. Du côté de la base du clocher, elles retombent sur de simples impostes, qui sont engagés dans des pilastres adossés aux piles du clocher. Du côté du mur extérieur, elles retombent sur un genre de large corniche ou tablette saillante, sous laquelle l'on voit à l'ouest un lapin et un lièvre assis gravement l'un en face de l'autre, le second paraissant écouter attentivement ce que lui dit le premier. À l'est, l'on voit deux hommes à demi vêtus, qui semblent tous les deux défaillir sous le poids de la tablette. La situation actuelle ne permet pas d'apprécier ces sculptures. — Le faux croisillon sud est un peu plus spacieux et son type de voûtement est différent. Louis Régnier qualifie le profil des voûtes d'inspiration Renaissance de « bâtard ». Ces ogives semblent retomber sur des faisceaux de trois colonnettes dans les angles sud-est et sud-ouest, mais en y regardant de près, ces colonnettes sont sans réel rapport avec les ogives. Elles sont du début du XIIIe siècle et puisqu'elles n'ont pas de bases et que leurs chapiteaux sont seulement ébauchés, Louis Régnier est persuadé qu'il s'agit d'un réemploi et que les chapiteaux datent du moment de la reconstruction, alors que le voûte est d'un siècle environ plus récent : L'on est confronté ici à un enchevêtrement des époques comme sous la base du clocher. La clé de voûte représente une fleur de manière naturaliste. Comme à l'ouest et à l'est de la base du clocher, la moulure des arcades vers le bas-côté sud et la chapelle latérale sud s'est conservée, mais elles ne retombent pas sur des chapiteaux, qui ont été remplacés par des tablettes moulurées, et des massifs de maçonnerie tiennent lieu de colonnettes,.

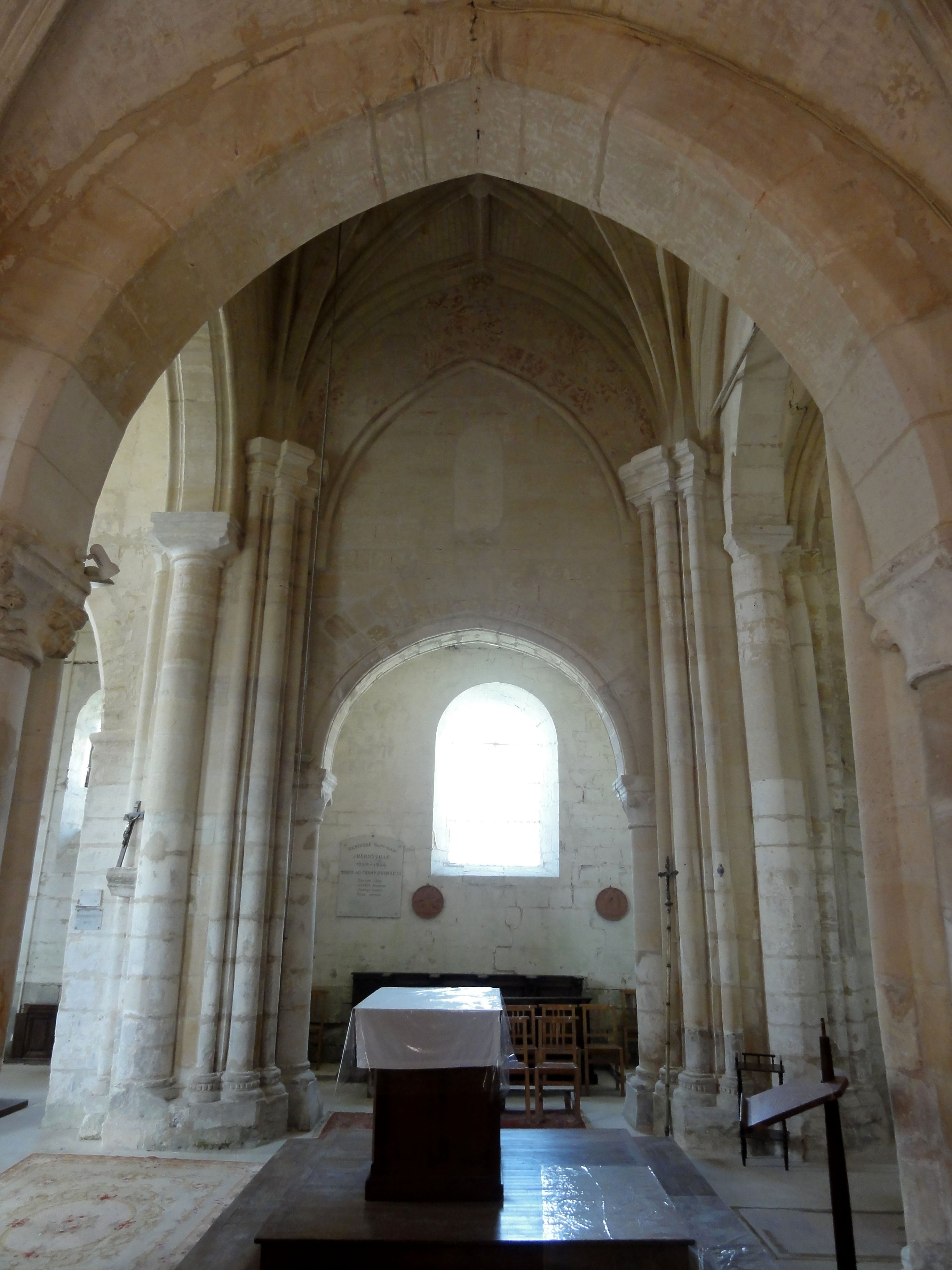
Transept, vue sud-nord.
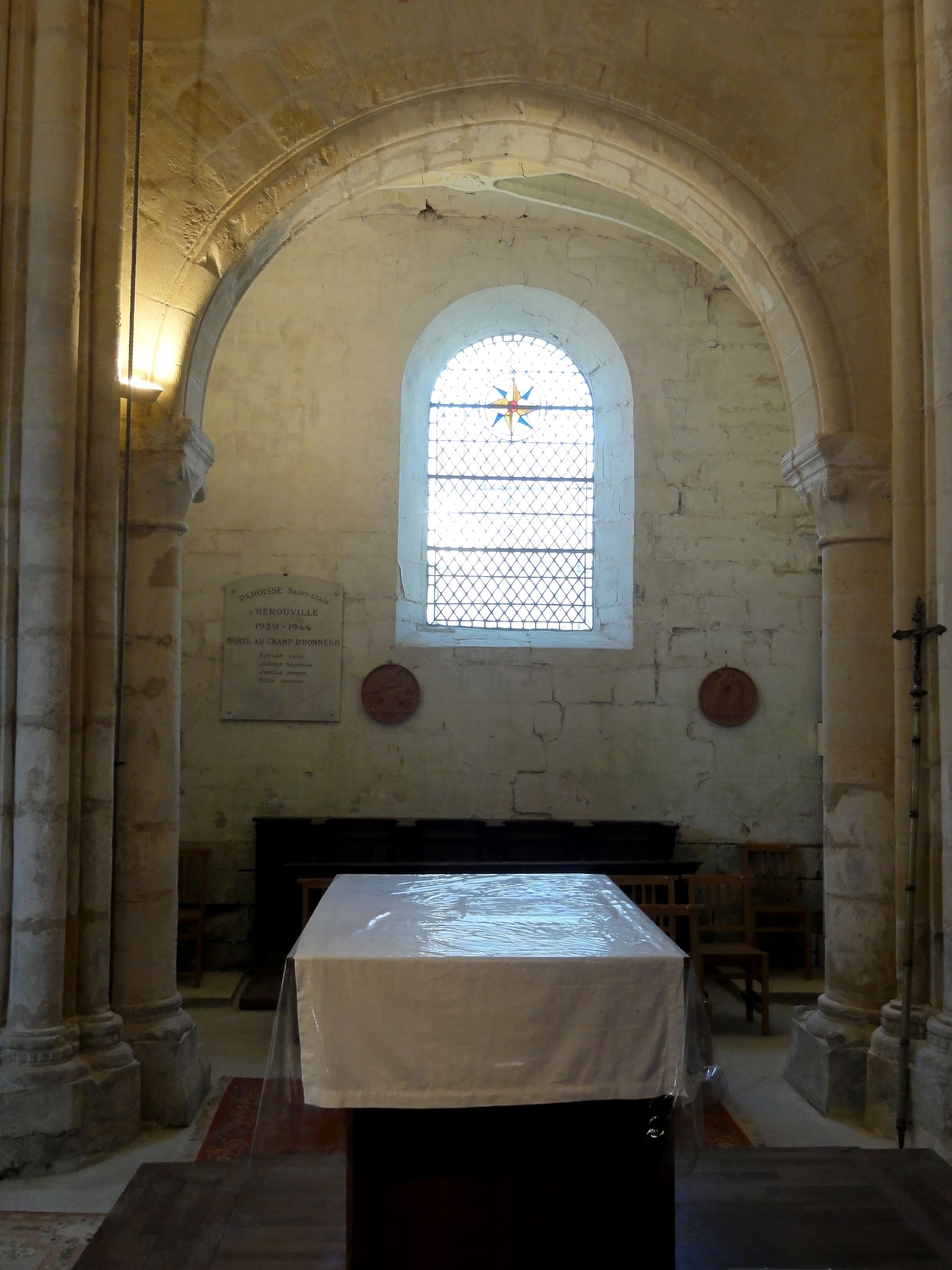
Vue dans le faux croisillon nord.
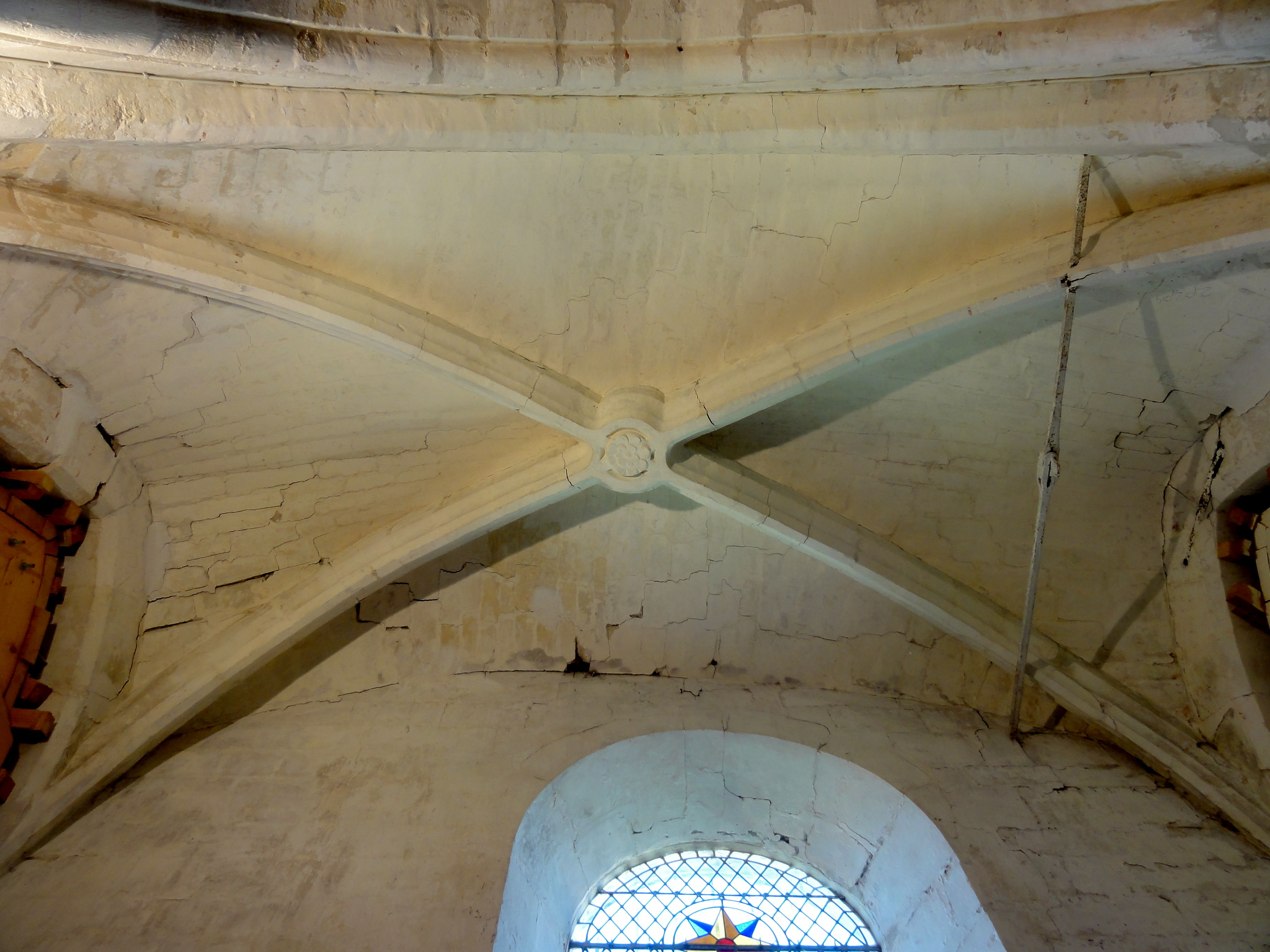
Voûte du faux croisillon nord.
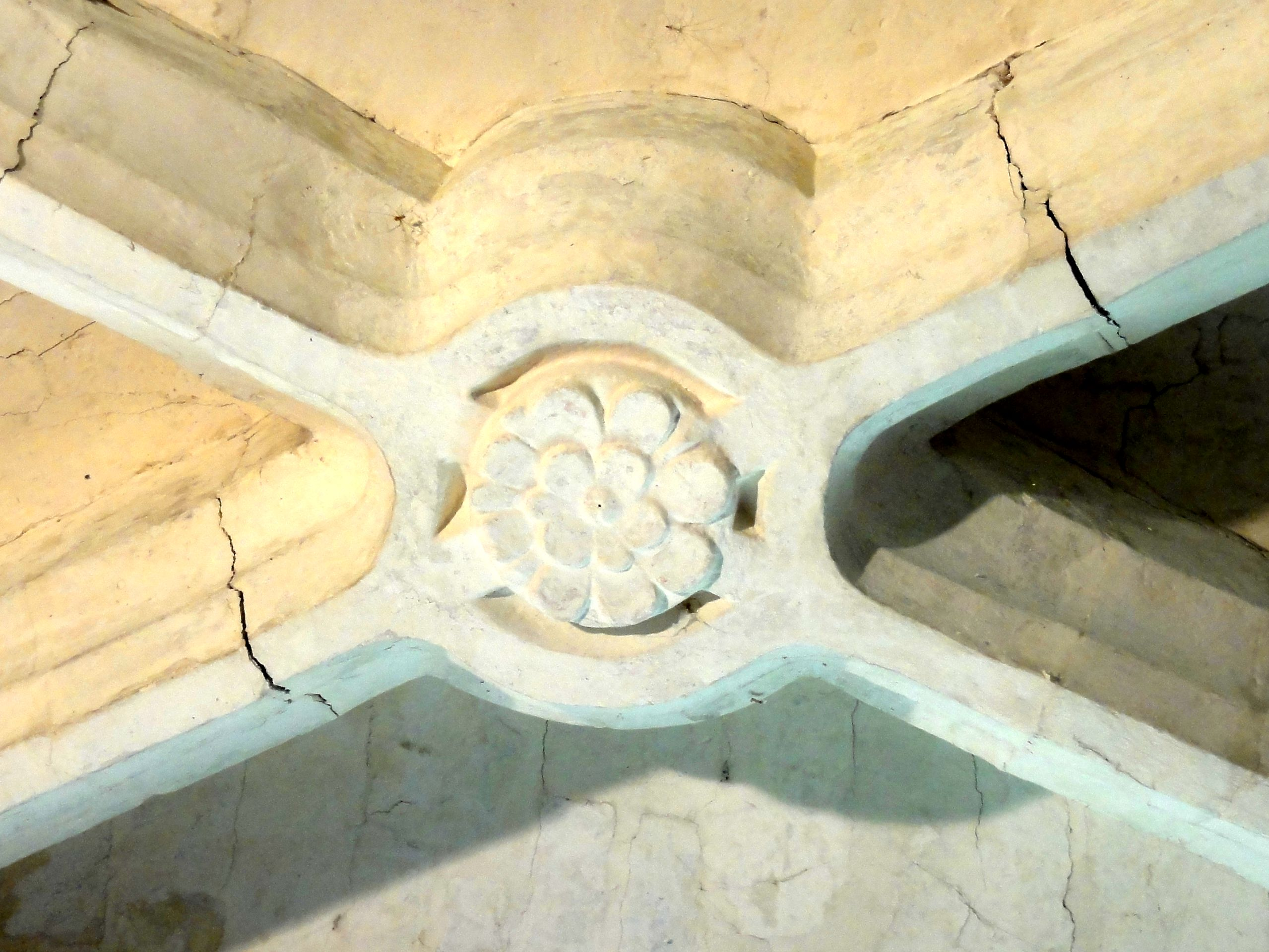
Clé de voûte du faux croisillon nord.
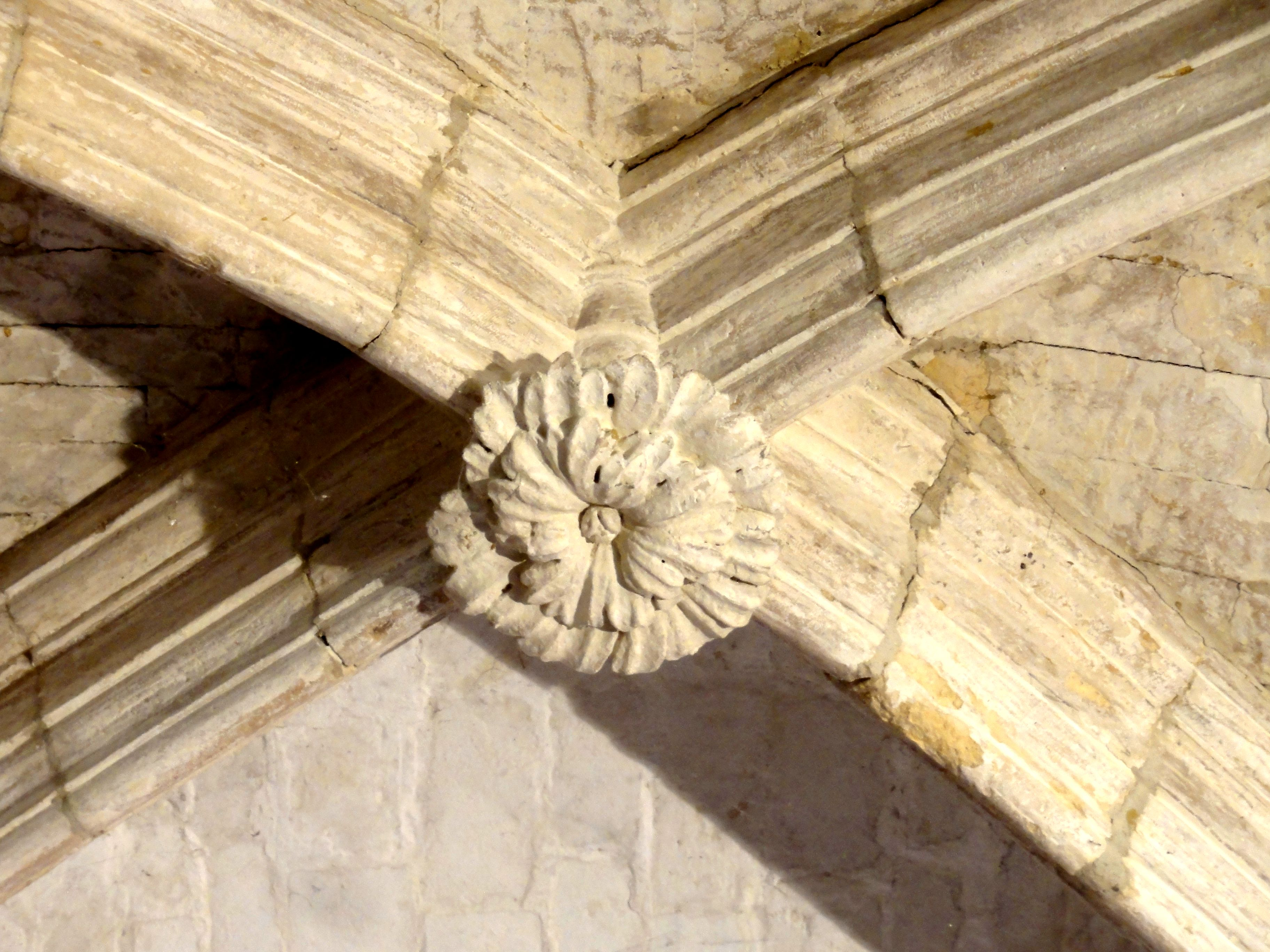
Clé de voûte du faux croisillon sud.
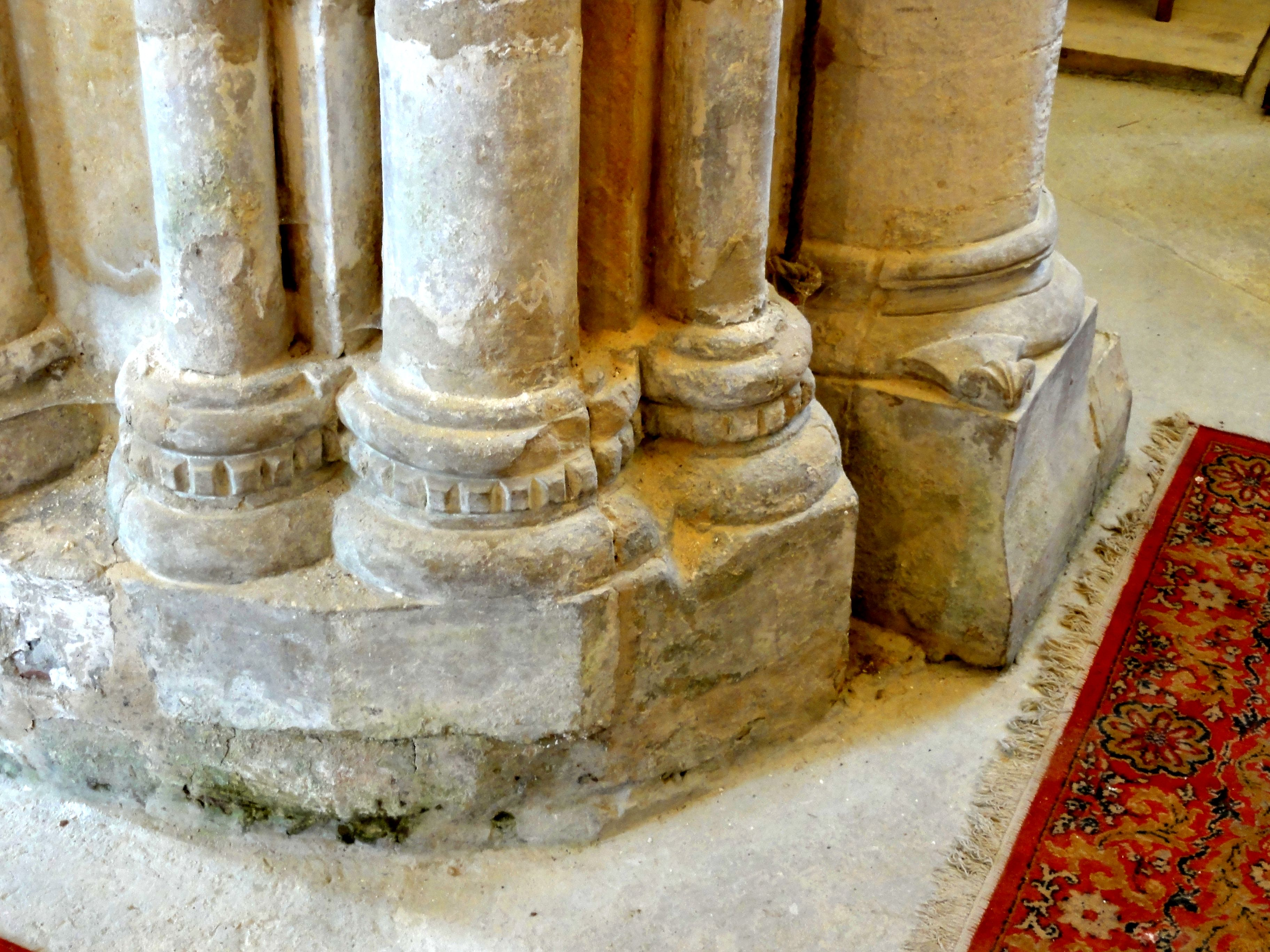
Bases de la pile nord-ouest du clocher.

#### Chœur

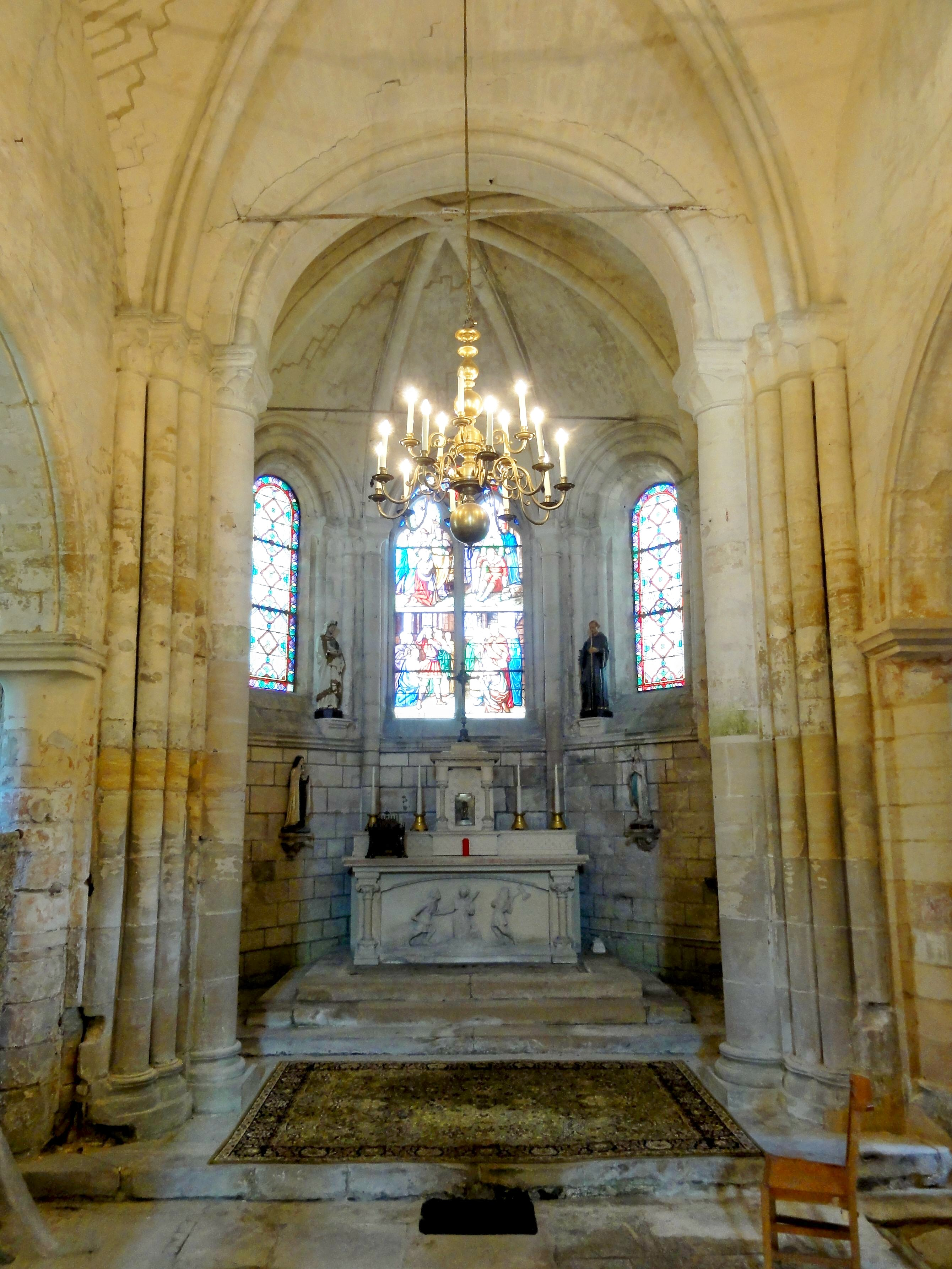
Chœur, vue vers l'est.

Le chœur n'a pratiquement pas été concerné par la reconstruction de l'église, et il est encore assez proche de son apparence du XIIe siècle, quoique des réparations et restaurations ont altéré quelque peu son authenticité. La travée droite du chœur est barlongue, mais presque aussi profonde que la base du clocher, et son élévation est analogue : deux hautes arcades vers l'ouest et vers l'est, deux arcades nettement plus basses vers le nord et vers le sud, une voûte d'ogives et pas de fenêtres hautes. L'arcade vers le chœur a déjà été décrite : du côté nord, elle accompagne un faisceau de colonnettes du XIIe siècle, et des faisceaux identiques se trouvent dans les angles nord-est et sud-est, près du doubleau vers l'abside. Les bases de ces colonnettes ont été refaites. Les fûts en profil d'amande sont composés de longs tambours en délit. Ils portent des chapiteaux revêtus de feuilles plates et de légers crochets, qui se situent stylistiquement à la transition entre le style roman tardif et le style gothique primitif. Deux chapiteaux ont perdu leur sculpture. De chacun de ces faisceaux de colonnettes, seule celle du milieu est utilisée, et elle supporte l'une des ogives d'origine dont le profil est de trois tores. Les autres colonnettes supportaient les formerets jusqu'à la destruction par les Anglais. Les voûtains ont donc été détruits, et les ogives sont restées intactes, si bien que la reconstruction a pu se limiter aux voûtains : ceci explique le caractère incomplet de la première travée du chœur alors qu'aucun indice ne révèle des éléments du XVe siècle dans ses parties hautes. La grande arcade du nord ressemble aux arcades ouest et est du faux croisillon sud : elle est en tiers-point et date d'origine. L'un de ses chapiteaux aux volutes d'angle est bien conservé, l'autre est mutilé. La grande arcade du sud a l'intrados bombé, ce qui n'est pas vraiment caractéristique du style flamboyant, mais en tout cas, elle a été rebâtie. Elle conserve pourtant l'un des chapiteaux mutilés d'origine, alors que l'autre a apparemment été confectionné par le même sculpteur que les autres chapiteaux du XVe siècle déjà signalés. Localisé près de la pile sud-est du clocher, il représente un ange déployant un phylactère et des feuilles de chou,,.
L'abside n'est pas voûtée en cul-de-four, contrairement à ce que prétend Bernard Duhamel. Sans doute la première partie construite de l'église primitive, elle montre une architecture plus romane que gothique, seule la minceur des colonnettes encadrant les fenêtres du chevet indiquant une date de construction plus avancée dans le XIIe siècle. Le plan est légèrement outrepassé, c'est-à-dire que les murs de la partie « droite » ne sont pas réellement parallèles et dérivent légèrement respectivement vers le nord et vers le sud, mais moins que dans l'église Saint-Vaast de Saint-Vaast-lès-Mello. La partie droite comporte des murs nus au nord et au sud : en faveur de la construction de chapelles latérales plus longues que la première travée, le maître d'œuvre a renoncé aux fenêtres latérales, et il n'a pas non plus prévu d'arcades vers les chapelles. Il n'y a donc que trois fenêtres : au milieu, la baie faussement rayonnant du XIXe siècle, et à gauche et à droite, des fenêtres romanes encadrées par un double tore qui repose sur des colonnettes à chapiteaux. Le tore supérieur de l'archivolte des fenêtres romanes sert en même temps de formeret, mais les autres travées n'ont pas de formeret. Les chapiteaux ont la même décoration que les autres de l'église primitive. Ils sont situés à la même hauteur que ceux des ogives, dont le profil d'un gros tore unique est encore tout à fait primitif. La clé de voûte est une minuscule étoile. Peut-être le soubassement des fenêtres était-il agrémenté d'arcatures plaquées, mais il a été refait au début du XXe siècle après l'enlèvement du lambris de demi-revêtement de l'époque Louis XIV ou Louis XV. La colonnette entre la fenêtre d'axe et la fenêtre de droite a même été coupée, peut-être pour la pose du lambris,,.

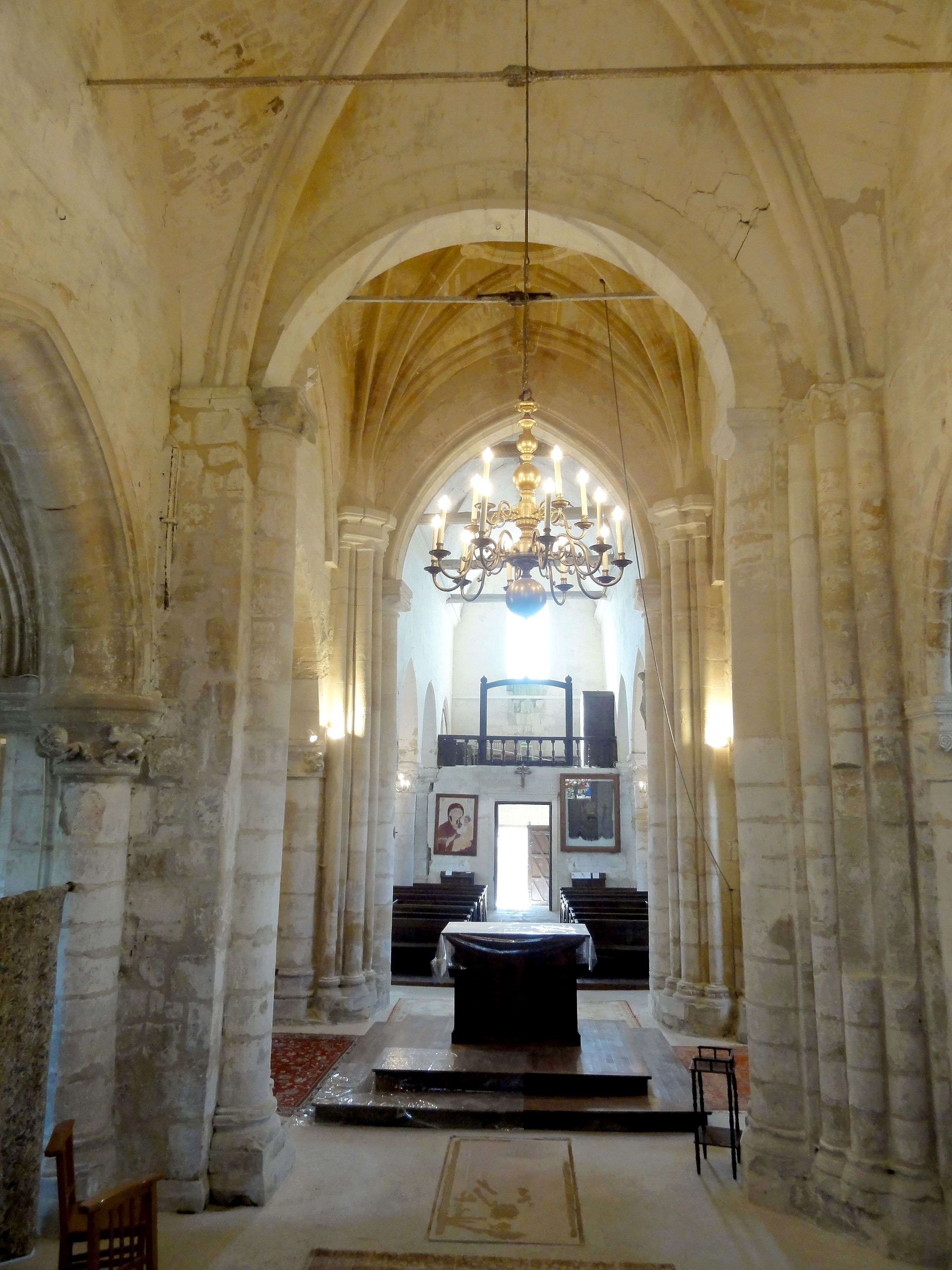
Chœur, vue vers l'ouest.
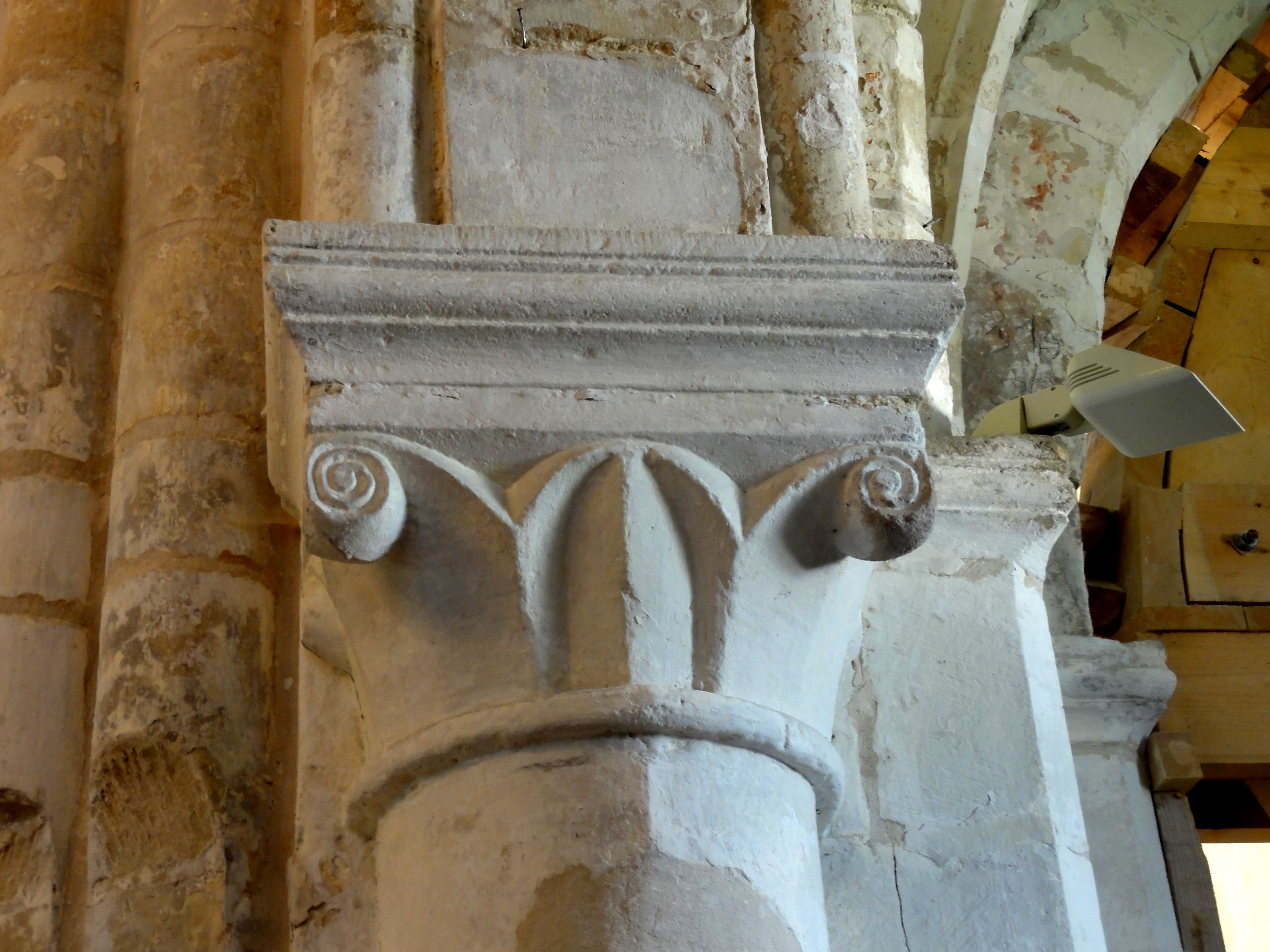
Chapiteau de l'arcade nord.
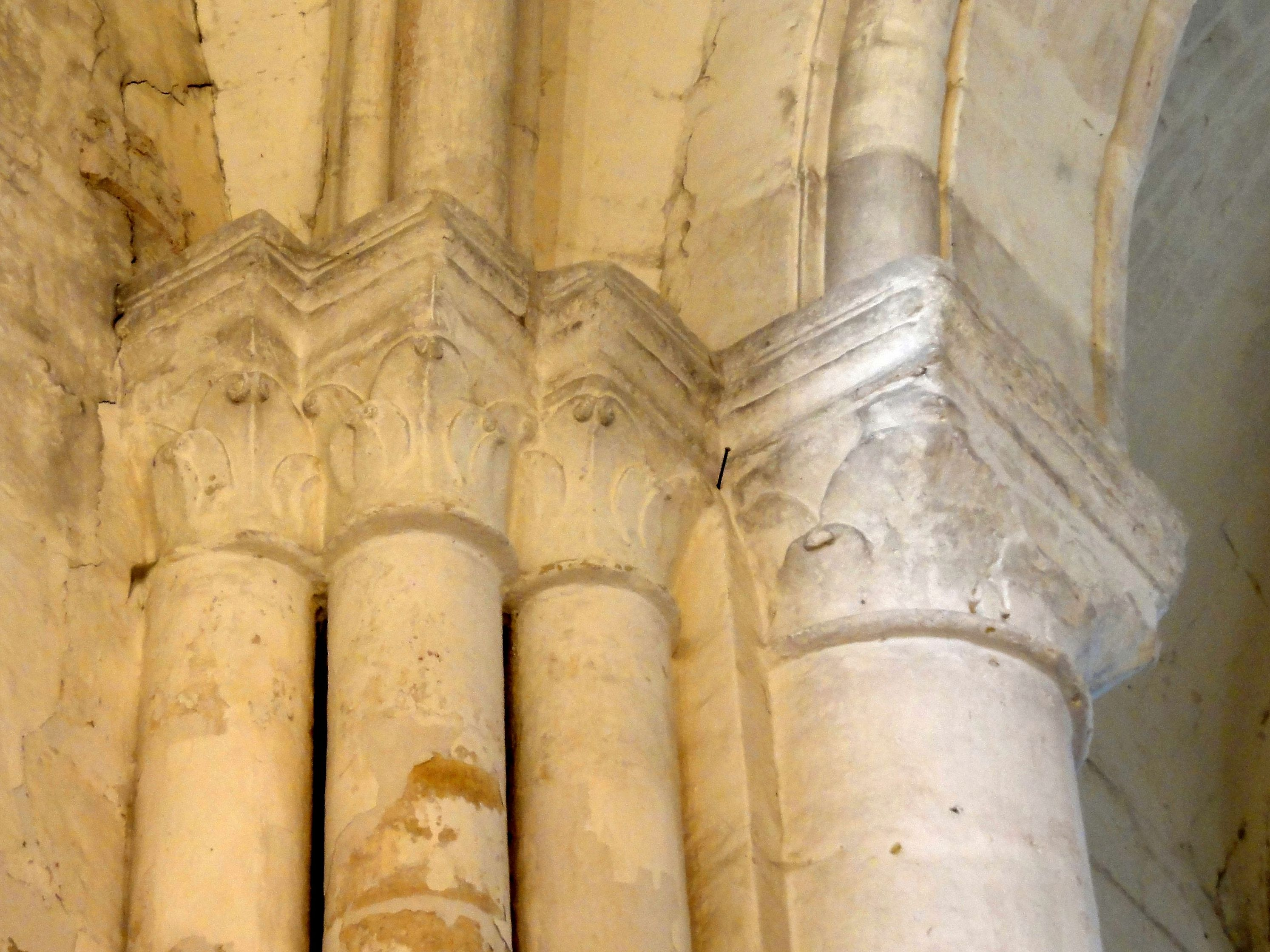
Chapiteaux au nord-est.
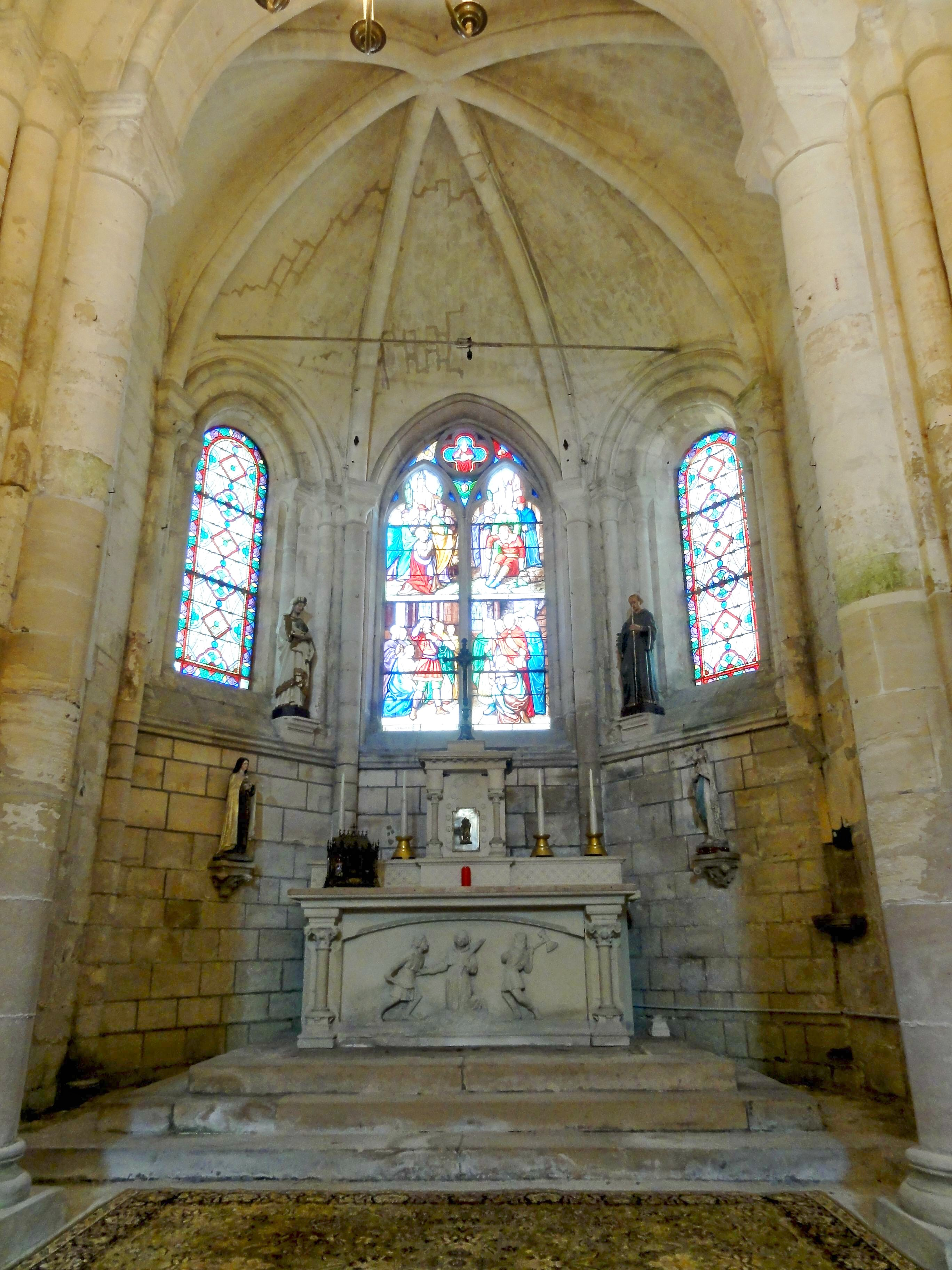
Abside.
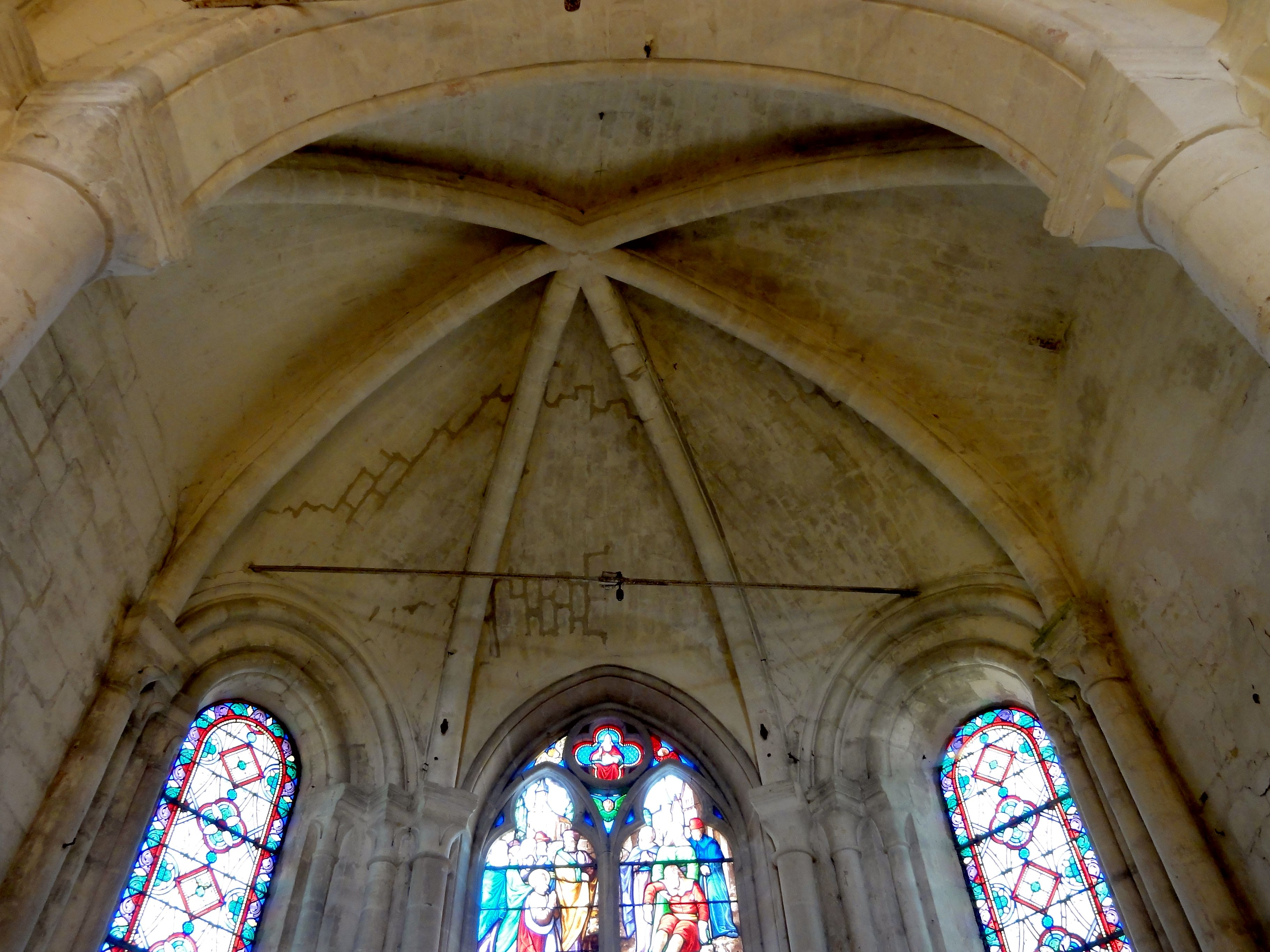
Voûte de l'abside.
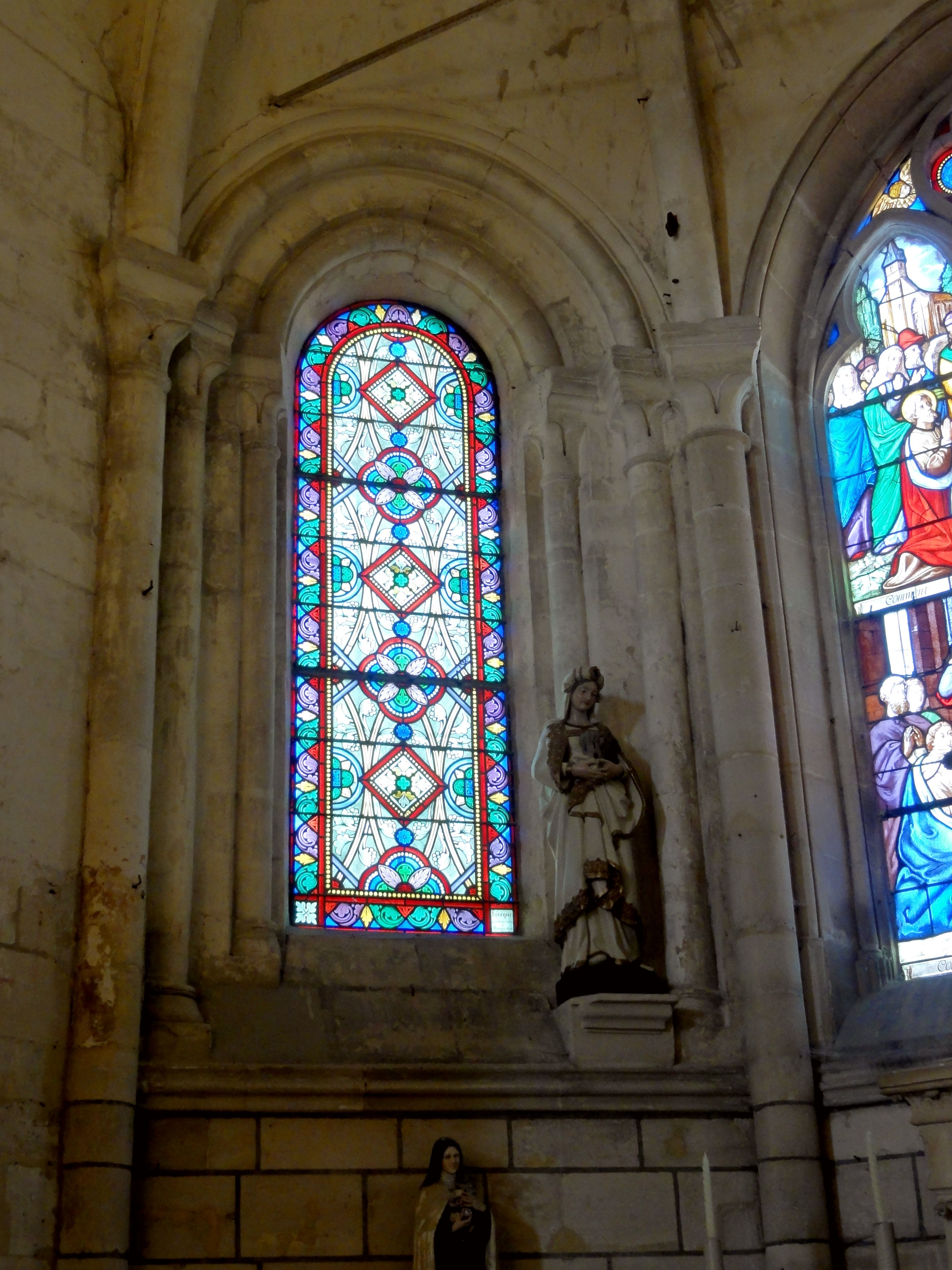
Abside, fenêtre nord-est.

#### Chapelles latérales

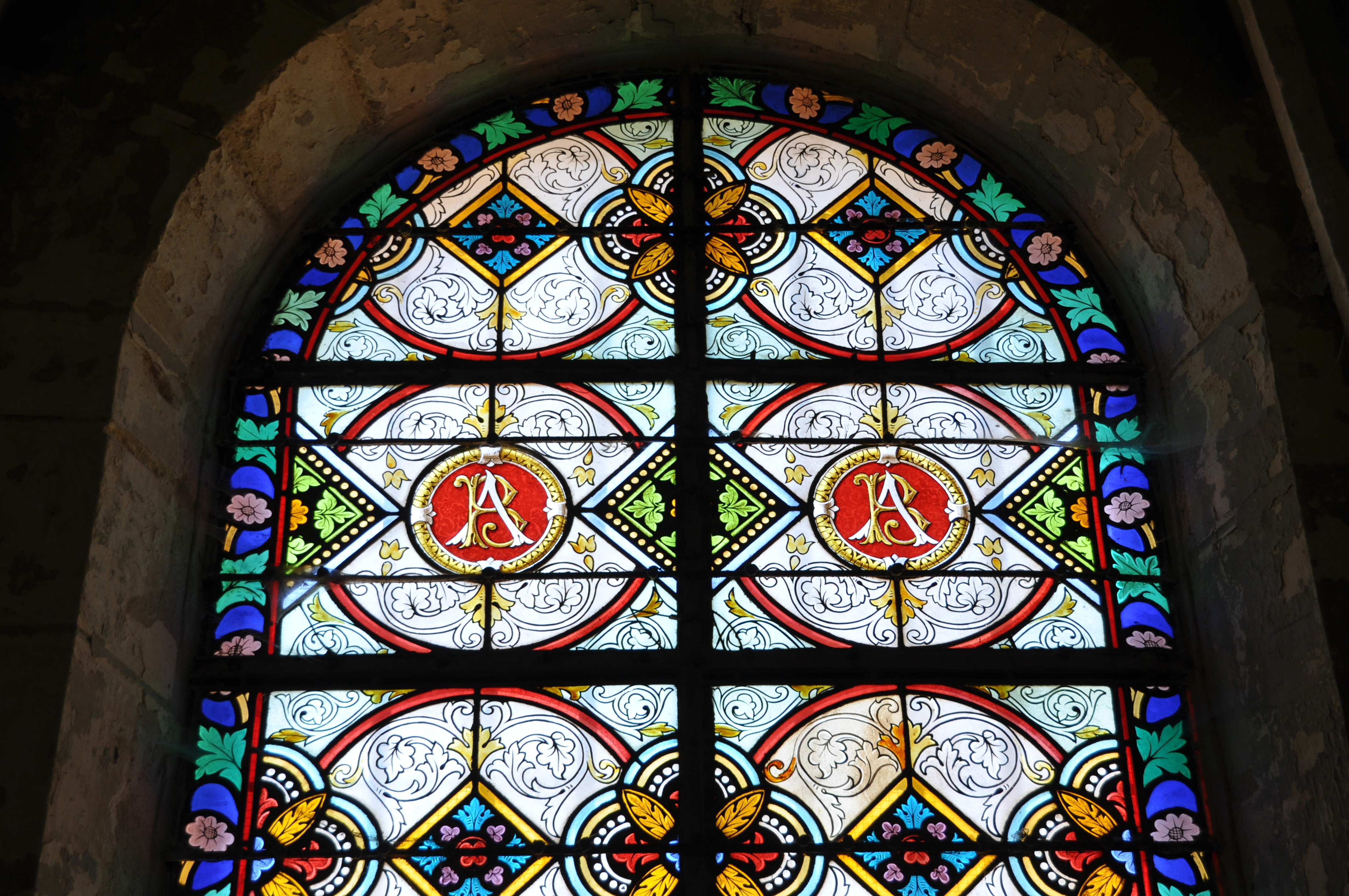
Vitrail de la chapelle nord

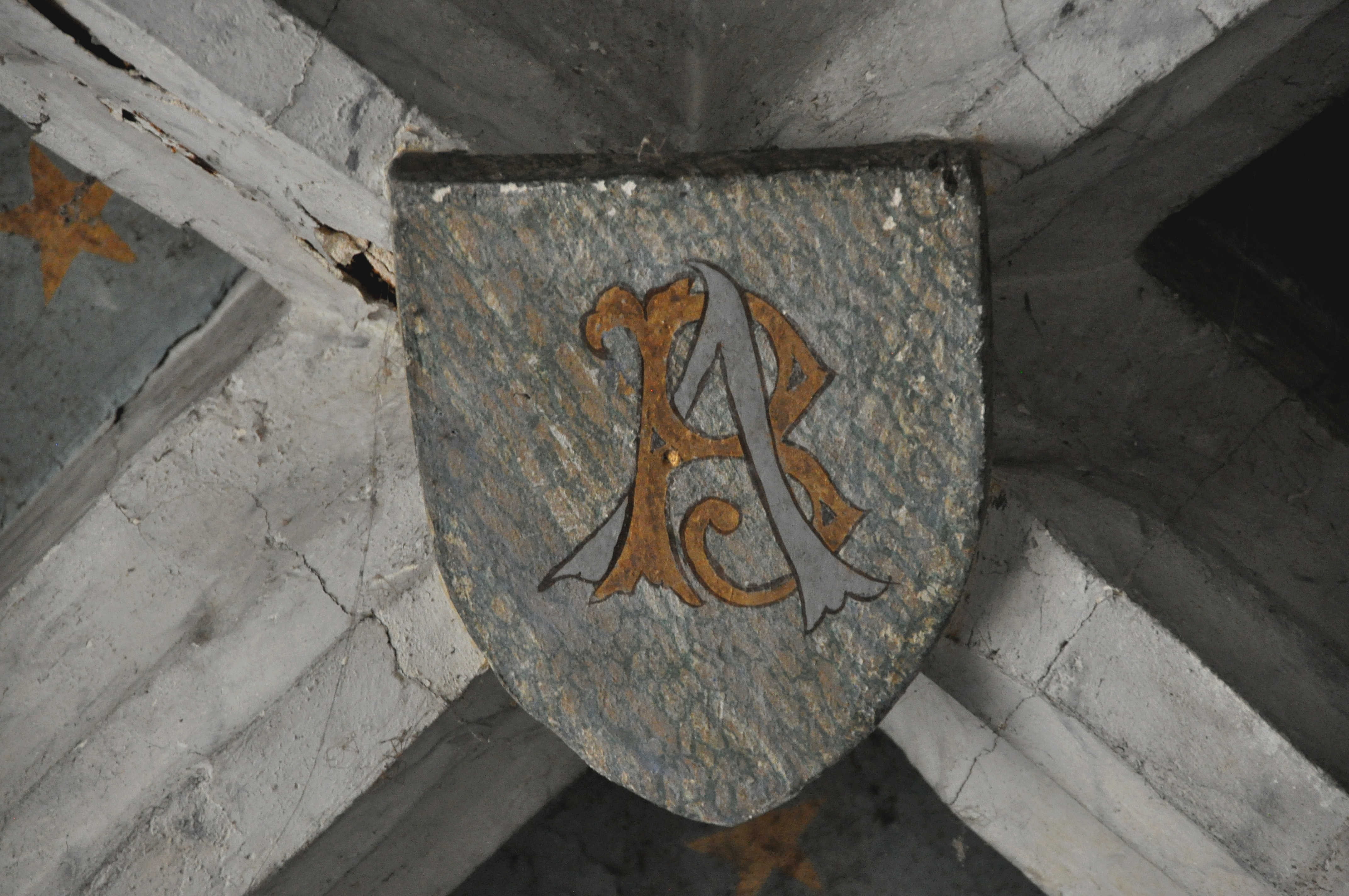
Ecu de la clé de voûte de la chapelle nord.

Chacune des deux chapelles comporte une travée barlongue qui communique avec l'un des faux croisillons à l'ouest, et avec la travée droite du chœur respectivement au nord et au sud, ainsi qu'une petite travée carrée qui ne communique qu'avec la première travée. Les chevets de ces chapelles assez basses sont dépourvus de fenêtres, car accueillant des autels avec des retables. Le voûtement correspond au faux croisillon voisin.
La chapelle du nord a été voûtée la première dès la reconstruction de l'église en raison de sa vocation de chapelle seigneuriale. Rappelons ici que Claude de Sansac, "dame d'Hérouville", qui avait épousé en secondes noces Jehan de Berbisy, avait fondé cette chapelle dédiée à Saint Clair, patron de la paroisse, dans la première moitié du XVIe siècle. Elle pénétrait dans cette chapelle seigneuriale par une petite porte, côté nord. Celle-ci, encore visible côté extérieur, a été depuis murée. Cette chapelle seigneuriale a été complètement restaurée dans la deuxième moitié du XIXe siècle. Les travaux ont été financés par une hérouvilloise, Joséphine Brochard née Artoux (1826-1913). Nous lui devons le vitrail qui comporte un double monogramme fait de deux lettres (A et B) entrelacées, initiales de son nom. Nous le retrouvons également sur les grilles en fer forgé fermant le chœur de la chapelle ainsi que sur l'écu de la clé de voûte. Cet écu a remplacé le "mouton paissant" (Chartrier page 22) emblème des Berbisy. Elle a également financé l'autel de la chapelle : en témoigne l'inscription retrouvée sur sa partie droite, très abimée, mais dont l'essentiel est encore lisible. Elle a également offert en 1898 le reliquaire contenant des ossements de Saint Clair et de son compagnon Saint Cyrin.
Au sud non plus, l'architecture n'est pas très soignée : sur les supports du doubleau intermédiaire, des chapiteaux n'ont même pas été prévus, et du côté du chevet, les nervures s'arrêtent nets devant le mur. Louis Régnier juge cette partie de l'église sans intérêt,.
Les premières travées des chapelle servent de dépôt au mobilier de la fouille archéologique dans l'église en 2003.

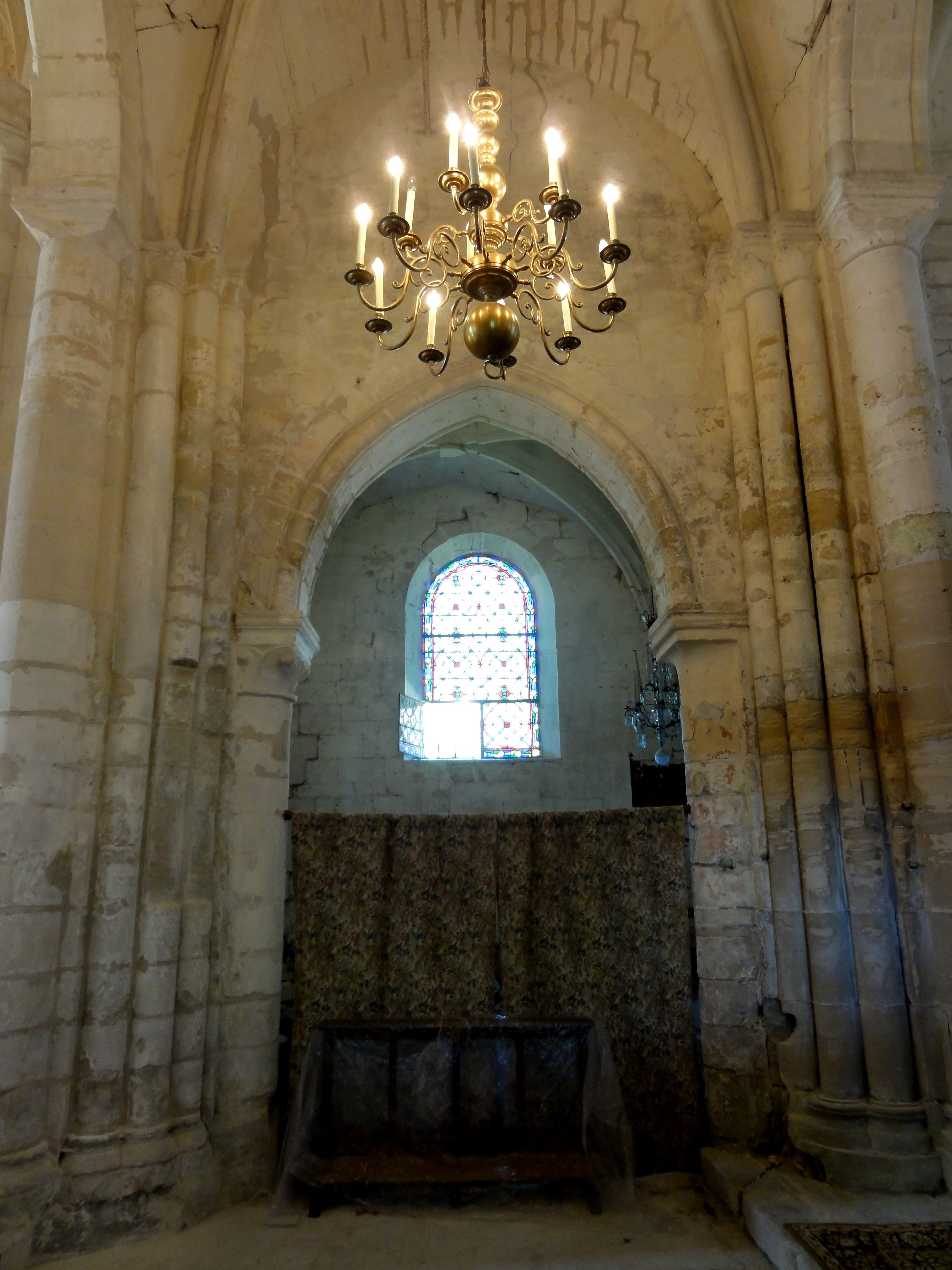
Arcade vers la chapelle latérale nord.
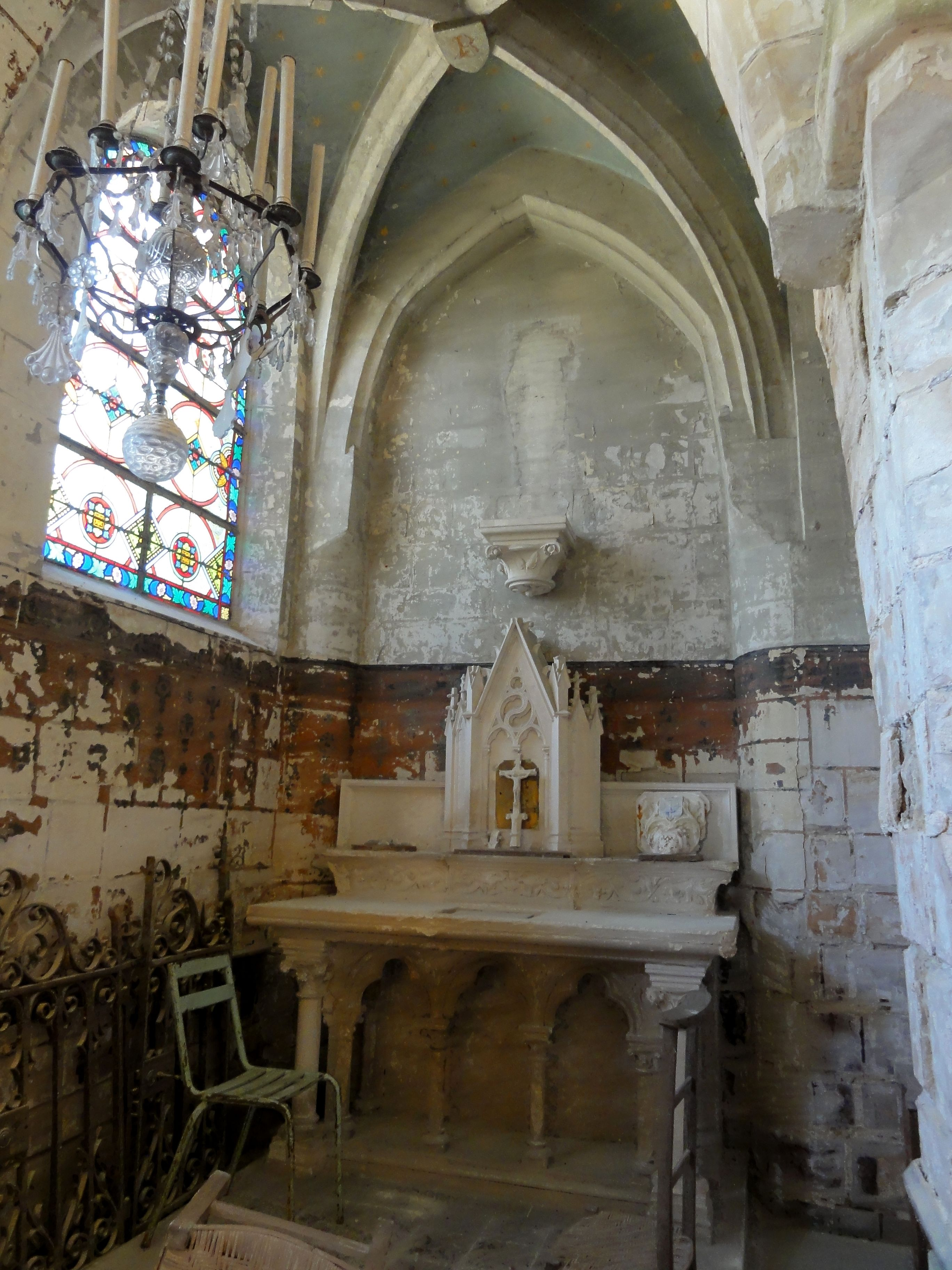
Chevet de la chapelle latérale nord.
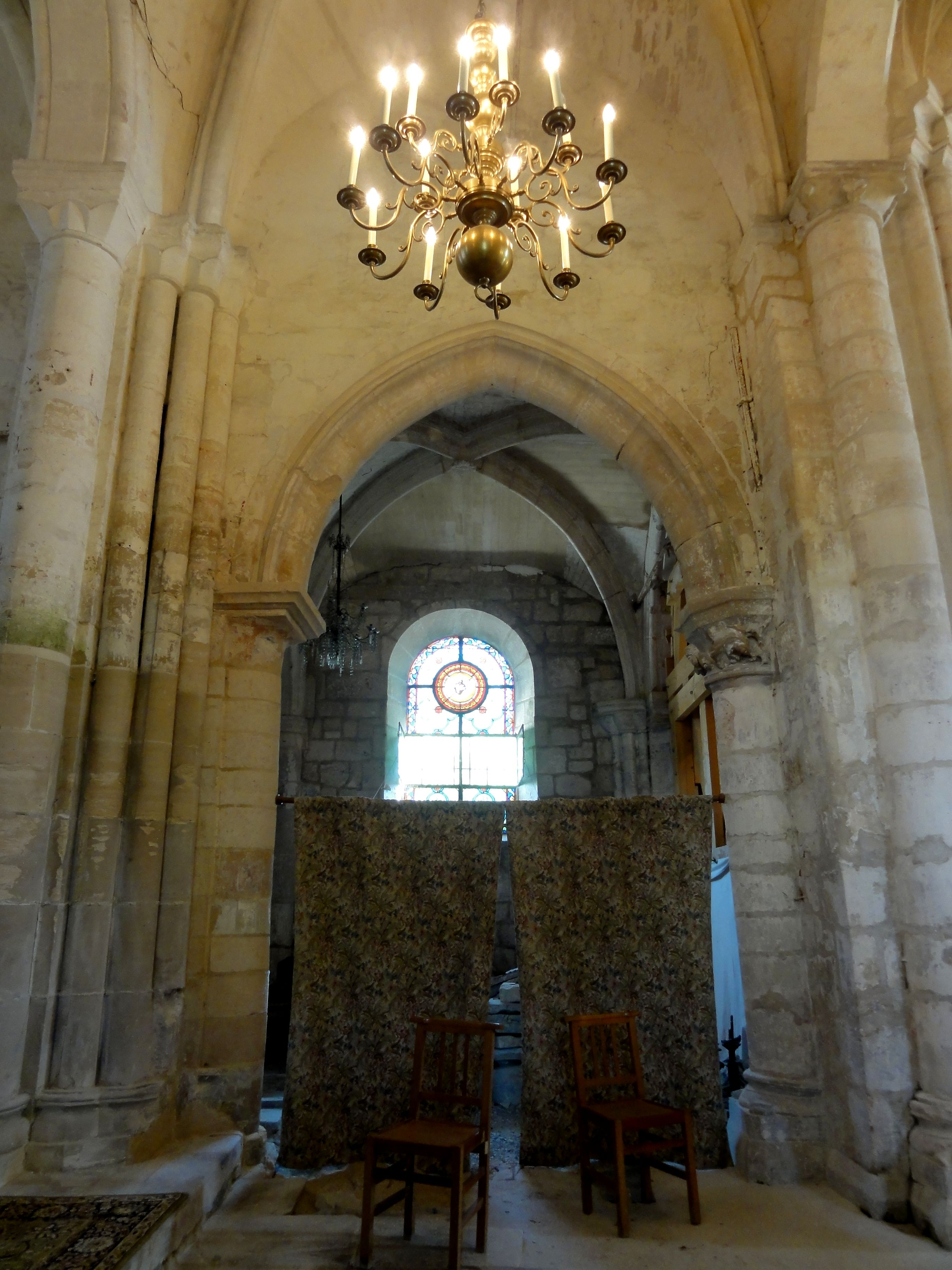
Arcade vers la chapelle latérale sud.
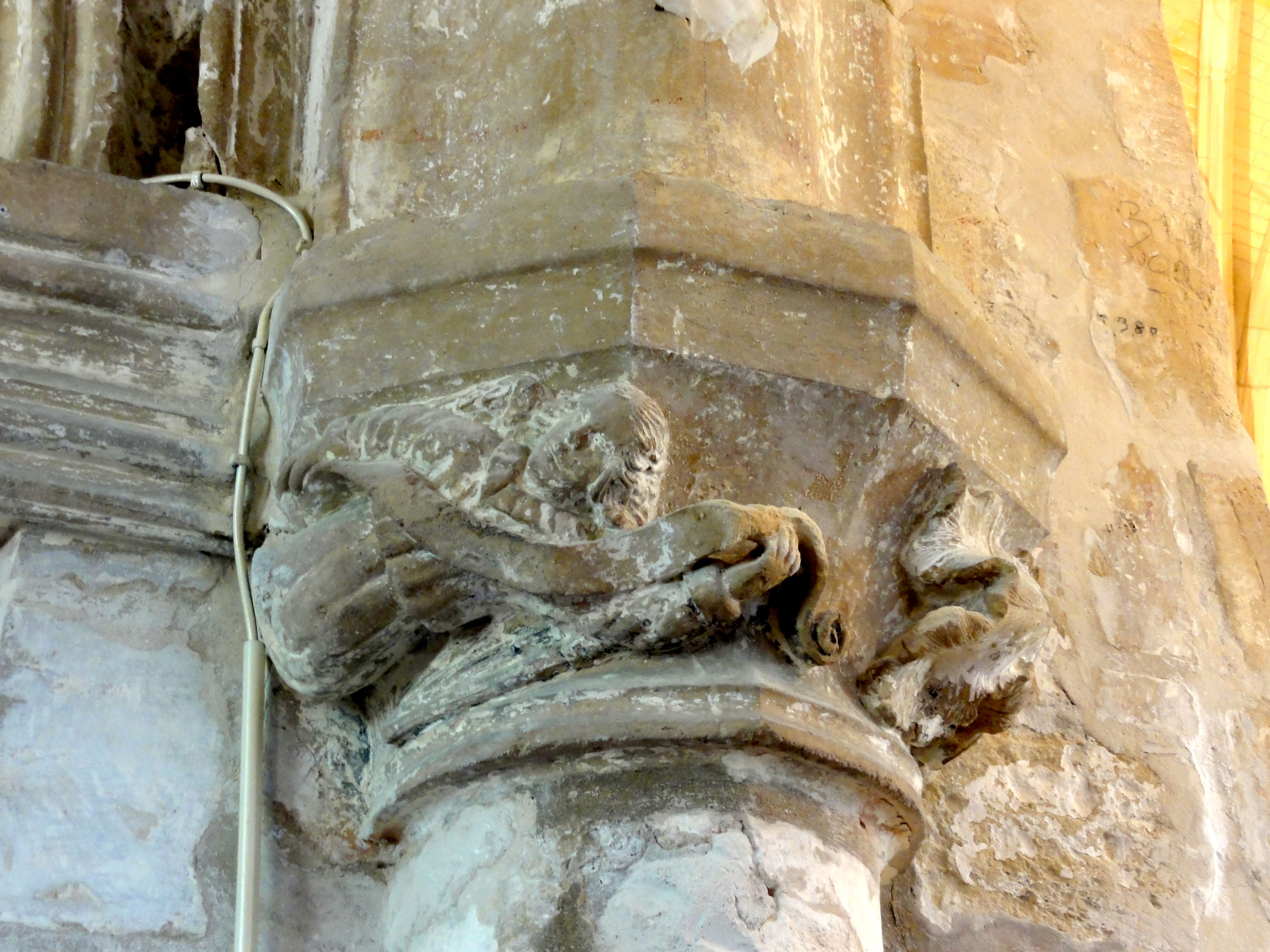
Chapiteau du XVe à droite de l'arcade sud.
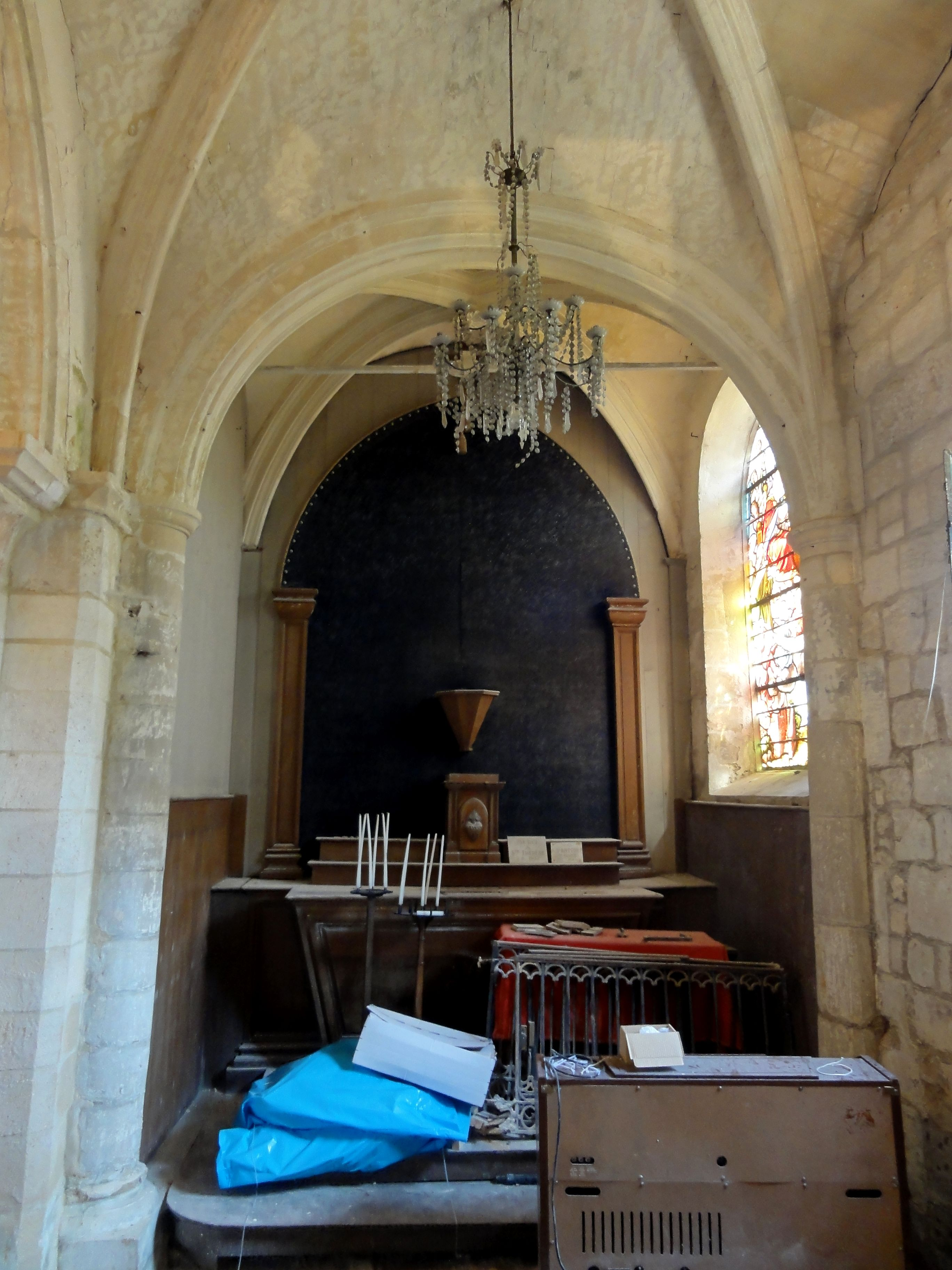
Chapelle latérale sud, vue vers l'est.

## Mobilier

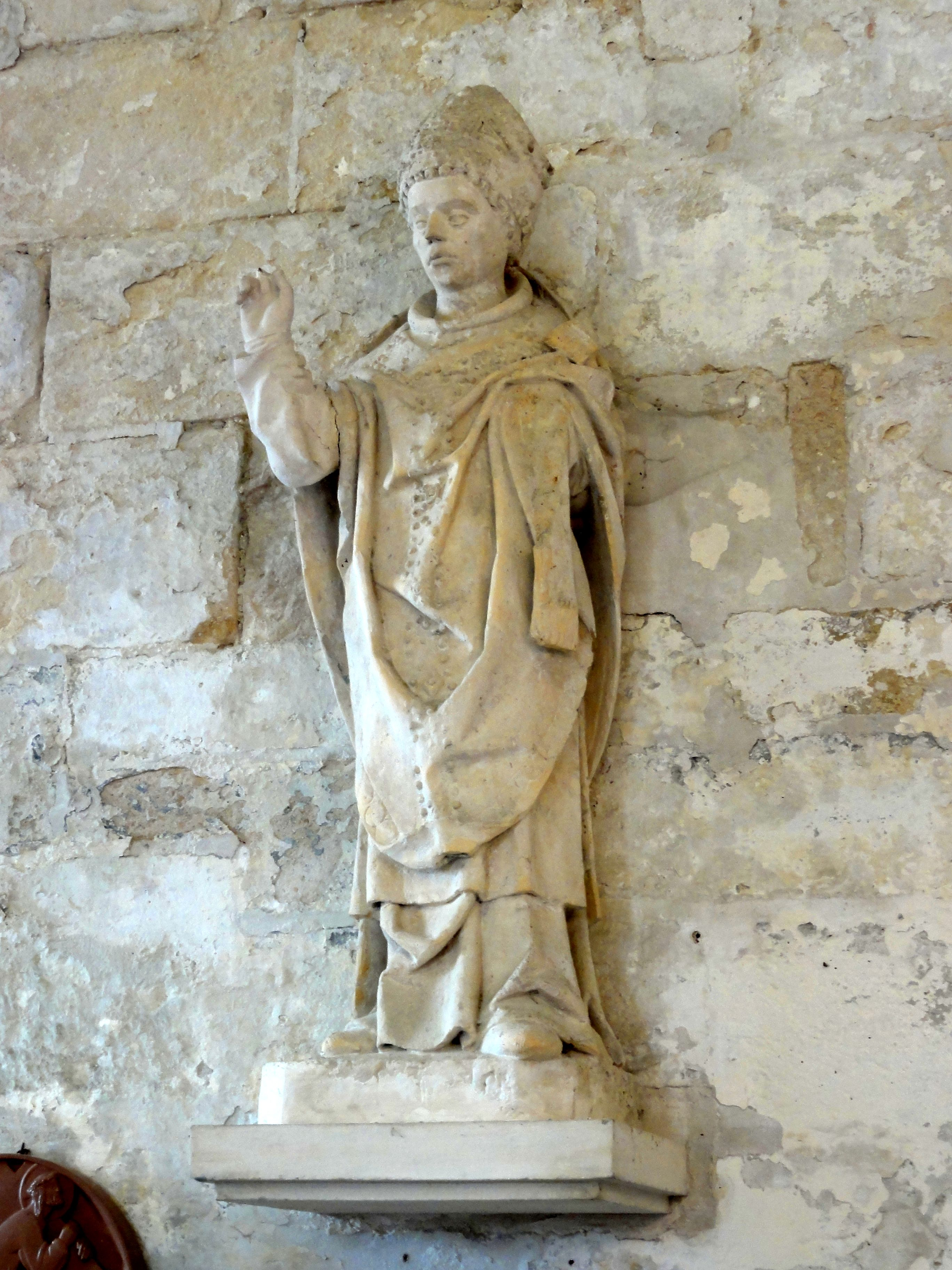
Saint-Clair du Vexin, patron de la paroisse.

L'église renferme deux éléments de mobilier classés ou inscrits monuments historiques au titre objet :
- La statue en pierre d'un saint évêque, dit saint Clair du Vexin, haute de 150 cm et datant du dernier quart du XVe siècle[28]. Habituellement saint Clair du Beauvaisis est représenté céphalophore et dans des habits de prêtre, car il ne fut jamais évêque. Son bras gauche est manquant, vraisemblablement tombé dans la première moitié du XXe siècle. Cette statue est classée MH par arrêté du 12 juillet 1912 et a été restaurée durant les années 2020-2021. Actuellement située dans le bas-côté gauche, elle était autrefois placée au-dessus de l'autel de la chapelle seigneuriale (nord).
- Un groupe sculpté en pierre polychrome au titre de l'Éducation de la Vierge, haut de 115 cm et datant du milieu du XVIe siècle, représentant sainte Anne apprenant à lire à la jeune Vierge. Cette sculpture a été restaurée à partir de 1993[29]. Elle se trouve devant la niche trop petite à gauche du portail sous le porche.

D'autres objets méritent l'attention et figurent dans l'inventaire général du patrimoine culturel :
- Une statue de la Vierge à l'Enfant, haute de 137 cm et datant du premier quart du XVIe siècle. Cette sculpture a été restaurée à partir de 1993[30]. Elle se trouve dans la niche trop petite à droite du portail sous le porche.
- Les fonts baptismaux du XIVe siècle qui proviennent de l'ancienne église. La partie supérieure de la cuve octogonale est décorée d'un rang de feuilles. Le socle à petits arcatures a été refait au XXe siècle[31].
- La verrière légendaire de la baie d'axe du chevet, ayant pour sujet la vie de saint Clair. Elle fut confectionnée par le maître-verrier Charles Lévêque, qui exerça à Beauvais entre 1863 et 1881. Les deux panneaux supérieures représentent la guérison miraculeuse d'un paralysé, et les panneaux inférieurs une scène d'exorcisme dans une église (Saint Clair guérissant un possédé). D'habitude, saint Clair est surtout invoqué pour les maladies des yeux : Agnès Somers et Catherine Crnokrak supposent que les épisodes relèvent de l'imagination de Lévêque. Le tympan montre Dieu le Père. Suivant le goût de la peinture de l'époque, l'artiste met en place des scènes animées, et fait appel à la technique de la grisaille colorée et aux émaux[32],[33]. L'église possède deux autres vitraux figurés dans la chapelle latérale sud qui est dédiée à la Vierge. Ils représentent l'Assomption de Marie et l'Annonciation.
- Un tableau peint à l'huile sur toile, haut de 180 cm et large de 147 cm, intitulé « Remise du Rosaire ». C'est une œuvre anonyme de la limite entre le XVIIe siècle et le XVIIIe siècle, accrochée au-dessus de la porte de la sacristie. Les deux personnages qui reçoivent le rosaire de la Vierge à l'Enfant sont saint Dominique et sainte Catherine de Sienne[34].
- Un confessionnal en bois de chêne taillé, datant de la première moitié du XIXe siècle[35]. Quatorze bancs de fidèles avec allonges coulissantes[36] et deux stalles individuelles datent de la même période[37] et ont également été restaurés.

Sont à mentionner en outre deux dalles tumulaires oubliées lors de l'Inventaire. Elles se trouvent à la fin de l'allée centrale de la nef, devant la croisée du transept.
- La dalle funéraire à effigie gravée de Claude de Sansac, dame d'Hérouville et de Villers-sous-Coudun (commune de Coudun), morte en 1561. Elle est représentée dans l'habit du Tiers-Ordre franciscain[6],[38].
- La dalle funéraire à effigie gravée et presque entièrement effacée du vicaire Mathias Laurens, mort le 15 octobre 1681. Il est représenté en habits sacerdotaux[39],[38].

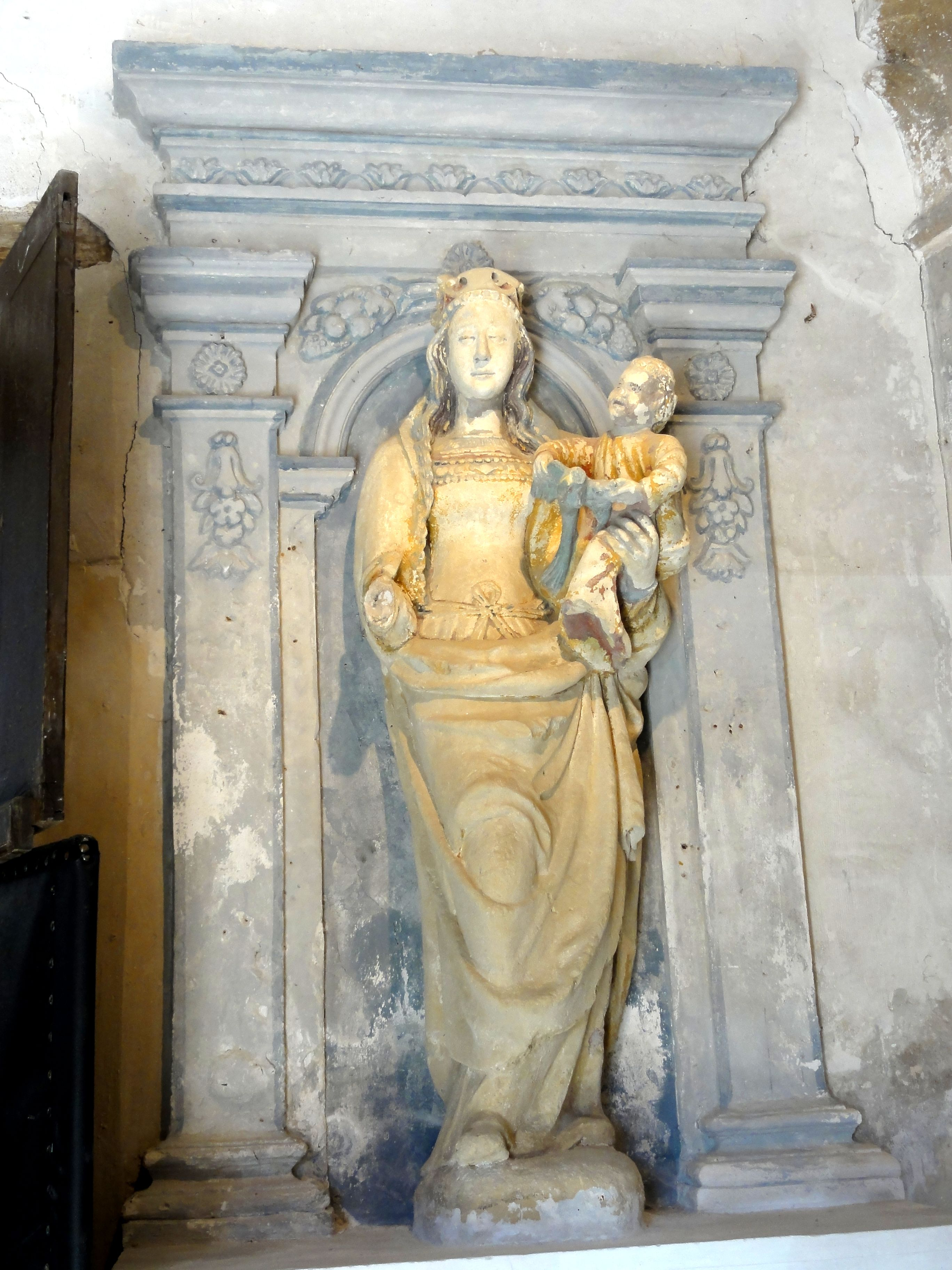
Vierge à l'Enfant.
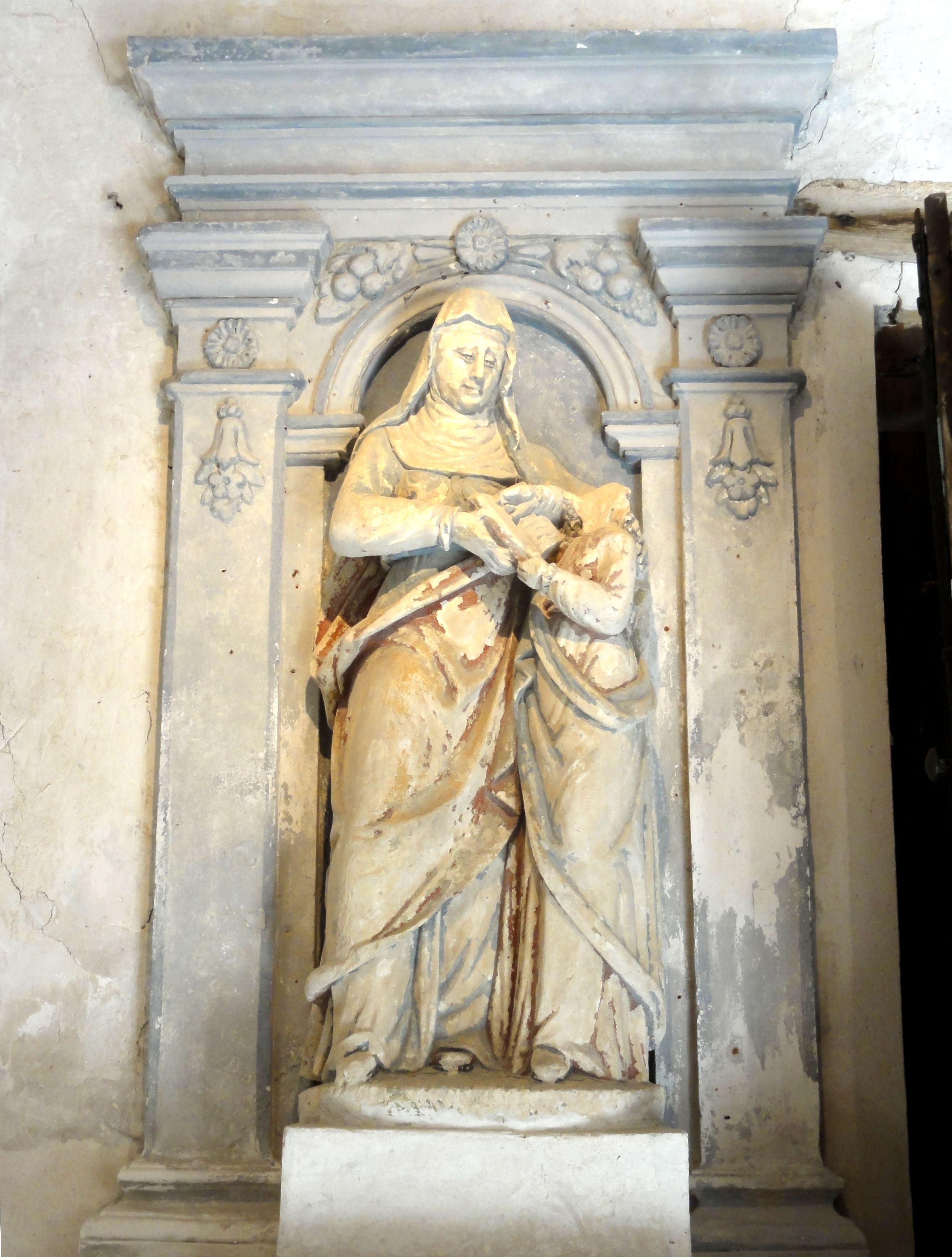
Éducation de la Vierge.
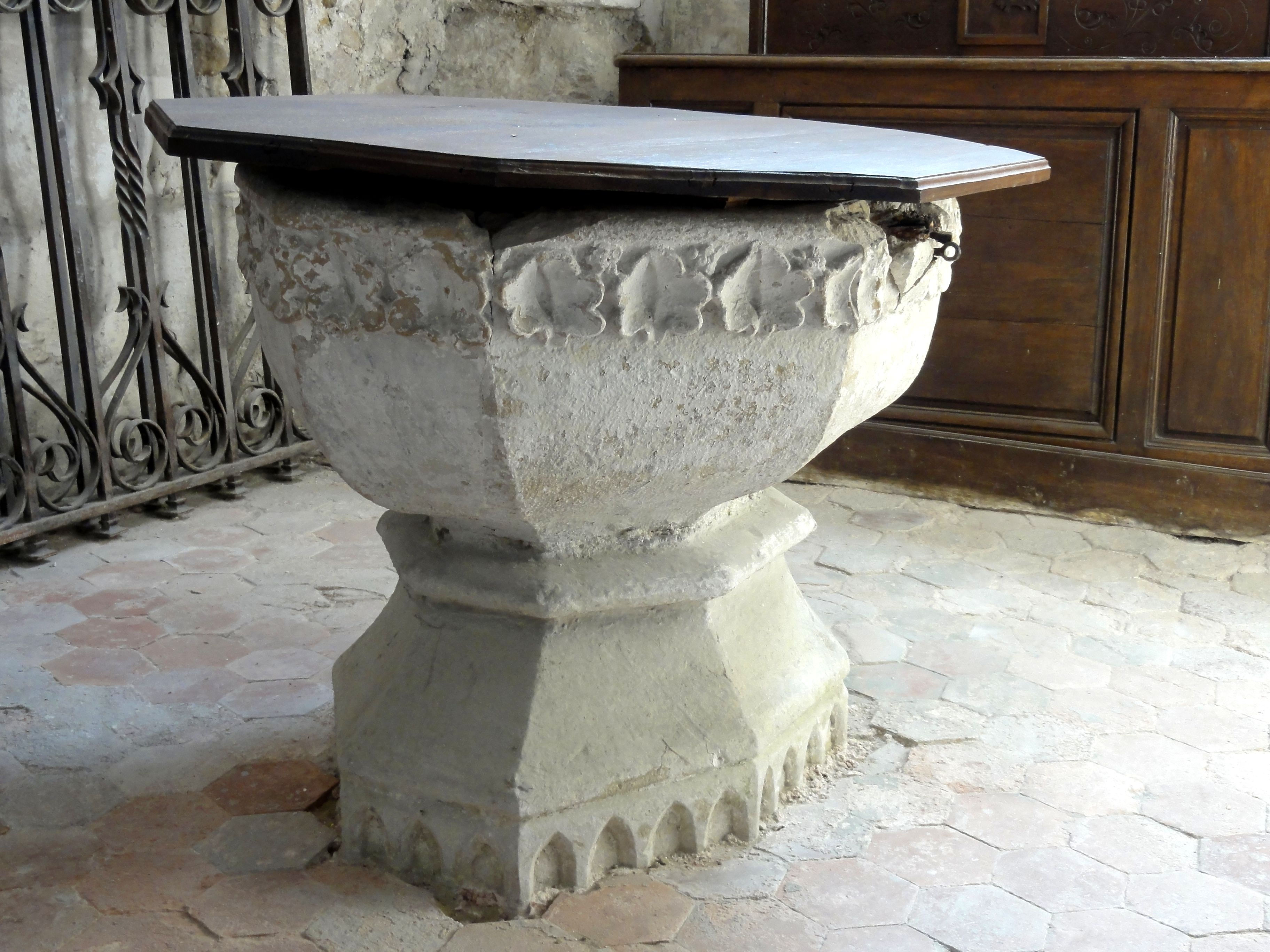
Fonts baptismaux.
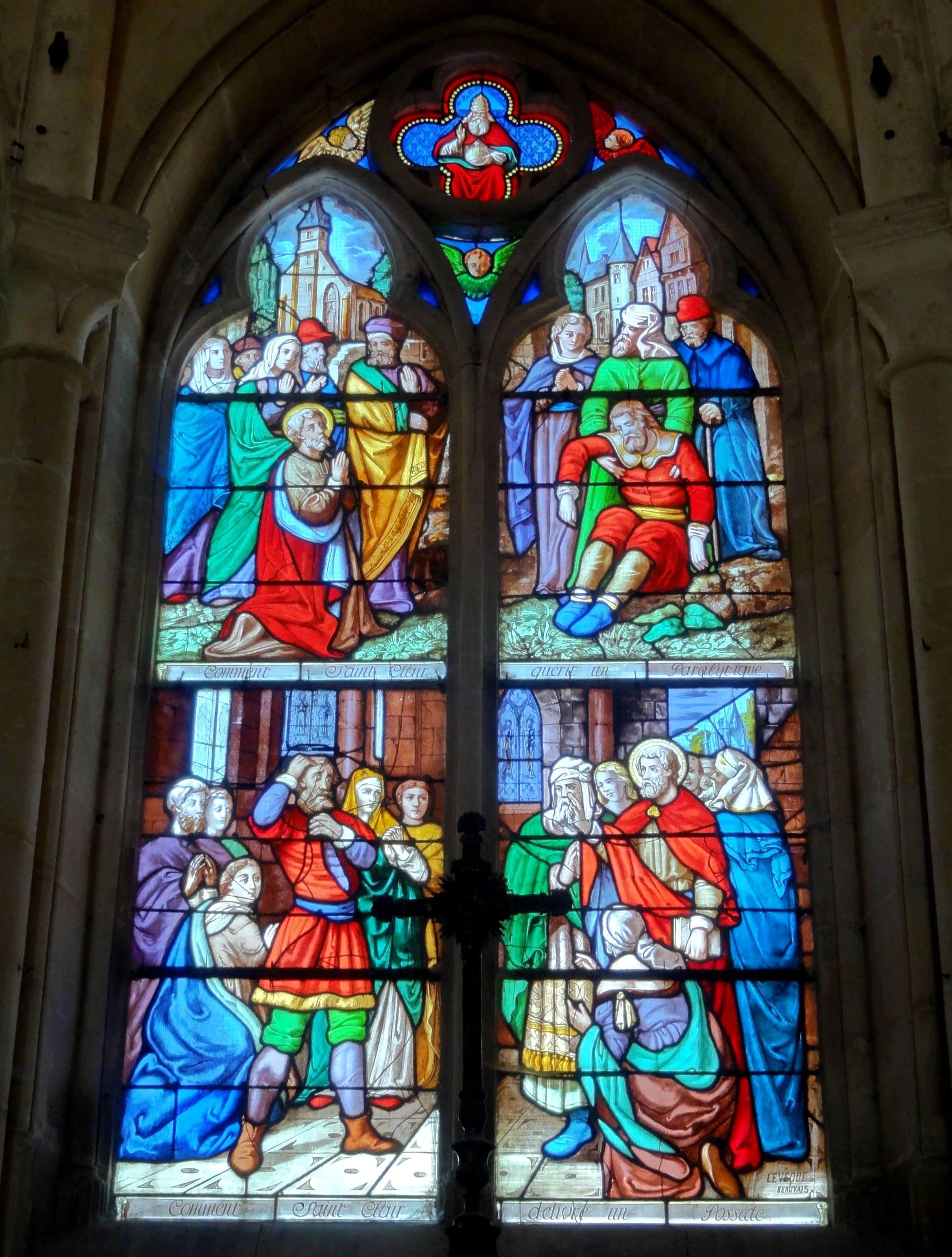
Vitrail du chevet.
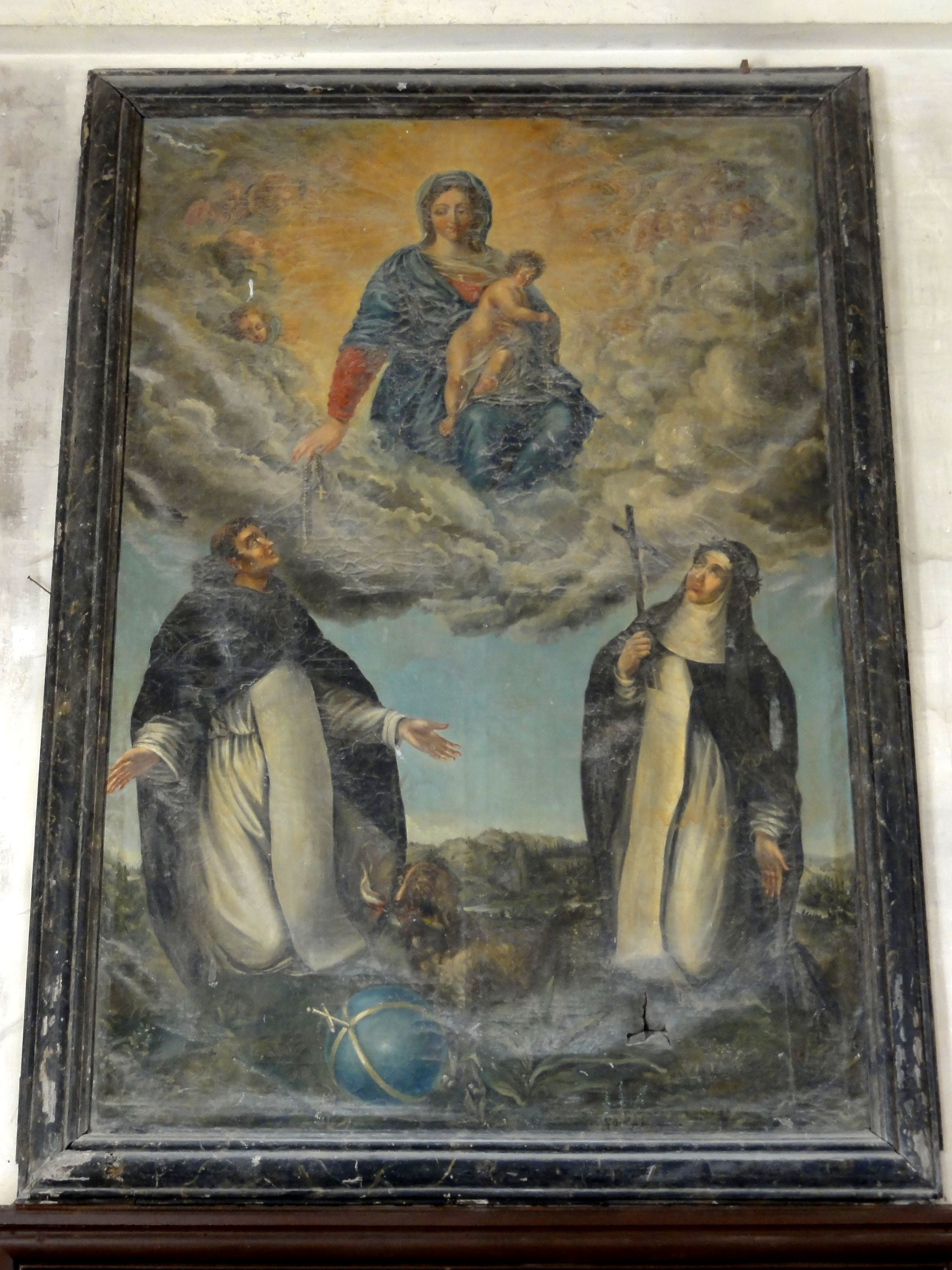
Remise du Rosaire.
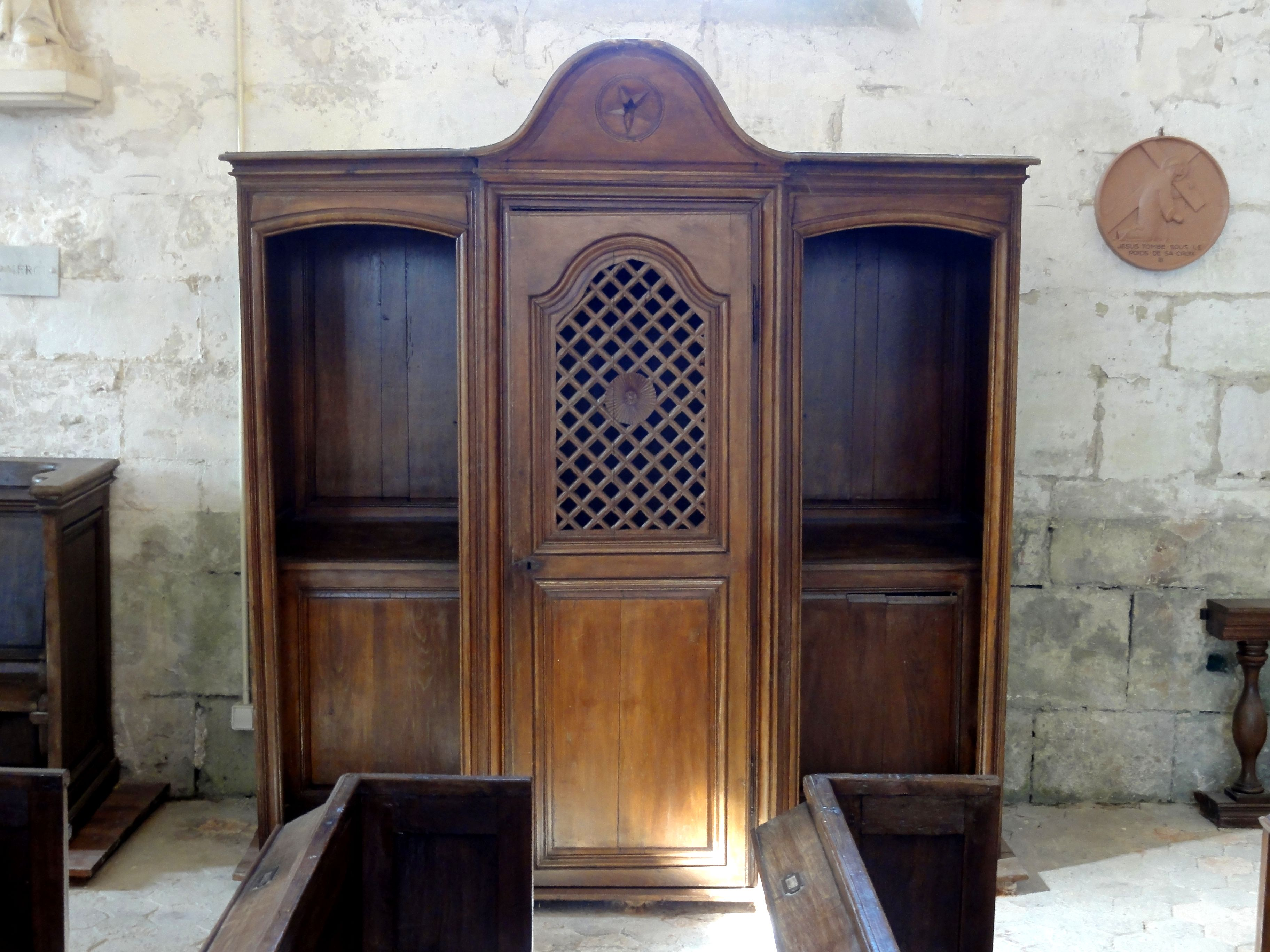
Confessionnal.